# Entraunes
Entraunes, « porte » du parc national du Mercantour, est une commune française située dans le département des Alpes-Maritimes, en région Provence-Alpes-Côte d'Azur.
Ses habitants sont appelés les Entraunois.

## Géographie

### Localisation

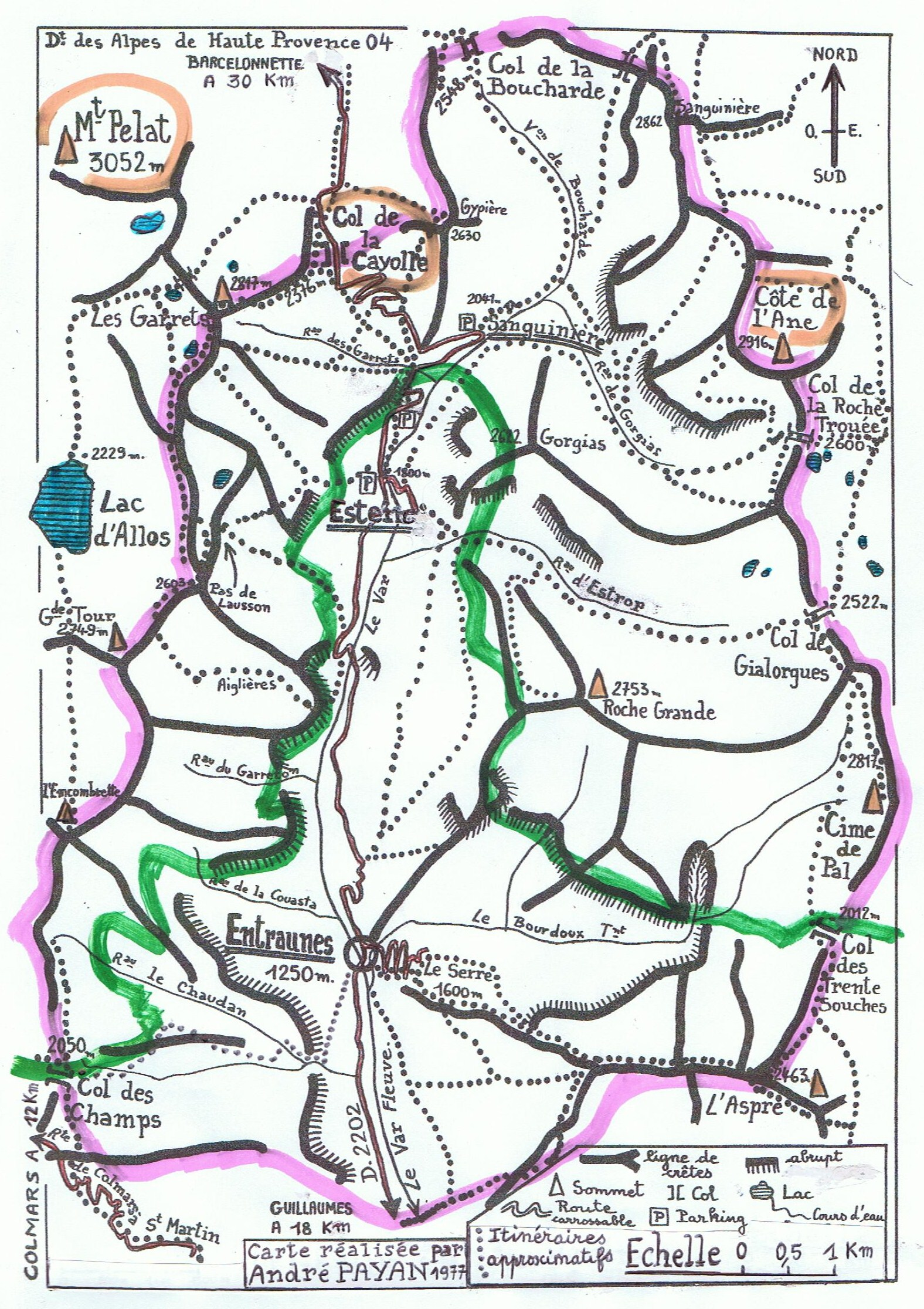
Carte simplifiée de la commune d'Entraunes aux limites en rose. Et en vert une partie de la limite inférieure de la zone centrale du parc national du Mercantour.

La commune d'Entraunes est située dans le coin nord-ouest du département des Alpes-Maritimes en limite de celui des Alpes-de-Haute-Provence. À 1 250 m d'altitude, le village d'Entraunes est, par la route, à 110 km au nord-ouest de Nice. Le Var y prend officiellement sa source au hameau supérieur d'Estenc dominé par les lacets de la route touristique du col de la Cayolle (2 326 m) assurant plus au nord sa liaison avec l'Ubaye et Barcelonnette par les gorges du Bachelard. Entraunes, commune la plus en amont de la haute vallée du Var (le Haut-Var) et donc du Val d'Entraunes, s'étend sur 8 145 hectares soit 81,45 km2. Son point le plus bas est situé à 1 100 m d'altitude en aval dans le lit du Var sur sa limite intercommunale avec Saint-Martin-d'Entraunes. Son point le plus élevé est au nord-est à 2 916 m à la Pointe Côte de l'Âne sur sa limite intercommunale avec Saint-Dalmas-le-Selvage (limite qui est dans ce secteur la ligne de partage des eaux entre le bassin hydrographique du Var à l'ouest et celui de la Tinée à l'est).

### Communes limitrophes
| Uvernet-Fours (Alpes-de-Haute-Provence), Allos (Alpes-de-Haute-Provence) | Uvernet-Fours (Alpes-de-Haute-Provence) | Saint-Dalmas-le-Selvage                         |
| Allos (Alpes-de-Haute-Provence), Colmars (Alpes-de-Haute-Provence)       | Entraunes                               | Saint-Dalmas-le-Selvage, Saint-Étienne-de-Tinée |
| Colmars (Alpes-de-Haute-Provence), Saint-Martin-d'Entraunes              | Saint-Martin-d'Entraunes                | Châteauneuf-d'Entraunes                         |

Sa limite occidentale − du col de la Cayolle au col des Champs − a servi de frontière de 1388 à 1860. Frontière entre, d'une part, les États de Savoie (dont Entraunes fait partie à compter de 1388) à l'est et, d'autre part, le comté de Provence (auquel Entraunes appartenait jusque-là) incorporé ensuite au royaume de France à l'ouest. Il s'agit de la ligne de crêtes qui, du sommet des Garrets au nord aux grandes tours du lac et à l'Encombrette au sud, domine le lac d'Allos situé dans la commune voisine d'Allos. Depuis 1979, elle fait partie du parc national du Mercantour dont elle est une des « portes », plus de la moitié de son territoire étant inclus dans sa zone centrale et le reste dans sa zone périphérique.

### Géologie et relief

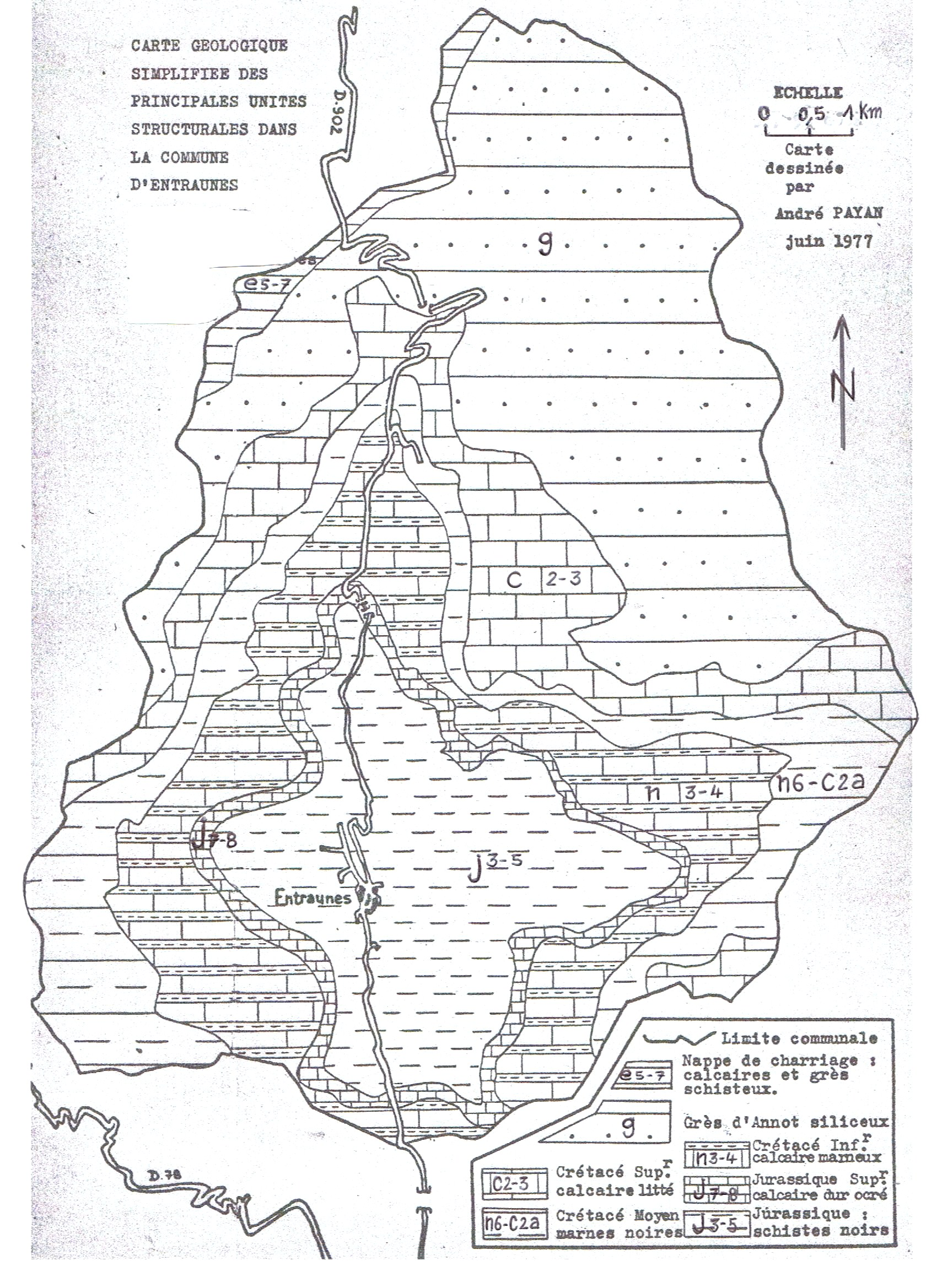
Principales unités structurales.

Les paysages de la commune d'Entraunes ont été modelés par les érosions successives notamment glaciaires. En effet, issu du soulèvement et du plissement alpins, ce massif du Pelat a été puissamment entamé par ces érosions, responsables d'une inversion totale du relief aujourd'hui achevée. En témoigne le synclinal perché de Roche-Grande (C 2-3 : Crétacé supérieur = calcaire lité) culminant à 2 753 m et dominant de près de 1 500 m le village d’Entraunes (au sud-ouest) aux maisons alignées sur l'étroit éperon rocheux formé par la confluence du fleuve Var et du Bourdoux.
À 1 250 m d'altitude, le village d'Entraunes est situé en lieu et place de l'anticlinal originel creusé par les glaciers et les érosions postérieures sur une hauteur de près de 2 000 m jusqu'aux schistes noirs du Jurassique (J3-5) après avoir eu raison de la dure couche de calcaire tithonique (J7-8) formant une barre rocheuse aux taches ocre. Les millions de mètres cubes de roches ainsi libérés ont été transportés jusqu'à la mer et y ont formé notamment les collines de Nice correspondant à l'ancien delta sous-marin du Var. Le résultat de ces érosions apparaît sur la carte géologique simplifiée des principales unités structurales infra.

### Hydrographie
Le fleuve Var y prend officiellement sa source située à 1 790 m d'altitude sur le verrou glaciaire d'Entraunes. Mais, de fait, ses sources sont situées jusqu'à 6 km en amont, dans les grands vallonnements du cirque glaciaire de Sanguinière. Et notamment, vers le nord-est et la commune de Saint-Dalmas-le-Selvage, dans le vallon du col de la Roche-Trouée (2 600 m) dominé par la pointe de la côte de l'Âne culminant à 2 916 m. Et, vers le nord-ouest, dans le vallon du col de la Boucharde (2 543 m) voisin du col de la Cayolle.

### Climat
Pour des articles plus généraux, voir Climat de Provence-Alpes-Côte d'Azur et Climat des Alpes-Maritimes.
En 2010, le climat de la commune est de type climat de montagne, selon une étude du Centre national de la recherche scientifique s'appuyant sur une série de données couvrant la période 1971-2000. En 2020, Météo-France publie une typologie des climats de la France métropolitaine dans laquelle la commune est exposée à un climat de montagne ou de marges de montagne et est dans la région climatique Alpes du sud, caractérisée par une pluviométrie annuelle de 850 à 1 000 mm, minimale en été.
Pour la période 1971-2000, la température annuelle moyenne est de 8,4 °C, avec une amplitude thermique annuelle de 16,6 °C. Le cumul annuel moyen de précipitations est de 1 047 mm, avec 6,1 jours de précipitations en janvier et 7,1 jours en juillet. Pour la période 1991-2020, la température moyenne annuelle observée sur la station météorologique de Météo-France la plus proche, « St Martin d'Entraunes_sapc », sur la commune de Saint-Martin-d'Entraunes à 5 km à vol d'oiseau, est de 9,1 °C et le cumul annuel moyen de précipitations est de 1 180,8 mm. 
La température maximale relevée sur cette station est de 34,1 °C, atteinte le 28 juin 2019 ; la température minimale est de −18,7 °C, atteinte le 15 février 2009,,.
Les paramètres climatiques de la commune ont été estimés pour le milieu du siècle (2041-2070) selon différents scénarios d'émission de gaz à effet de serre à partir des nouvelles projections climatiques de référence DRIAS-2020. Ils sont consultables sur un site dédié publié par Météo-France en novembre 2022.

### Appropriation étatique et restauration des terrains en montagne
Par achats de terrains, l'État s'est approprié 47 % du territoire de la commune avant 1914 notamment les parties nord et est de la commune. De ce fait, l'administration des Eaux et Forêts a pu y réaliser des travaux de restauration des terrains en montagne notamment dans la partie aval du cirque glaciaire de Sanguinière prolongée par le versant ouest de Gorgias reboisés en mélèzes et formant aujourd'hui un mélézin de très haute montagne sur des éboulis - ainsi stabilisés - de blocs de grès rose d'Annot.

### Voies de communication et transports
La route des Grandes Alpes remonte sa vallée et passe donc par le col de la Cayolle à 2 326 m d'altitude. Col permettant de descendre au nord vers Bayasse (commune d'Uvernet-Fours) dans la vallée du Bachelard débouchant dans celle de l'Ubaye avec sa ville de Barcelonnette. Mais, à cause de l'enneigement, le col n'est ouvert que six mois par an à la circulation automobile.
Le sentier de grande randonnée GR 52A appelé « Panoramique du Mercantour » permet de relier Entraunes, d'une part à Colmars (Alpes-de-Haute-Provence) par le col des Champs (2 045 m) à l'ouest et, d'autre part, à Châteauneuf-d'Entraunes par le col des Trente Souches (2 017 m) à l'est. Le GR 52A emprunte d'anciens sentiers muletiers qui permettaient aux Entraunois d'être reliés, vers l'ouest, à la vallée du Verdon et donc à la Provence et, vers l'est, aux vallées de la Tinée, de la Vésubie et du Cians.

## Urbanisme

### Typologie
Au 1er janvier 2024, Entraunes est catégorisée commune rurale à habitat dispersé, selon la nouvelle grille communale de densité à 7 niveaux définie par l'Insee en 2022.
Elle est située hors unité urbaine et hors attraction des villes,.

### Occupation des sols
L'occupation des sols de la commune, telle qu'elle ressort de la base de données européenne d’occupation biophysique des sols Corine Land Cover (CLC), est marquée par l'importance des forêts et milieux semi-naturels (98,7 % en 2018), une proportion sensiblement équivalente à celle de 1990 (99 %). La répartition détaillée en 2018 est la suivante :
espaces ouverts, sans ou avec peu de végétation (52,1 %), milieux à végétation arbustive et/ou herbacée (24 %), forêts (22,6 %), prairies (0,9 %), zones agricoles hétérogènes (0,4 %).
L'évolution de l’occupation des sols de la commune et de ses infrastructures peut être observée sur les différentes représentations cartographiques du territoire : la carte de Cassini (XVIIIe siècle), la carte d'état-major (1820-1866) et les cartes ou photos aériennes de l'IGN pour la période actuelle (1950 à aujourd'hui).

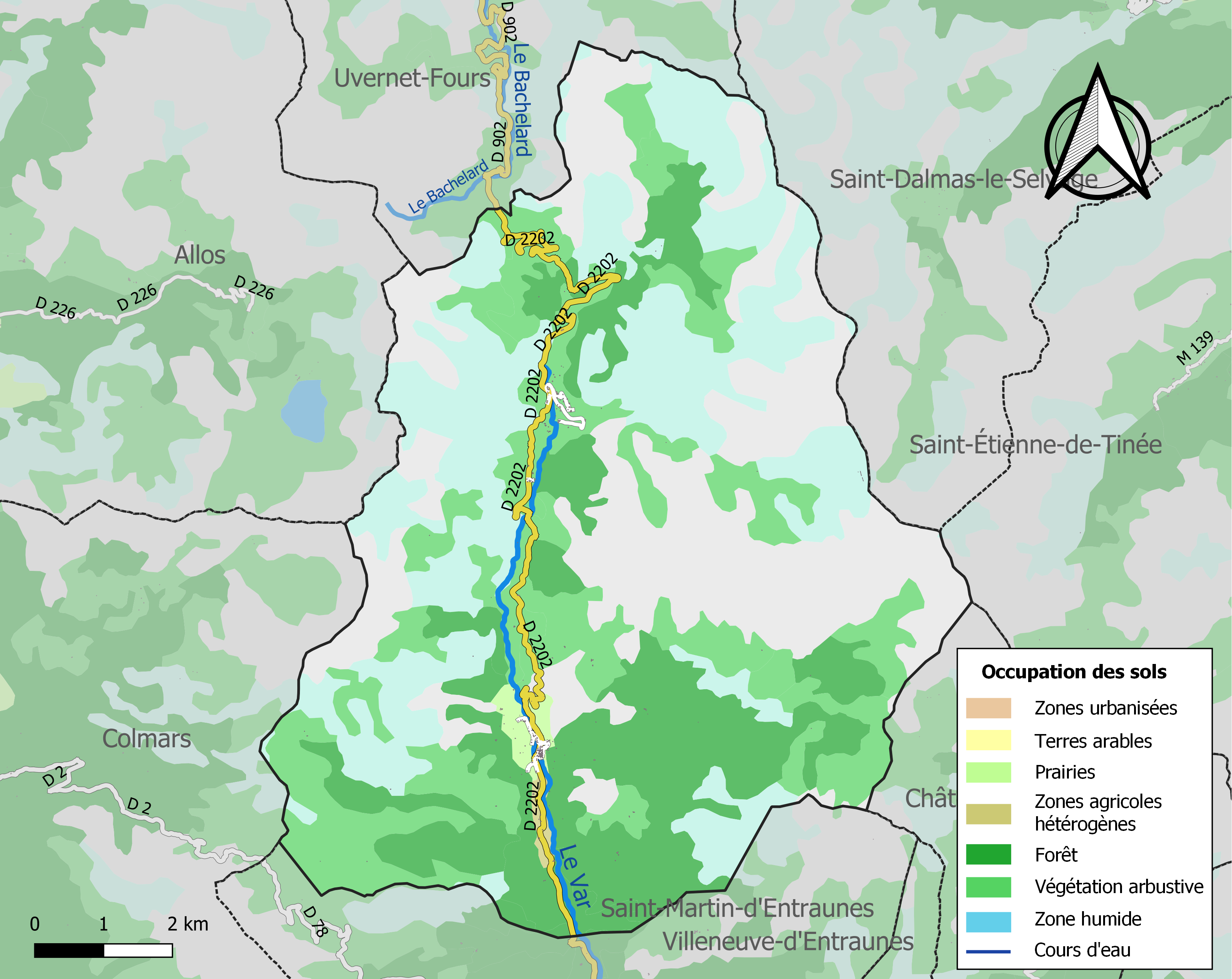
Carte de l'occupation des sols de la commune en 2018 (CLC).

### occupation des sols
Le tableau ci-dessous présente l'occupation des sols de la commune en 2018, telle qu'elle ressort de la base de données européenne d’occupation biophysique des sols Corine Land Cover (CLC).
| Type d’occupation                                                                   | Pourcentage | Superficie (en hectares) |
| ----------------------------------------------------------------------------------- | ----------- | ------------------------ |
| Prairies et autres surfaces toujours en herbe                                       | 0,9 %       | 74                       |
| Surfaces essentiellement agricoles interrompues par des espaces naturels importants | 0,4 %       | 32                       |
| Forêts de feuillus                                                                  | 0,4 %       | 34                       |
| Forêts de conifères                                                                 | 19,5 %      | 1556                     |
| Forêts mélangées                                                                    | 2,7 %       | 215                      |
| Pelouses et pâturages naturels                                                      | 14,5 %      | 1163                     |
| Landes et broussailles                                                              | 4,4 %       | 348                      |
| Forêt et végétation arbustive en mutation                                           | 5,2 %       | 413                      |
| Roches nues                                                                         | 26,0 %      | 2077                     |
| Végétation clairsemée                                                               | 26,1 %      | 2087                     |
| Source : Corine Land Cover                                                          |             |                          |

Plus de la moitié du territoire de la commune appartient au domaine de la haute montagne. En effet l'occupation des sols montre que les espaces ouverts sans ou avec peu de végétation occupent 52,1 % de la surface communale.

## Urbanisme, habitat et voies de communication

### Géographie et historique de l'habitat
L'habitat est localisé dans les deux bassins en vallée, celui du chef-lieu s'étageant de 1 150 à plus de 1 600 m d'altitude à l'est jusqu'aux replats des Clots et, au nord, le bassin d'Estenc s'étageant lui de 1 600  à   1 900 m d'altitude. Entre les deux, le vallonnement suspendu d'Aiglière avec sa grande cascade a été habité jusqu'à la fin des années 1870.

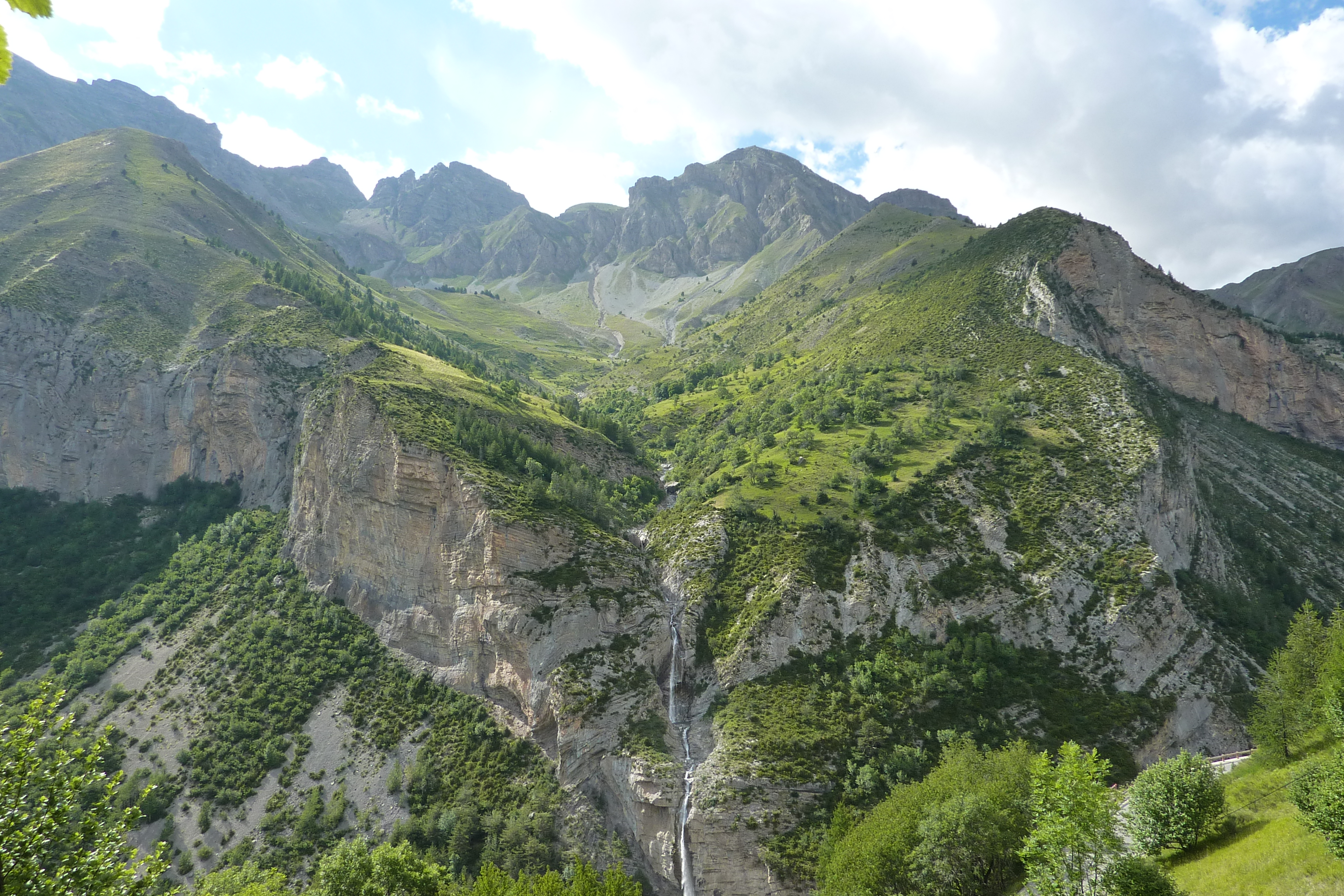
Vallonnement d'Aiglière suspendu en rive droite du Var entre 1 600 et 2 745 m d'altitude.
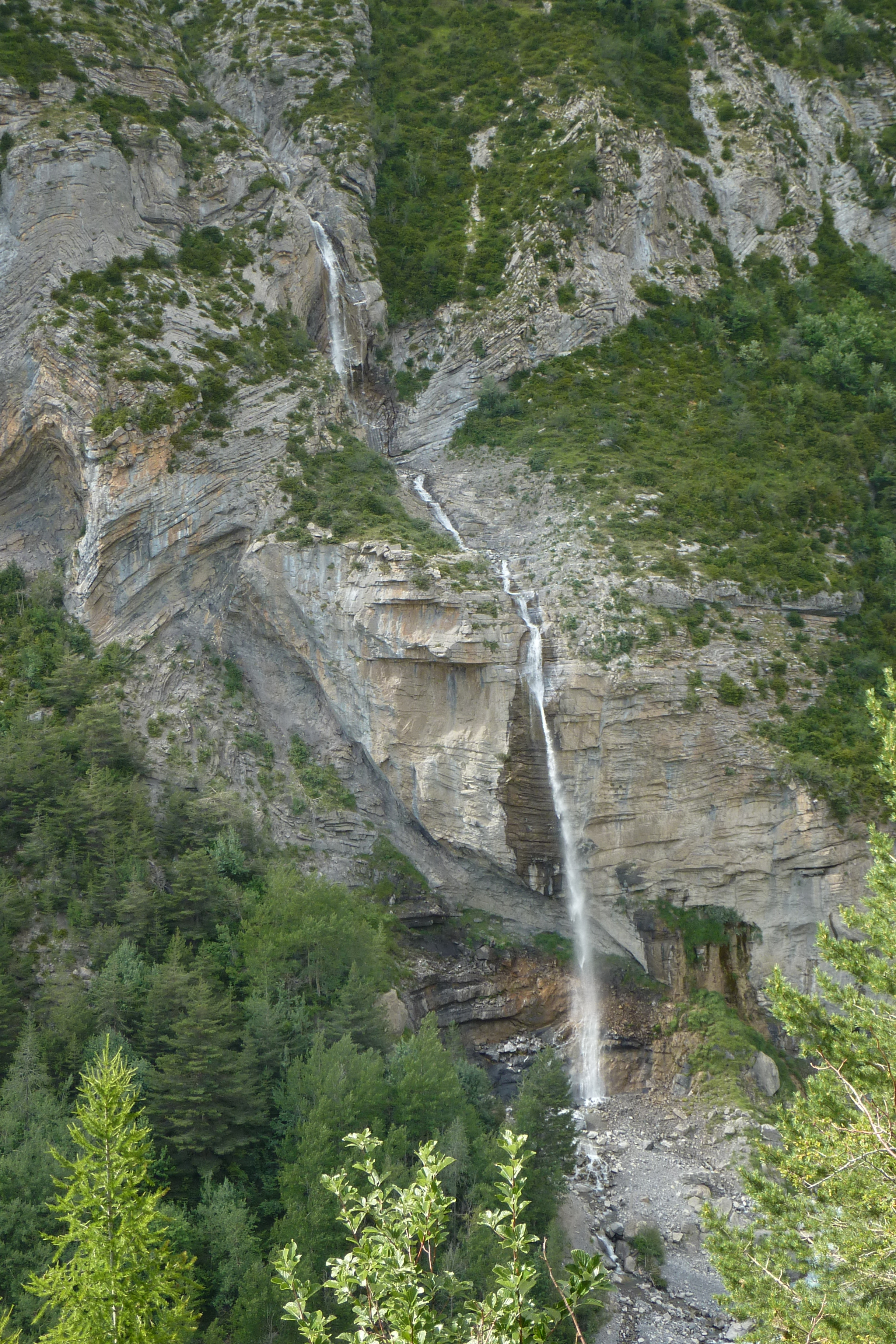
Cascade d'Aiglière, une des plus hautes d'Europe avec 100 m de dénivelé.

Deux types d'habitat ont caractérisé la commune : l'habitat aggloméré au chef-lieu et l'habitat plus ou moins dispersé partout ailleurs. Au chef-lieu, il s'agit d'un village ancien édifié en position défensive sur l'éperon rocheux nord-sud modelé par la confluence du Var et de son affluent de rive gauche le Bourdoux. Village essentiellement structuré par les deux axes nord-sud de la Rue-Centrale et de la Grande-Rue. Grande-Rue qui, sur la partie est de l'éperon, part de la place surélevée de l'église (ex-place du Tribunal), passe par la place César-Payan (ex-place de l'Ancienne-Mairie) puis descend au sud jusqu'au Pied-de-Ville. Les autres rues étant plus ou moins parallèles à celle-ci, les maisons sont donc accolées et bien alignées du nord au sud. Au recensement de 1822, tous les terroirs sont encore habités. Le village comprend alors une quarantaine de maisons tandis que les fermes éparses ou des hameaux sont au nombre de 66. Les deux tiers étant localisés dans le bassin du chef-lieu : 4 à Loubérié, 2 à Champfaisan, 6 pour le secteur Serre-Clots-Barbevieille, 3 dans le Bourdous et 15 au Villard-Frache. On compte trois fermes dans le vallonnement d'Aiglière et 21 dans le bassin d'Estenc. Les inondations de 1843 expliquent la disparition de quelques-unes des maisons du village. Au cours de l'incendie de 1875, une grande partie des toits en bardeaux de mélèze et des planchers en bois des maisons du village furent la proie des flammes. Incendie qui permettra notamment la création, sur la Grande-Rue en face de la chapelle de Notre-Dame du Saint-Rosaire, d'une placette avec une fontaine et un lavoir couverts cartographiés sur le plan de 1900.

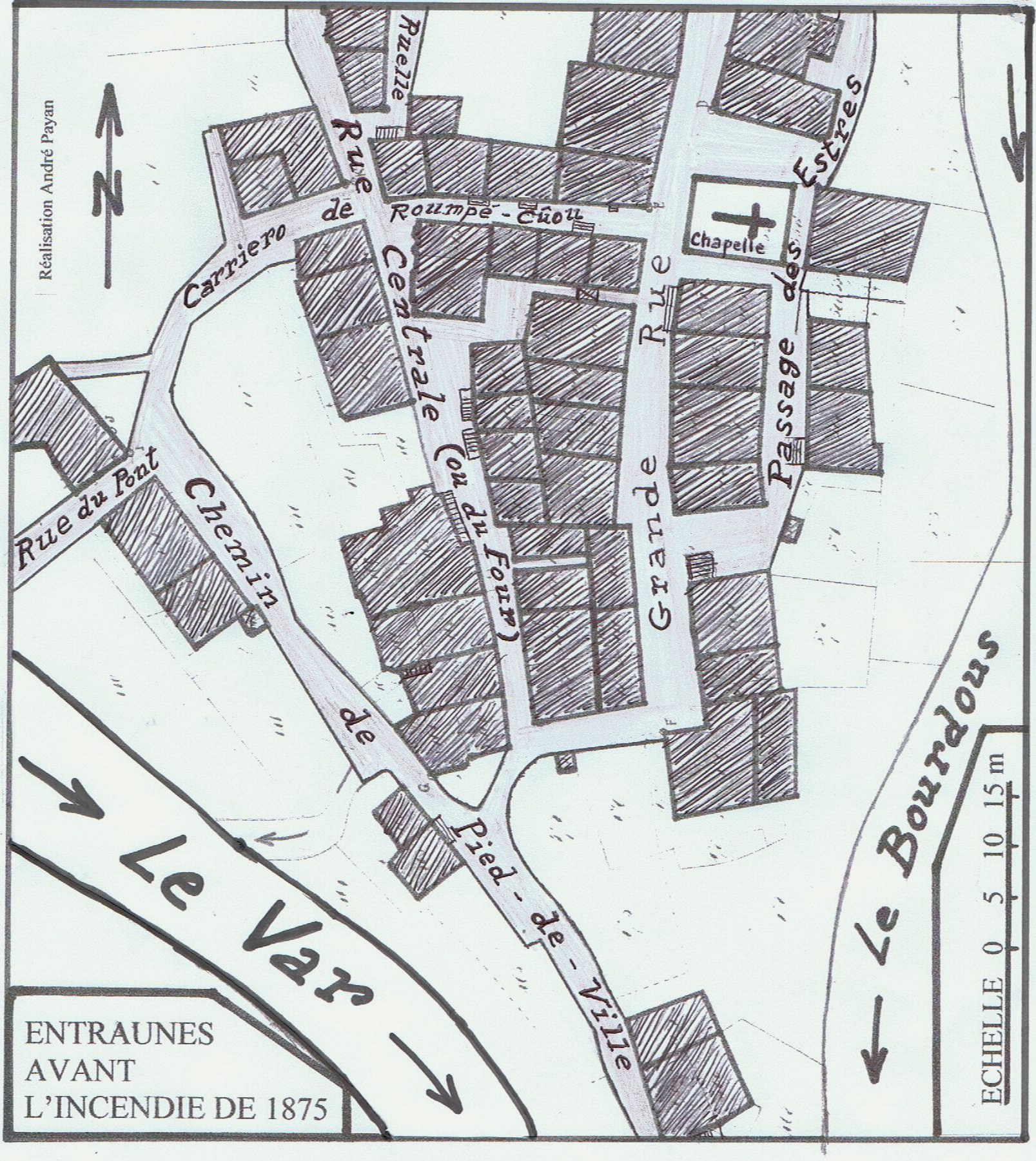
Partie sud du village en 1870.
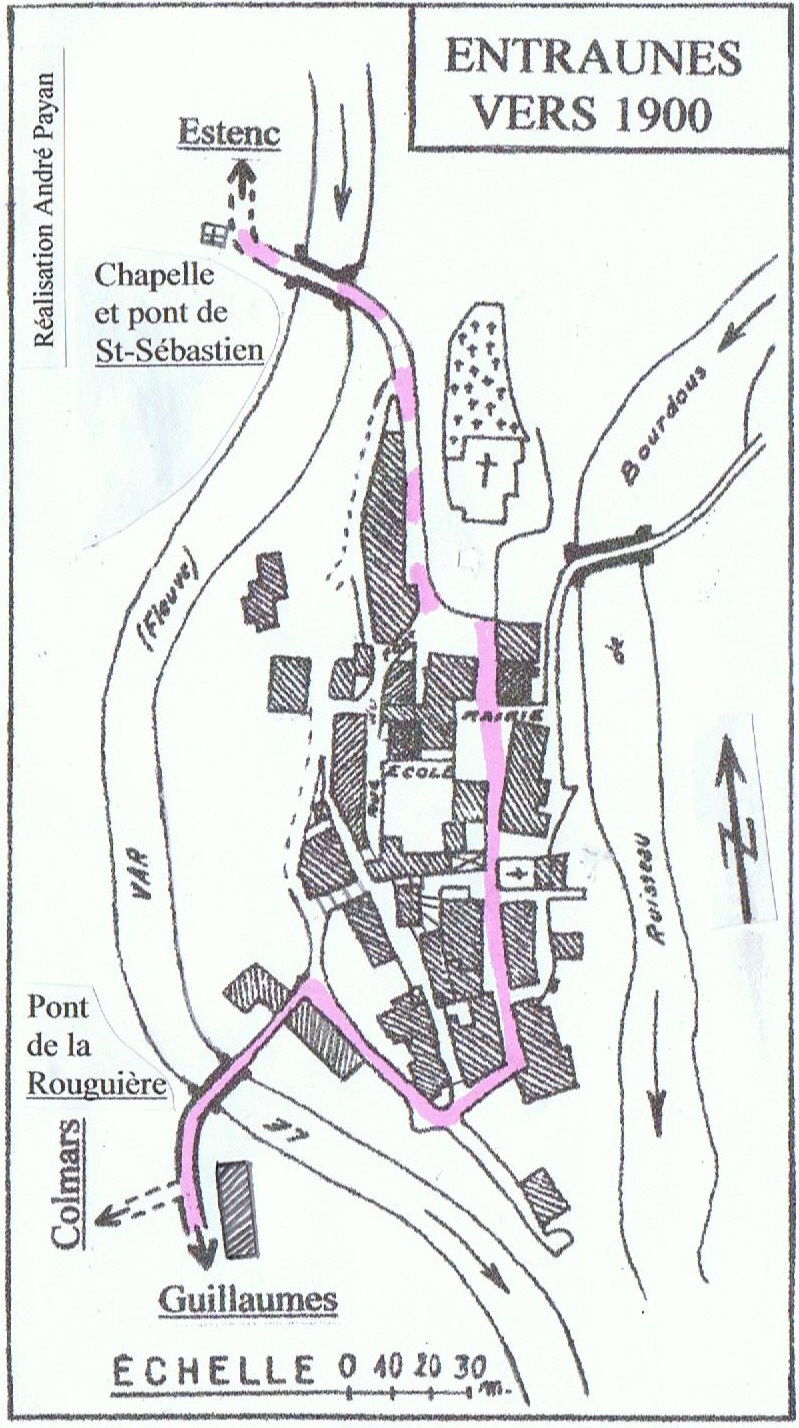
Village d'Entraunes en 1900.
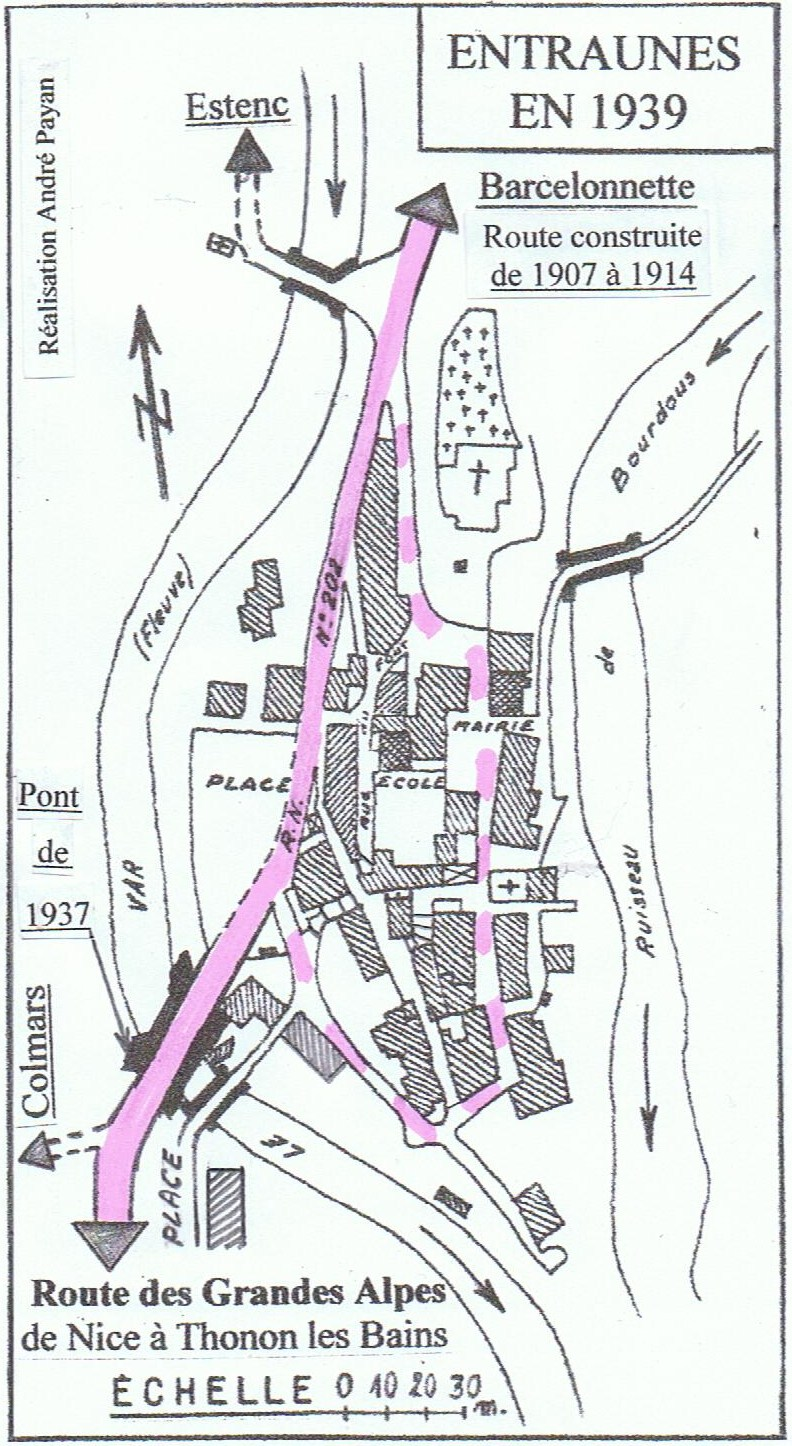
Village d'Entraunes en 1939.
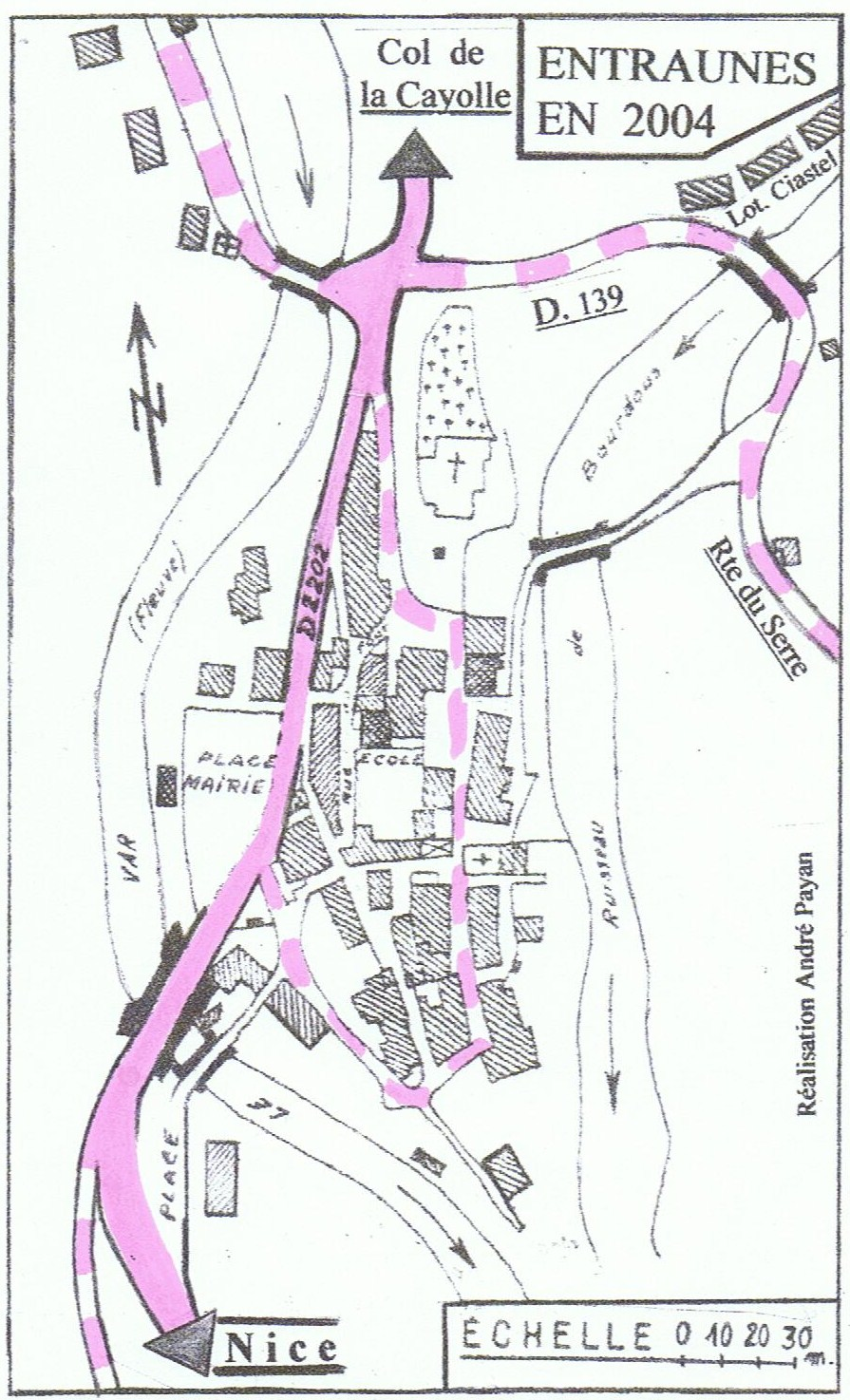
Village d'Entraunes en 2004.

La desserte d'Entraunes par la diligence (puis par les toutes premières voitures automobiles) ne fut possible qu'à partir de 1890 avec la construction de la route carrossable y arrivant enfin au pont de la Rouguière (Vieux-Pont) après avoir desservi le chef-lieu Guillaumes puis Villeneuve d'Entraunes et Saint-Martin-d'Entraunes. Le plan de 1939 enregistre lui le nouveau tracé de la route nationale 202 franchissant alors le Var-Fleuve par un pont moderne inauguré l'année précédente. Avec les deux nouvelles places créées à cette occasion - celle de l'Oustanaou à l'entrée du village et l'actuelle place de la nouvelle mairie - c'est tout l'aménagement du village et sa desserte qui s'en sont trouvés transformés. Celui de 2004 enregistre l'ouverture sur 7 km de la route du Serre par les municipalités Marcel Payan (1965-1977) avec la création d'une tranchée au nord du cimetière et la construction d'un nouveau pont moderne permettant aux poids lourds de franchir le Bourdoux. Nouvelle route (classée depuis D 139) ayant créé un petit carrefour routier à la sortie nord du village. Et nouvelle route ayant permis depuis deux réalisations. Celle du hameau du Ciastel dont les chalets en bois relèvent du plan national de valorisation de la « filière bois française » et celle du camping municipal respectivement en rive droite et en rive gauche du Bourdoux. Deux réalisations effectuées par les municipalités Denis Sorba (1977-1995) ayant aussi mené à bien l'aménagement de la nouvelle mairie et favorisé l'extension nord-ouest du village sur la rive droite du Var.

### Architecture ancienne
Les maisons anciennes du village comme celles des écarts sont généralement trapues à base rectangulaire avec des façades aux enduits de couleur blanche, crème ou jaune pâle. Maisons aux couvertures en bardeaux de mélèze progressivement remplacés par des tôles plates puis ondulées après l'incendie de 1875. Vieilles couvertures en tôles souvent rouillées mais peu à peu remplacées par des « bacs acier » ou, à nouveau, par des bardeaux de mélèze comme pour l'église paroissiale. Quelques maisons auront des toits de tuiles notamment les quelques villas que firent construire à la Belle Époque de riches Niçois et dont la mieux conservée est la Villa Noé de 1910 avec ses fresques.
Au rez-de-jardin se trouvaient les salles voûtées occupées par le four à pain (dans les écarts), les caves, les remises et les bergeries. Bergeries transformées en étables lorsque les vaches laitières remplacèrent les brebis à partir de la création de la coopérative laitière de Guillaumes en 1903. Au premier étage étaient situées généralement la salle de séjour (cuisine plus ou moins grande avec son poêle à bois et ses annexes), éventuellement une ou deux chambres et la partie basse de la grange à foin. Au deuxième étage, les autres chambres et la partie moyenne de la grange. Et au-dessus, sous le toit, le grenier occupé pour partie ou en totalité par la partie supérieure de la grange. Grenier à pignon généralement ouvert vers le sud (séchoir) et, alors, avec un toit à une demi-croupe le protégeant du vent et des intempéries. Caractéristiques architecturales d'antan recommandées depuis les années 1980 et mises en œuvre notamment pour les maisons du lotissement de Pièce-Longe.

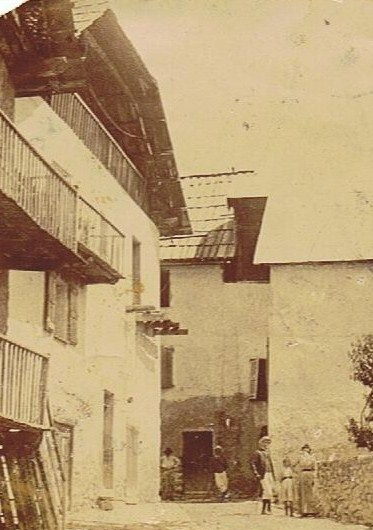
En 1912, maison à pignon ouvert et toit en demi-croupe.
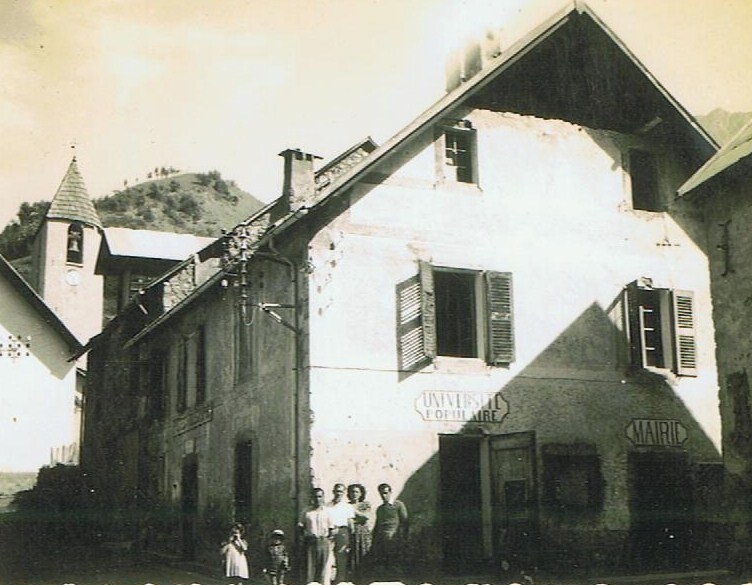
En 1939, mairie et clocher asymétrique de l'église.
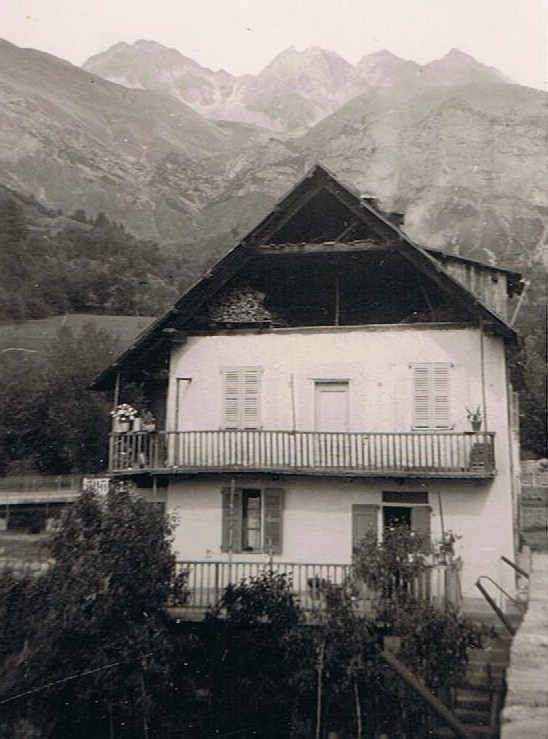
En 1955 au village, maison ancienne à pignon ouvert.
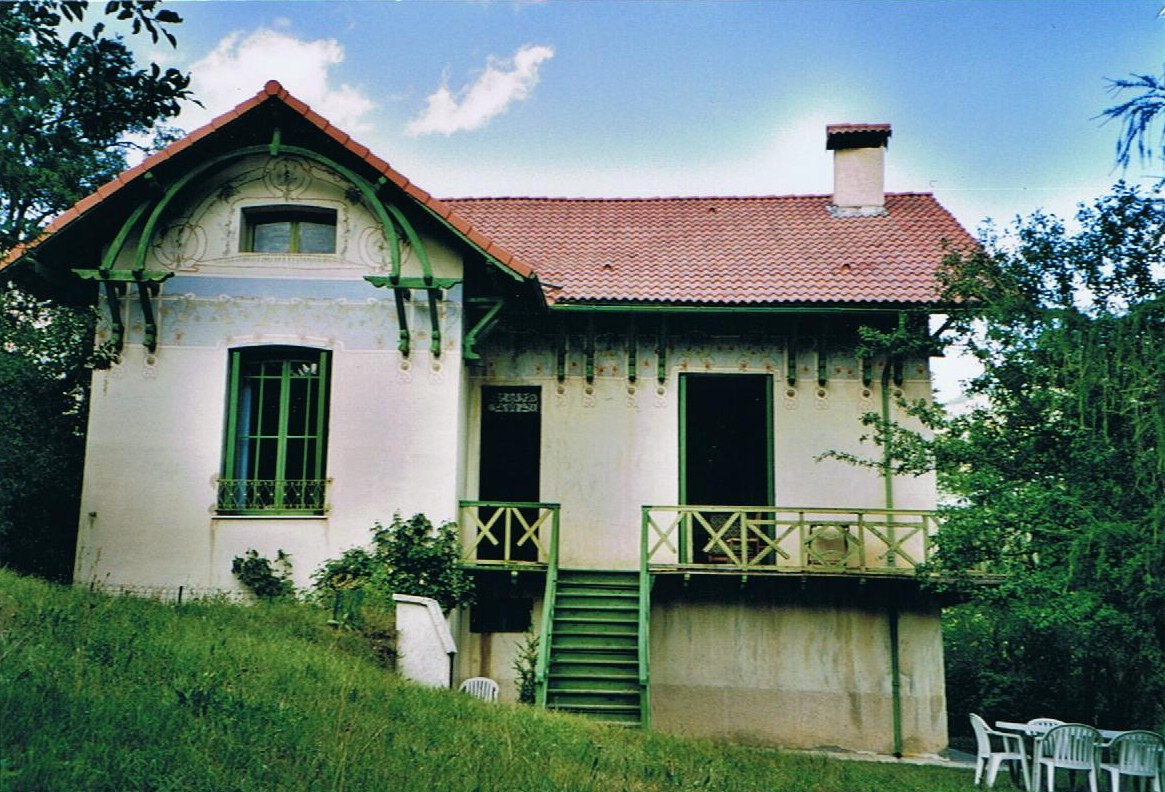
Villa Noé édifiée en 1910 (architecte André Dufour).
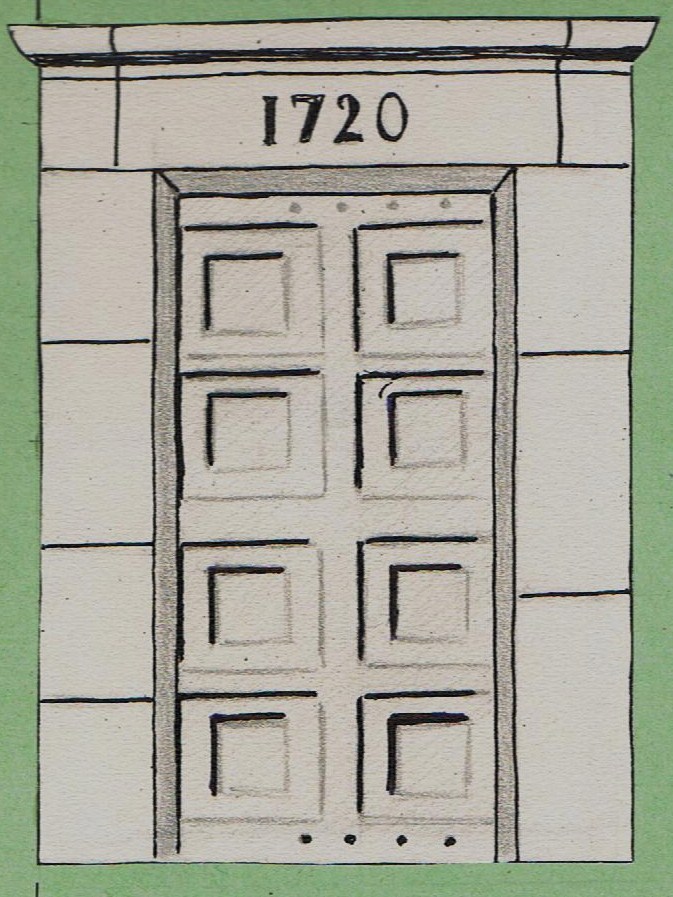
Porte d'entrée de 1720 d'une maison bourgeoise.
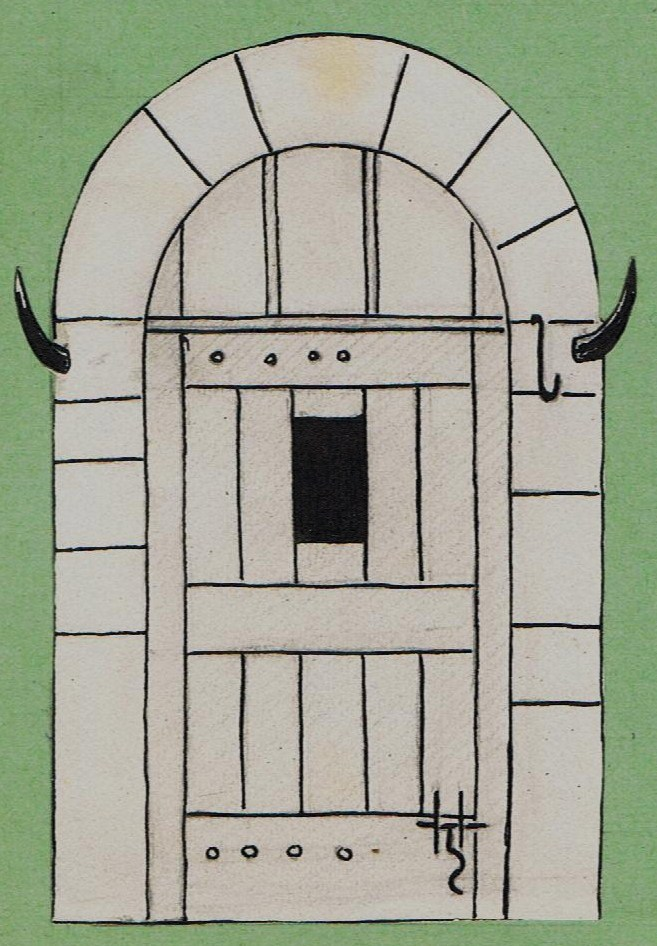
Porte de cave voûtée avec ses cornes de boucher.
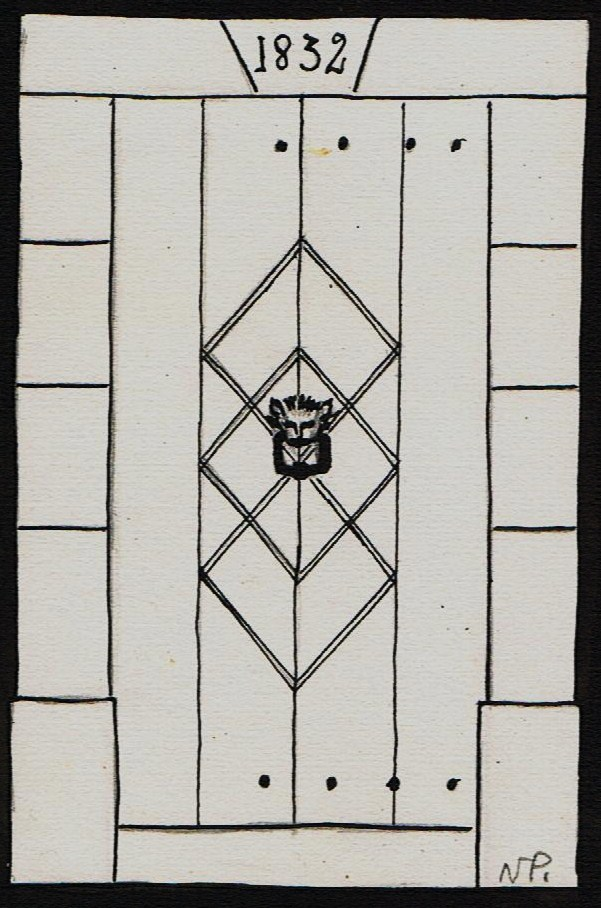
Porte d'entrée de 1832 d'une maison bourgeoise.
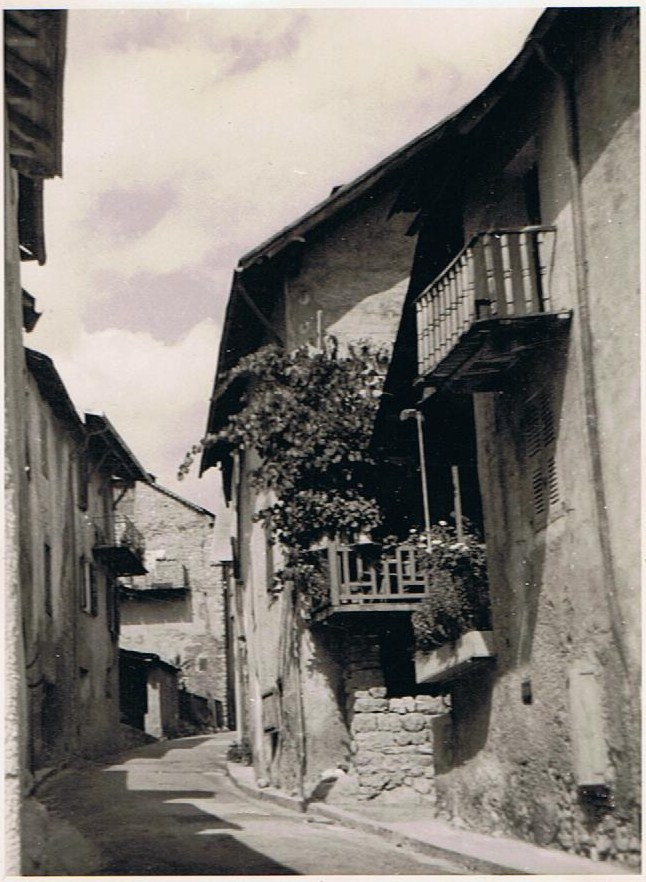
En 1955, Grande-rue avec ses maisons accolées.

Nous disposons de quatre relevés d'une ferme ancienne typique de l'architecture entraunoise, mais à pignon fermé et située dans le bassin d'Estenc. Relevés réalisés en 1977 par MM. Raoul Biocchini, Jean-Pierre Dalbéra et Sylvain Plagnard. Puis les photos d'une charpente typique des grandes maisons anciennes, d'une toiture en bardeaux de mélèze, du nouvel hôtel-restaurant d'Étienne Liautaud au début des années 1900 au village et, à Estenc, de l'hôtel « Relais de la Cayolle » construit après la Deuxième Guerre mondiale par Hector Antoniazzi.

Façades sud de la ferme située à 1 700 m d'altitude.
Coupe transversale d'est (à gauche) en ouest (à droite).
Coupe longitudinale du sud (à gauche) au nord (à droite).
Plan du 2e étage du sud (à gauche) au nord (à droite).
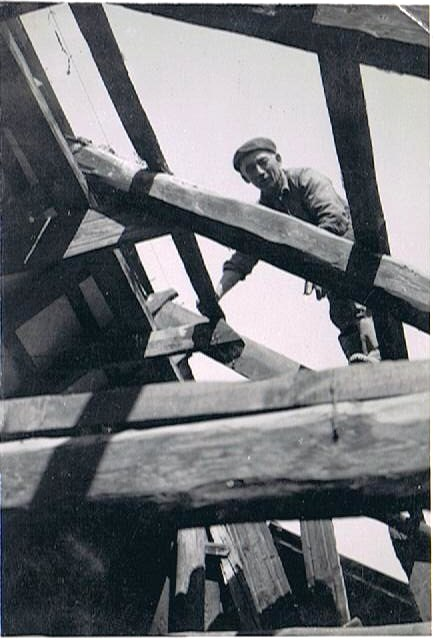
L'artisan Clément Gilloux sur une charpente ancienne.
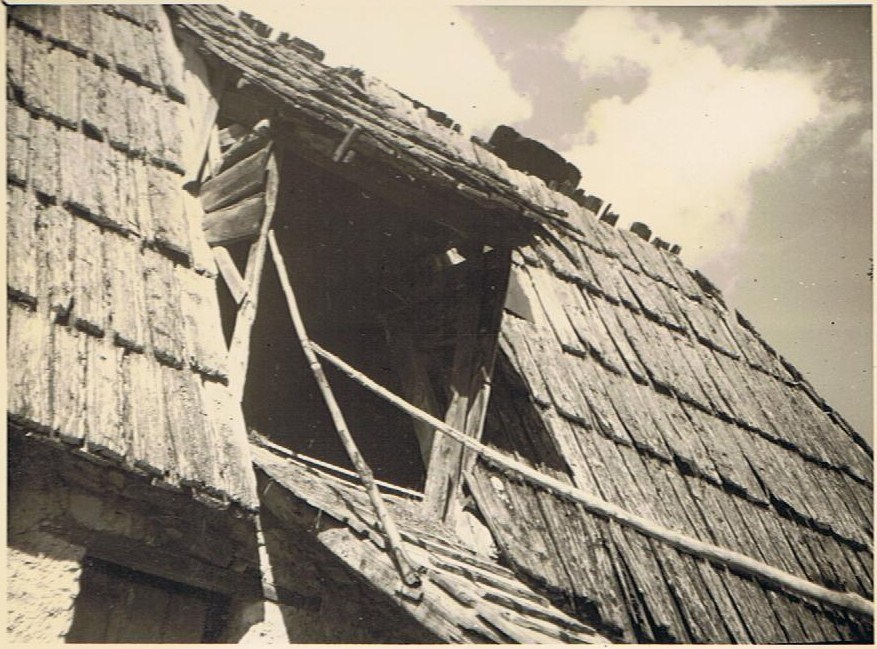
Toit traditionnel en bardeaux de mélèze d'une grange.
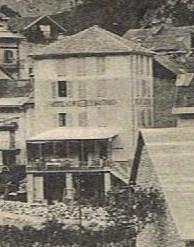
Nouvel hôtel Étienne Liautaud au chef-lieu vers 1900.
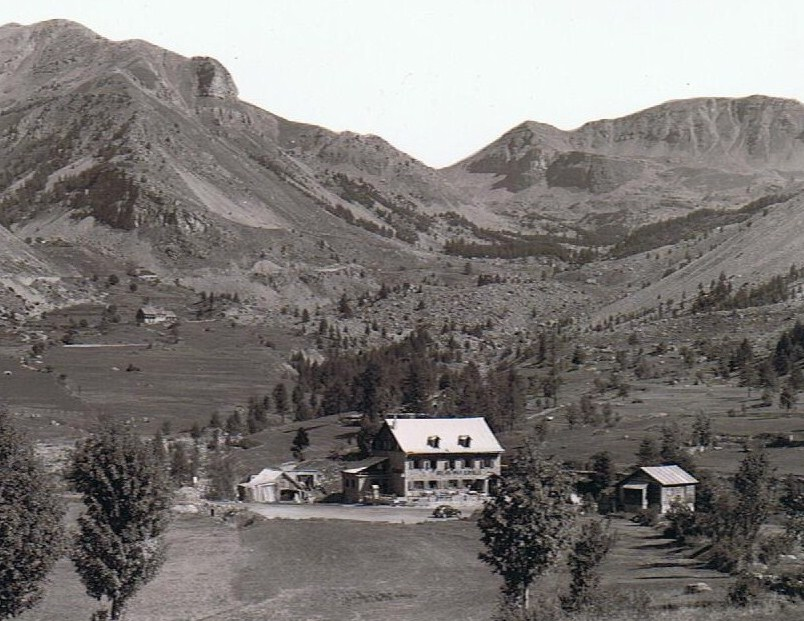
Nouvel hôtel « Relais de la Cayolle » à Estenc vers 1950.

### Architecture intérieure et ameublement anciens
L'architecture intérieure des maisons anciennes est illustrée par celle de cette petite maison de village à toit de tôles ondulées et à façade rénovée après l'incendie de 1875. Maison à quatre niveaux avec, en rez-de-jardin devenu rez-de-chaussée une grande cave voûtée servant de bergerie et de poulailler.

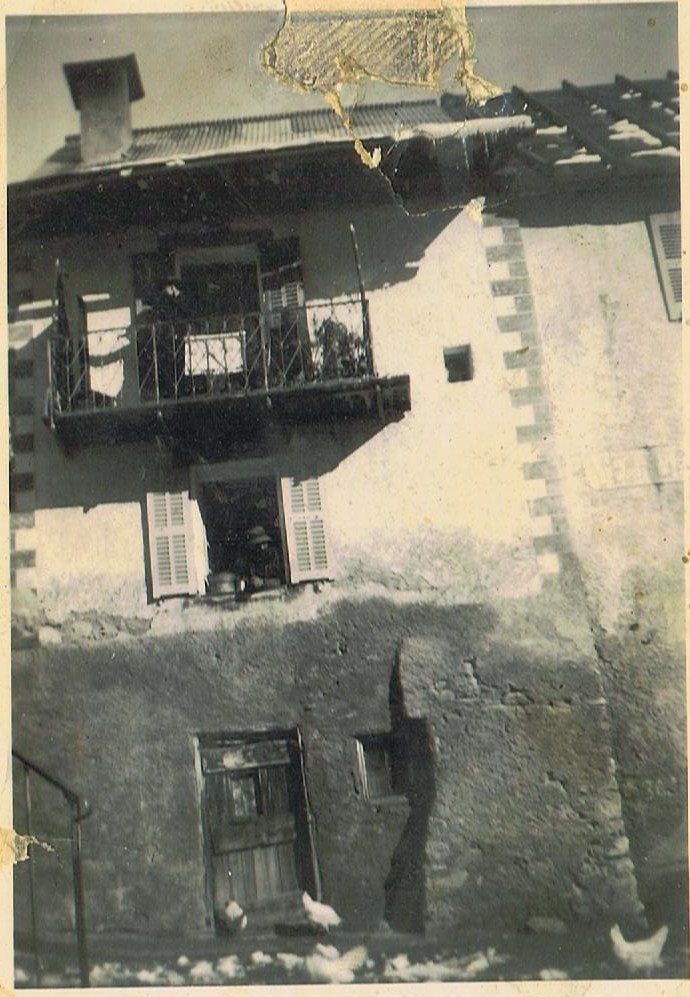
Façade ouest et toit de tôles ondulées vers 1930.
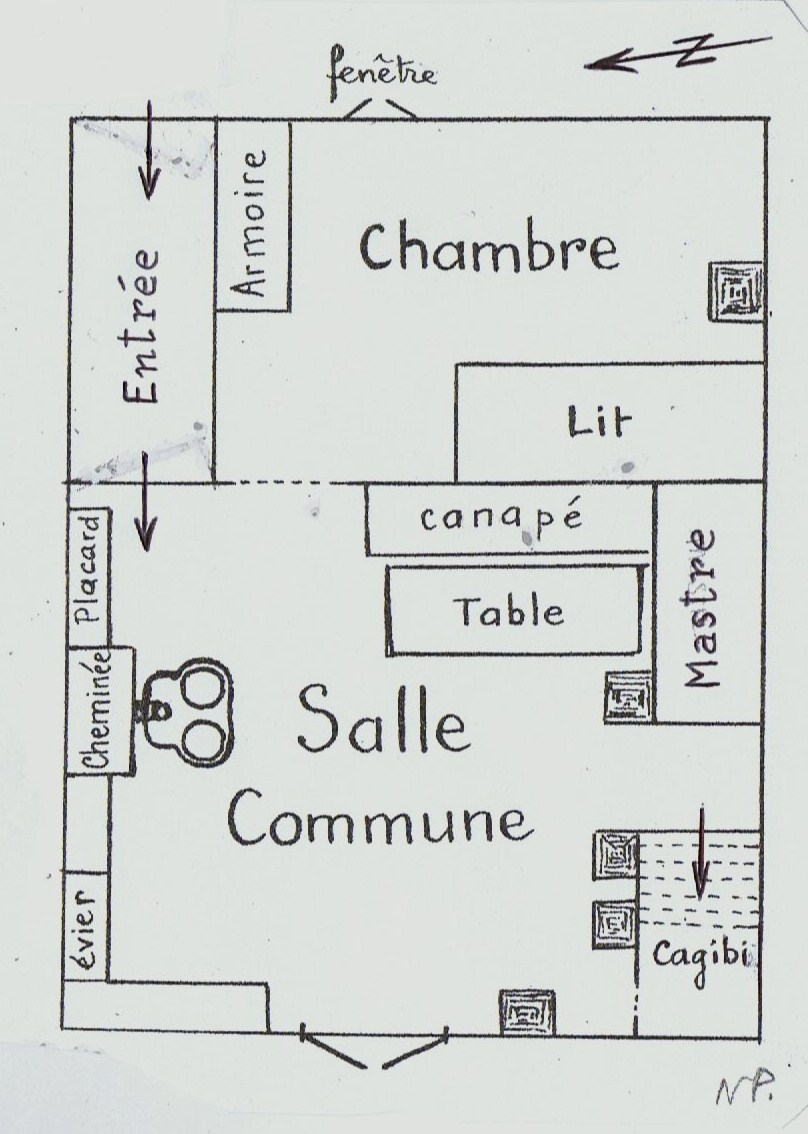
1er étage avec entrée par la ruelle arrière surélevée.
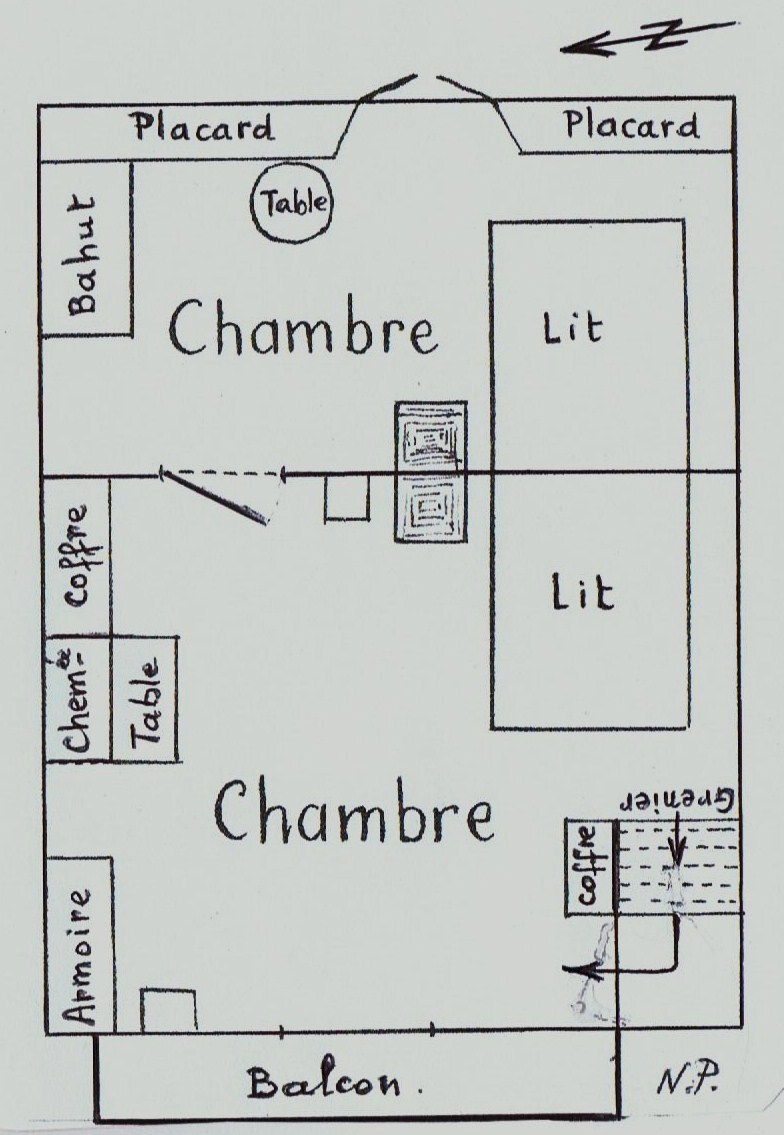
2e étage avec accès au grenier à pignon fermé.
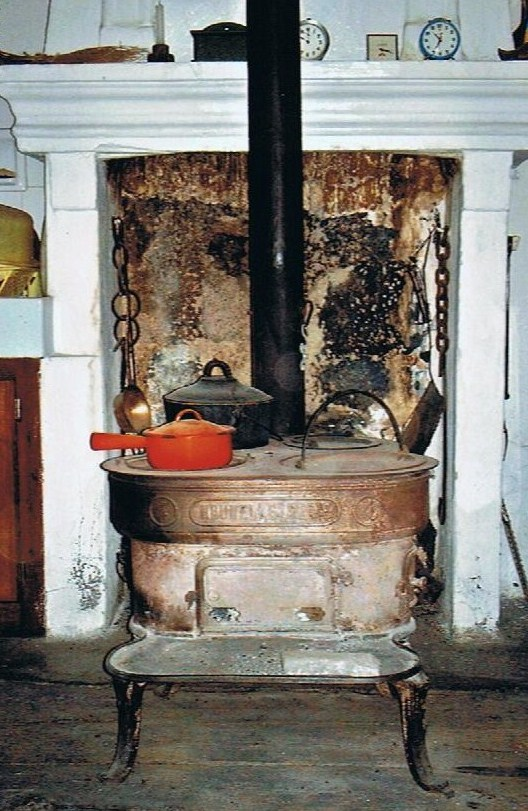
Cheminée avec son poêle à bois servant de fourneau.

Les documents ci-après correspondent à d'autres maisons anciennes du village.

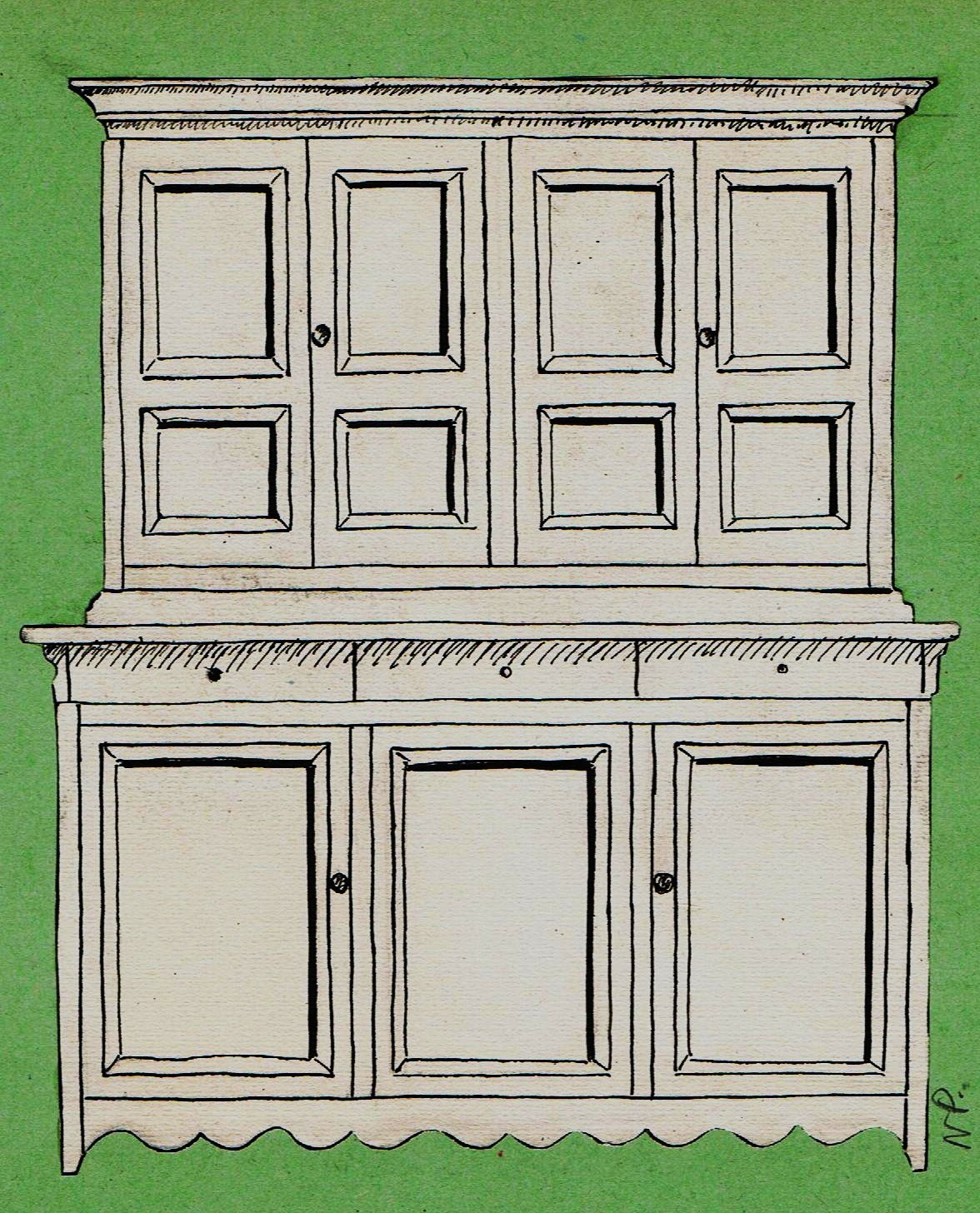
Armoire à double corps.
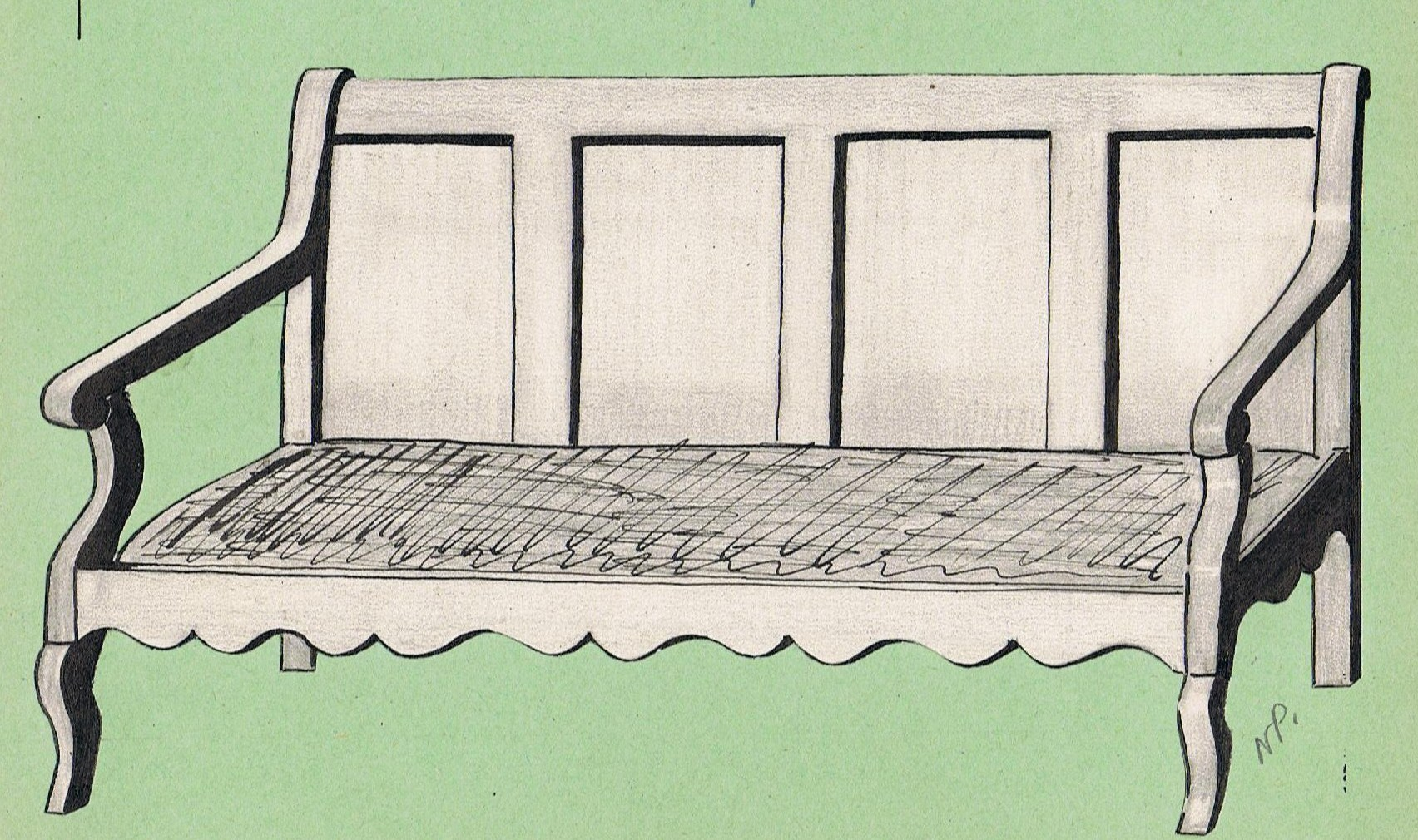
Canapé en noyer.
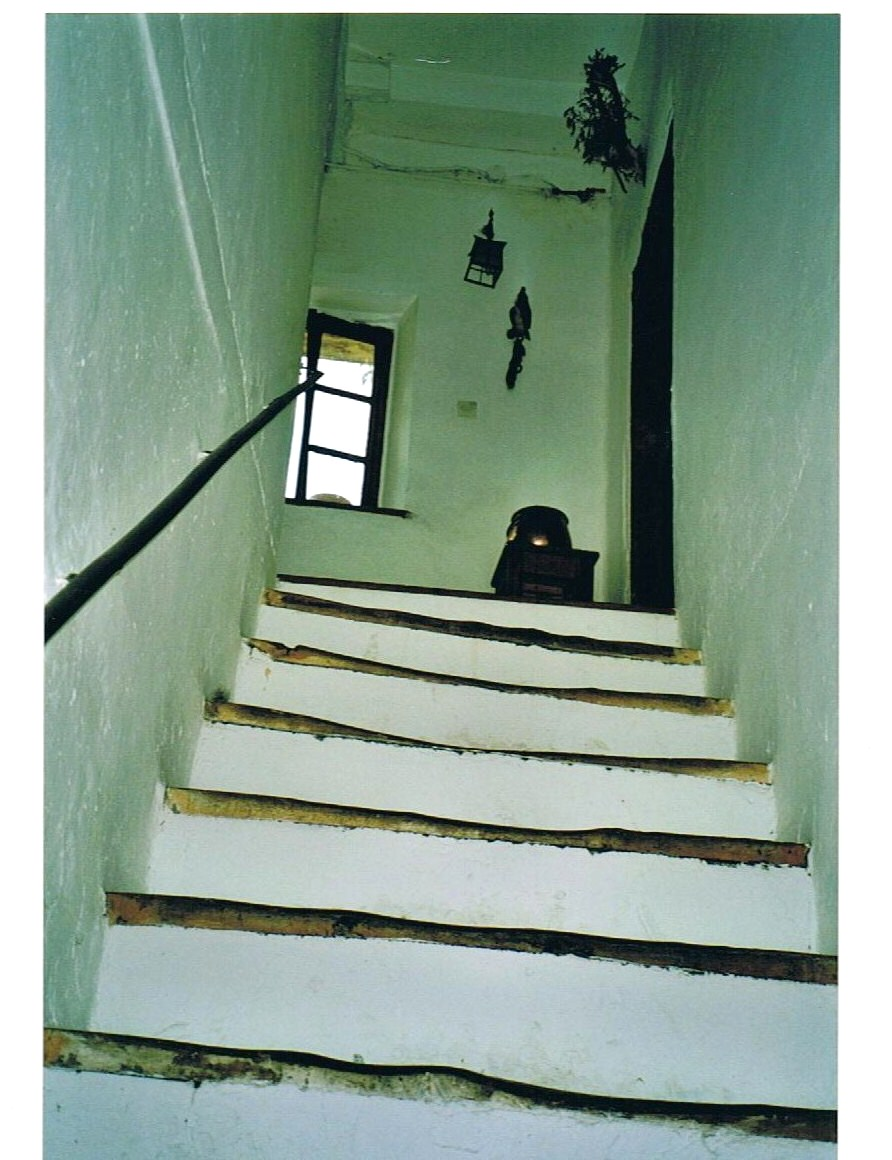
Escaliers intérieurs.
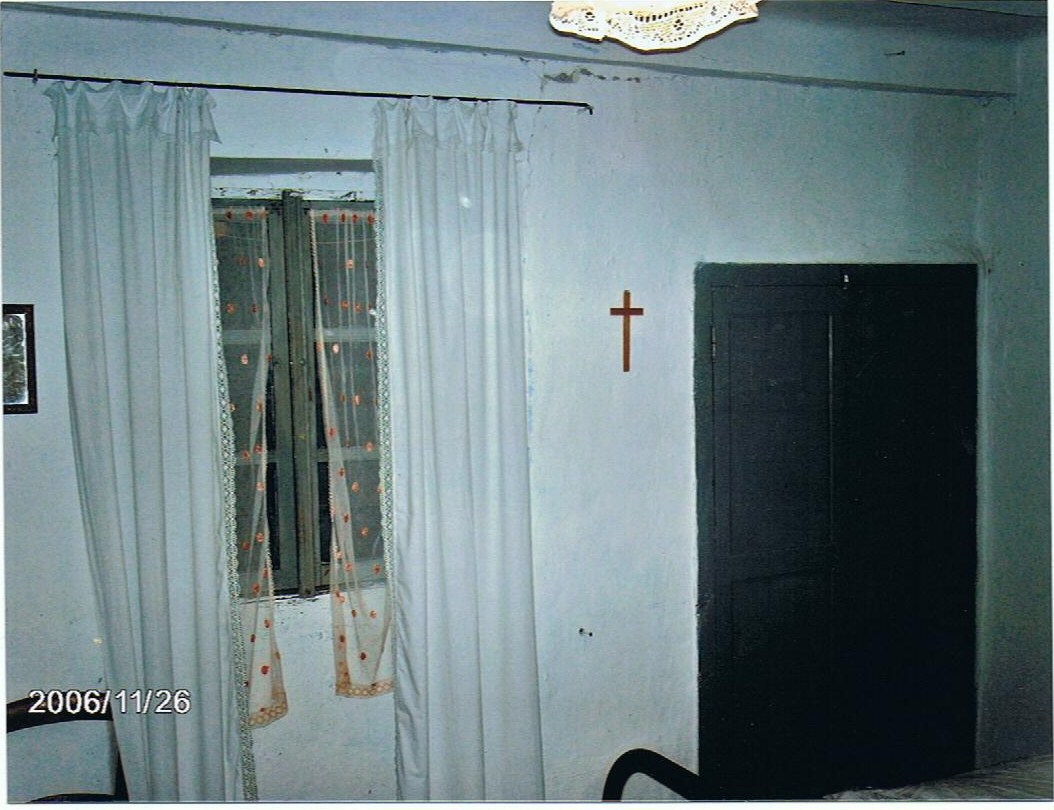
Partie de chambre.

### Architecture et habitat rénovés ou nouveaux
Depuis les années 1980, les municipalités comme de nombreux particuliers ont procédé à des rénovations importantes tant des voies et places que de l'habitat. Rénovations et constructions nouvelles qui ont transformé quelque peu l'esthétique architecturale du village comme celle des campagnes autour du village et dans le bassin d'Estenc.

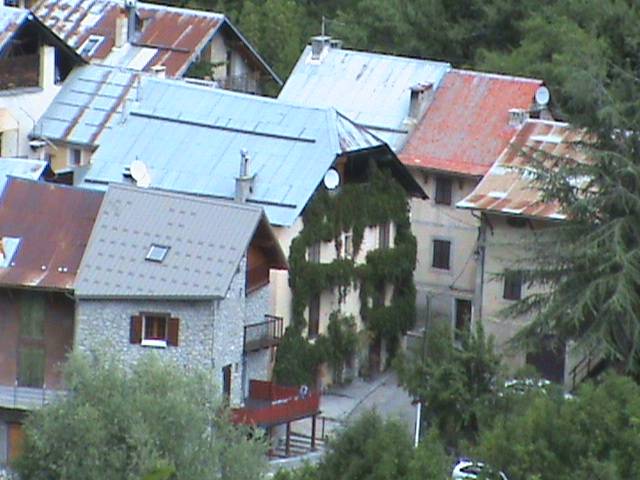
Maisons de Pied-de-Ville au sud du village.
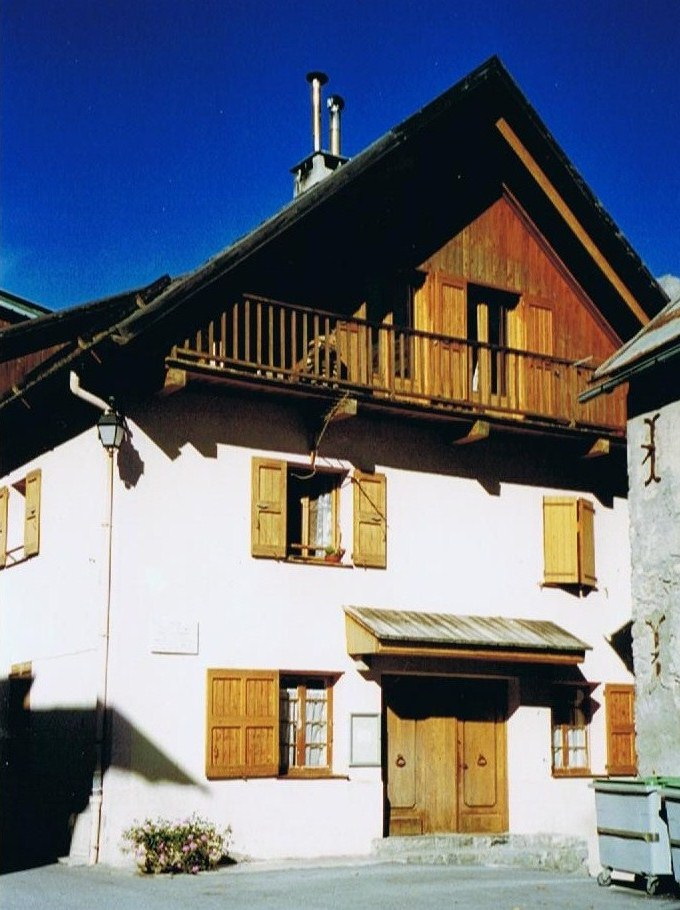
Ancienne mairie rénovée sur la place César-Payan.
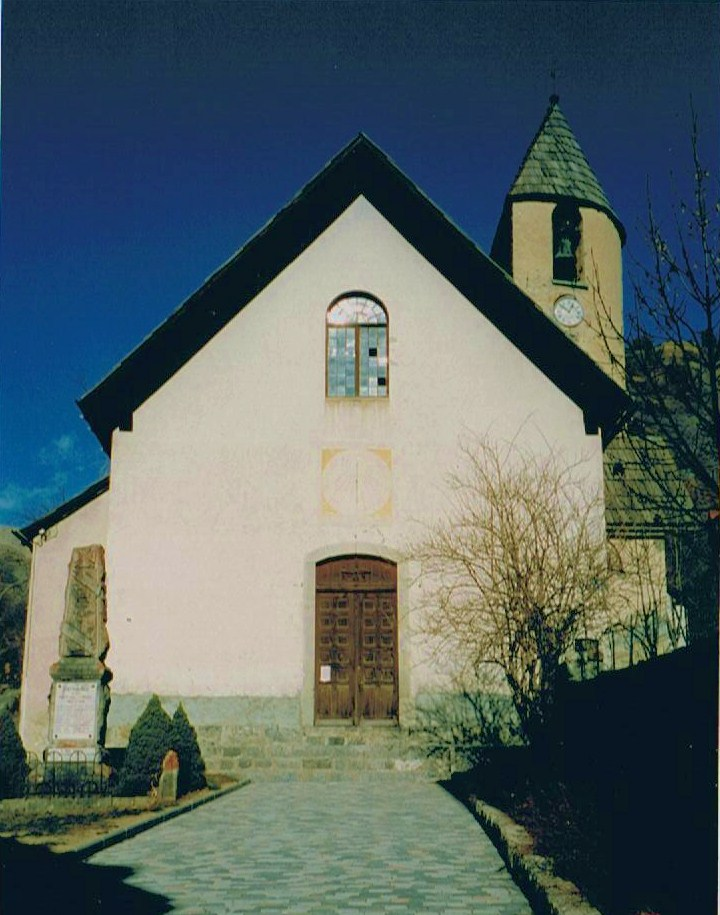
Nouvelle allée de l'église Notre-Dame-de-la-Nativité.
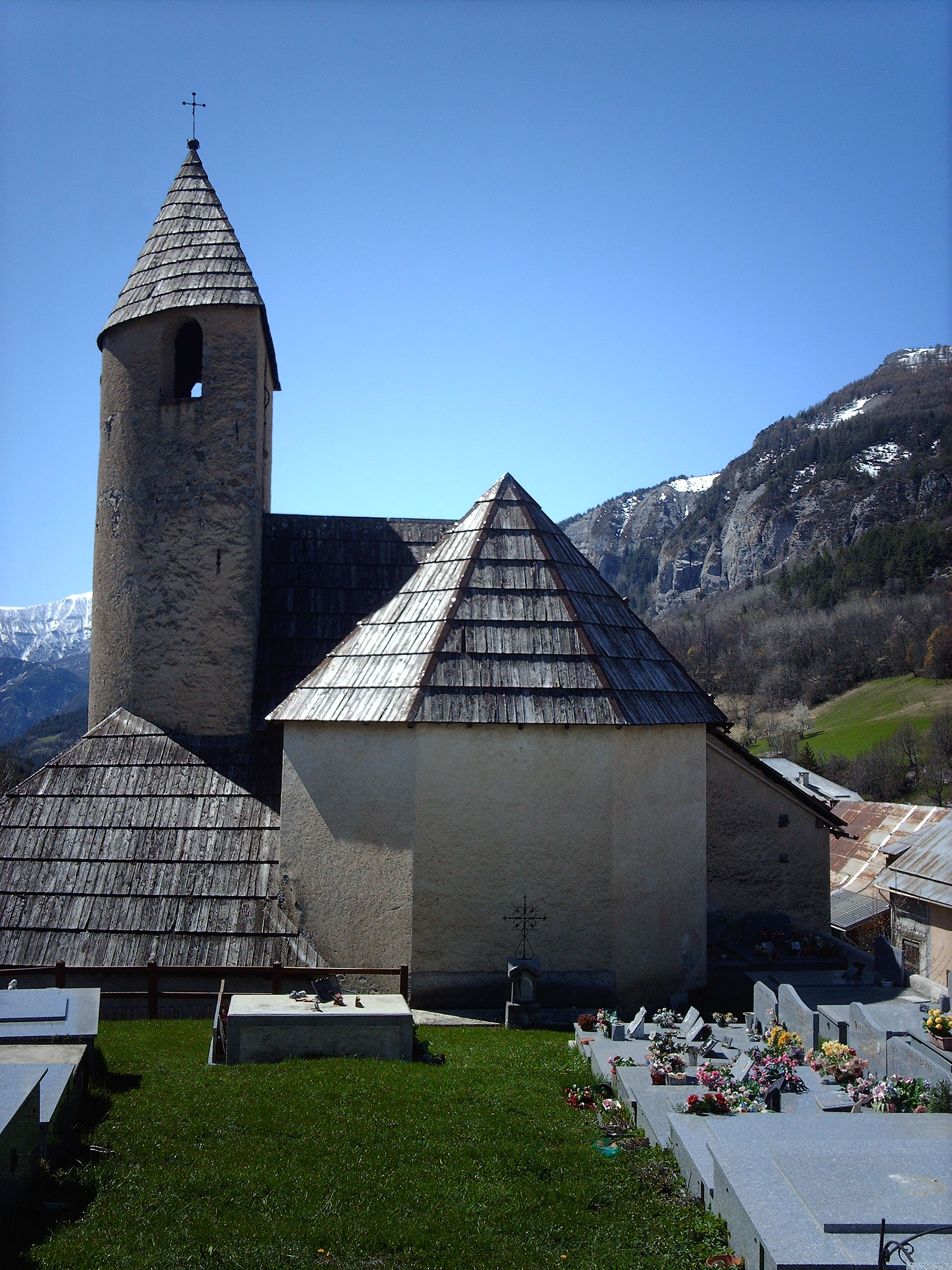
Cimetière et église au toit en bardeaux de mélèze.
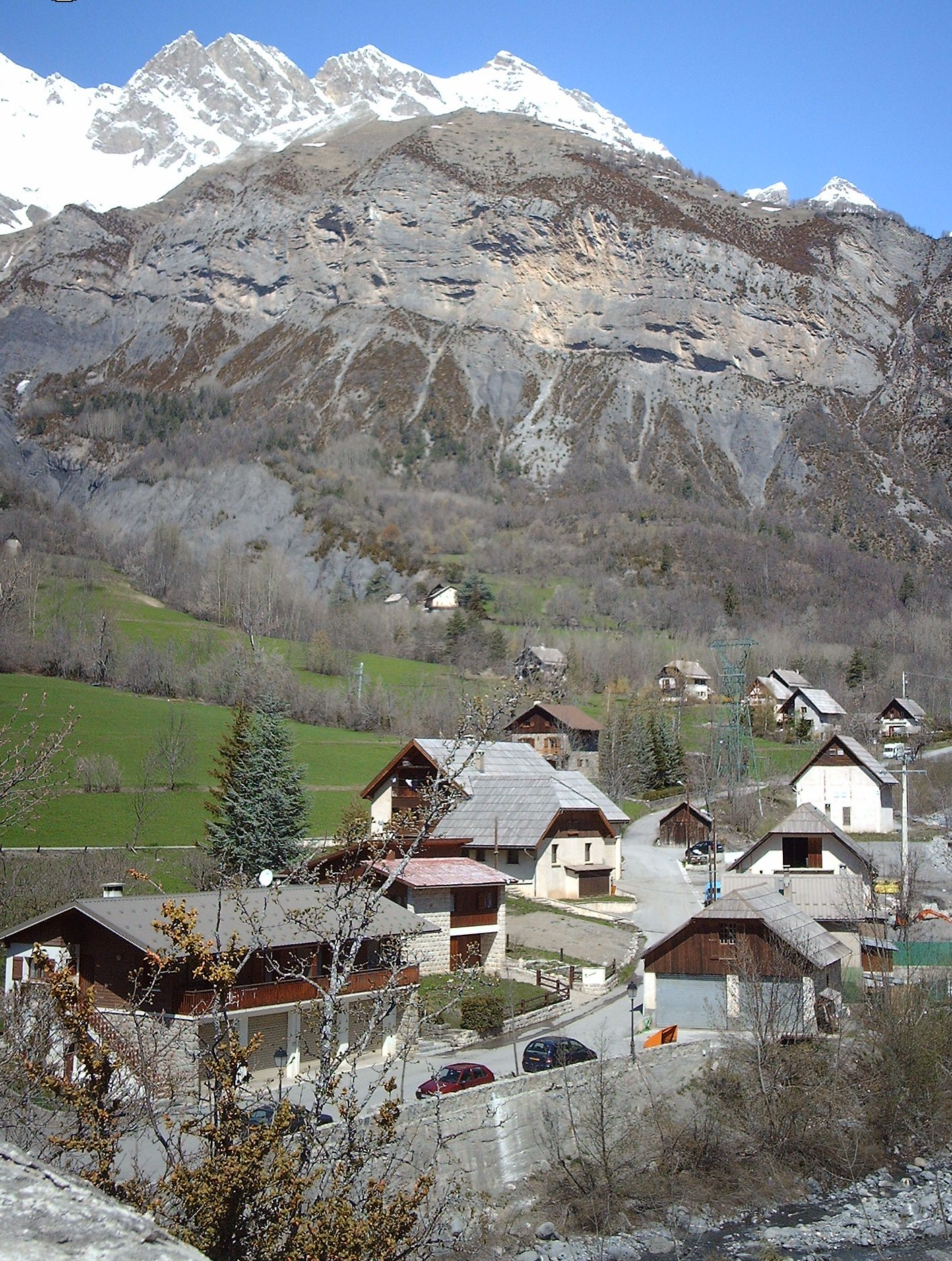
Extension au nord-ouest du village.
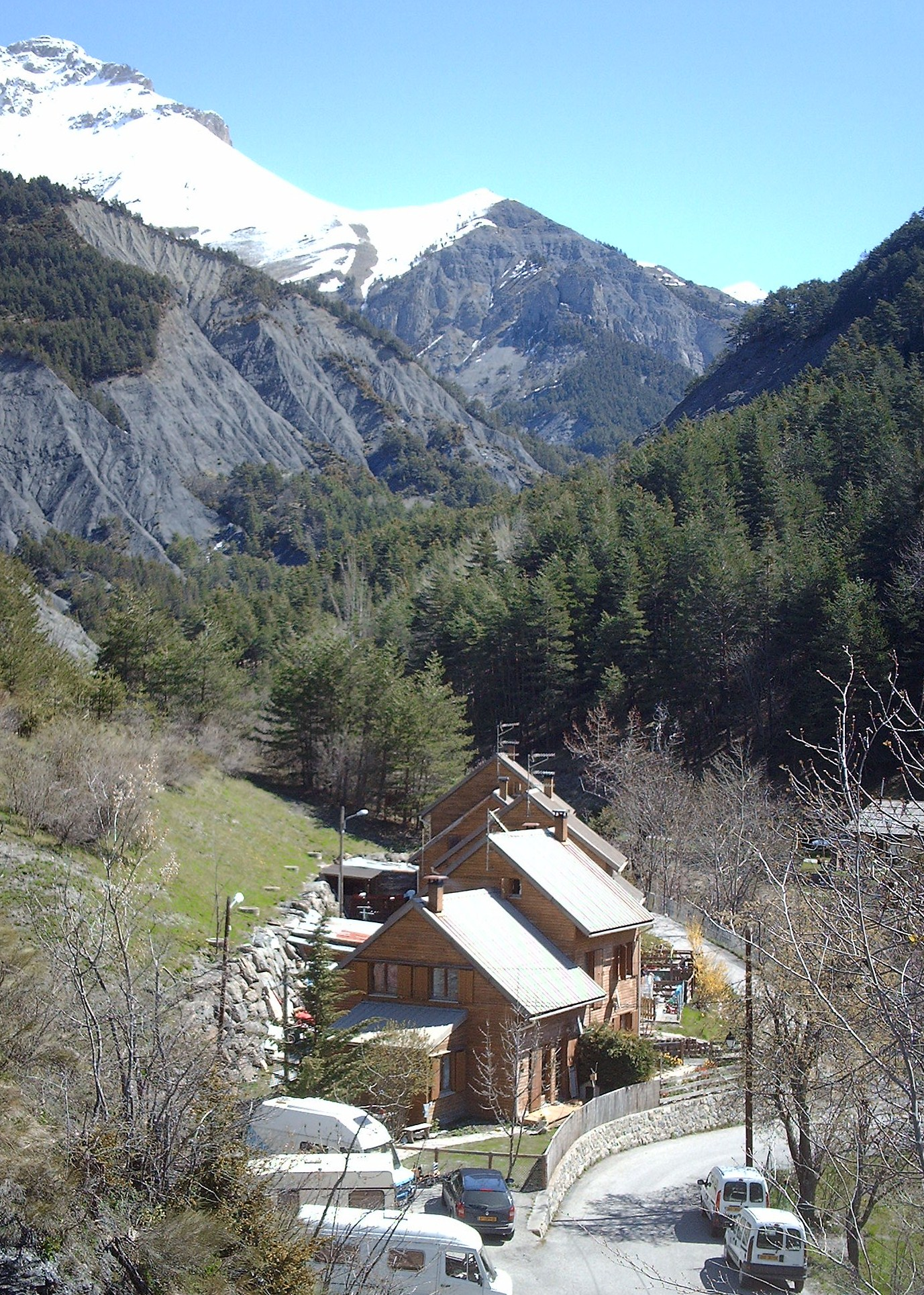
Extension au nord-est du village.
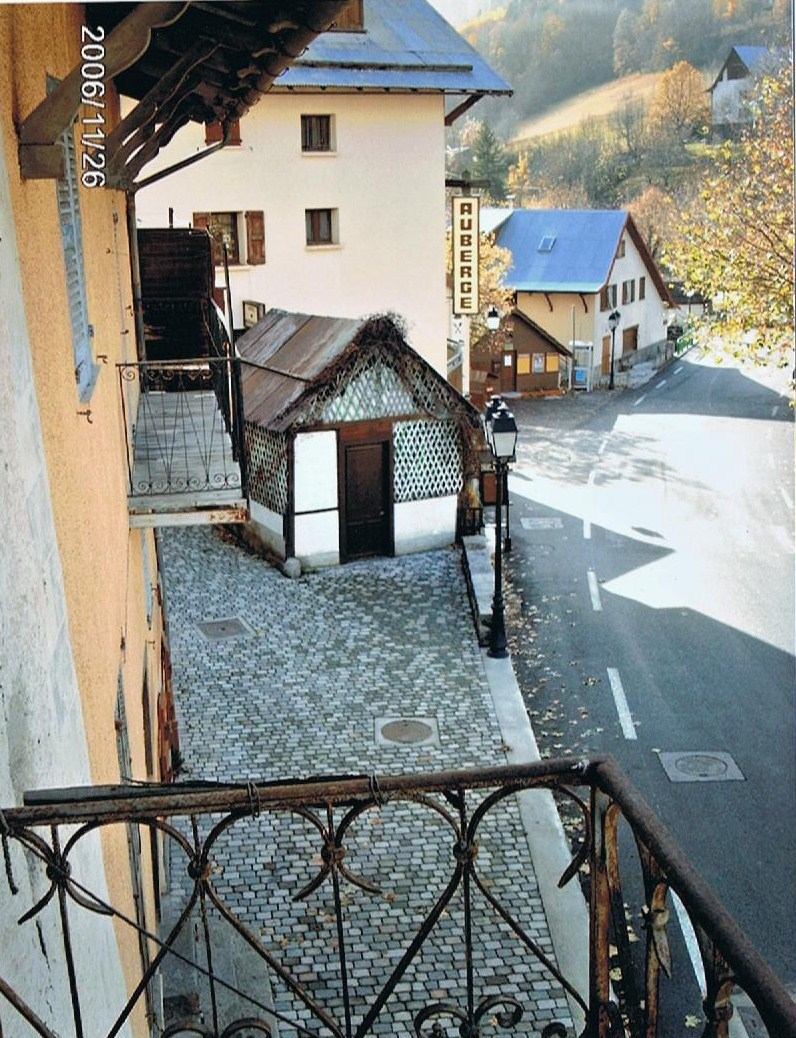
Partie sud-ouest du village en bordure de la D 2202.

En 2009, sous la municipalité Pierre Tardieu, a été inauguré l'aménagement piétonnier de la place de la Mairie. Aménagement qui a induit la création d'une passerelle pour la relier au nouveau parking édifié en rive droite du Var. A aussi été réaménagée la place de l'Oustanaou située à l'entrée sud du village où a été implanté un grand panneau signalant la clue du Chaudan à côté du poteau marquant le départ vers Colmars (Alpes-de-Haute-Provence) du GR 52A venant de Châteauneuf-d'Entraunes et de Péone après avoir traversé le village.

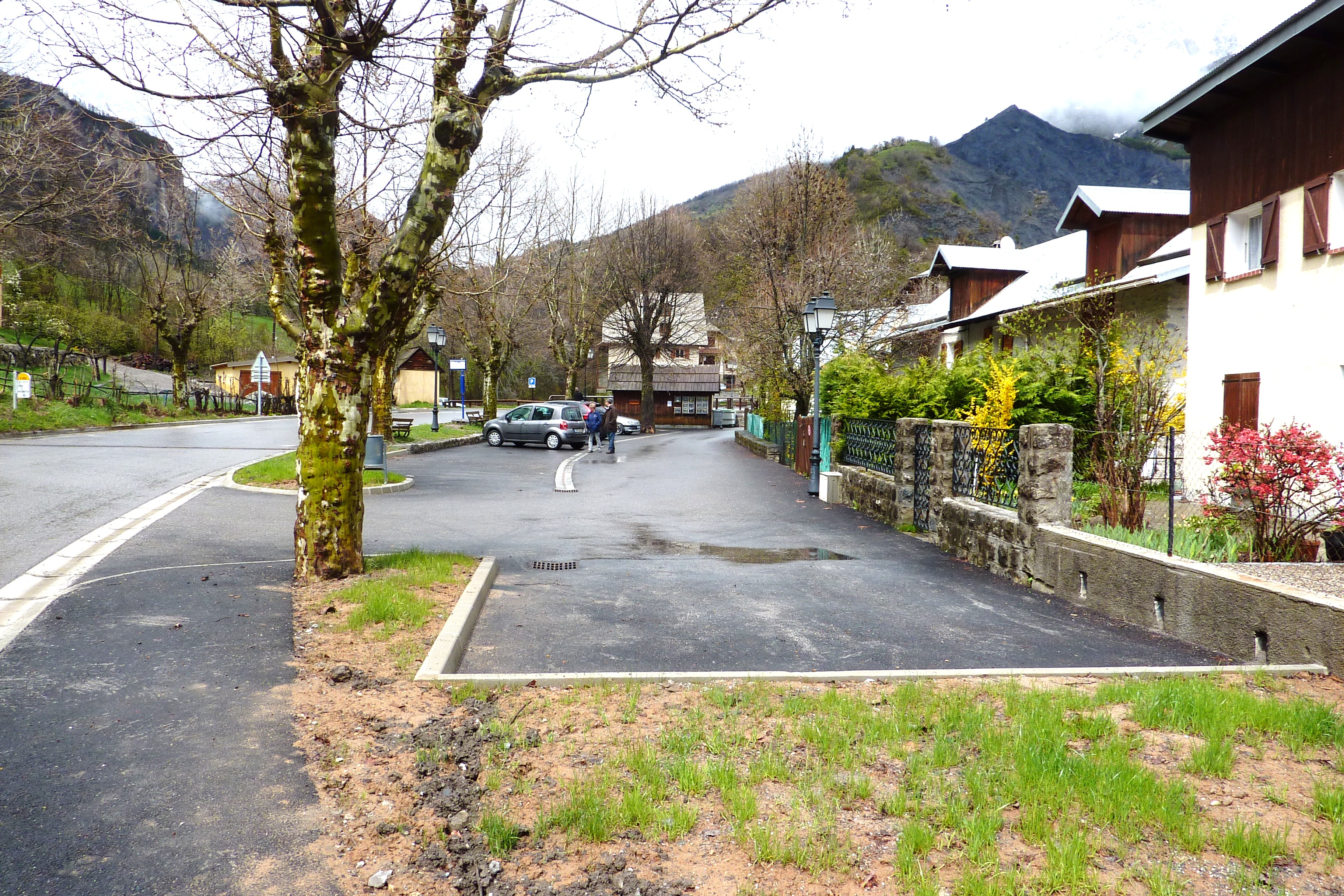
Place de l'Oustanaou à l'entrée sud du village.
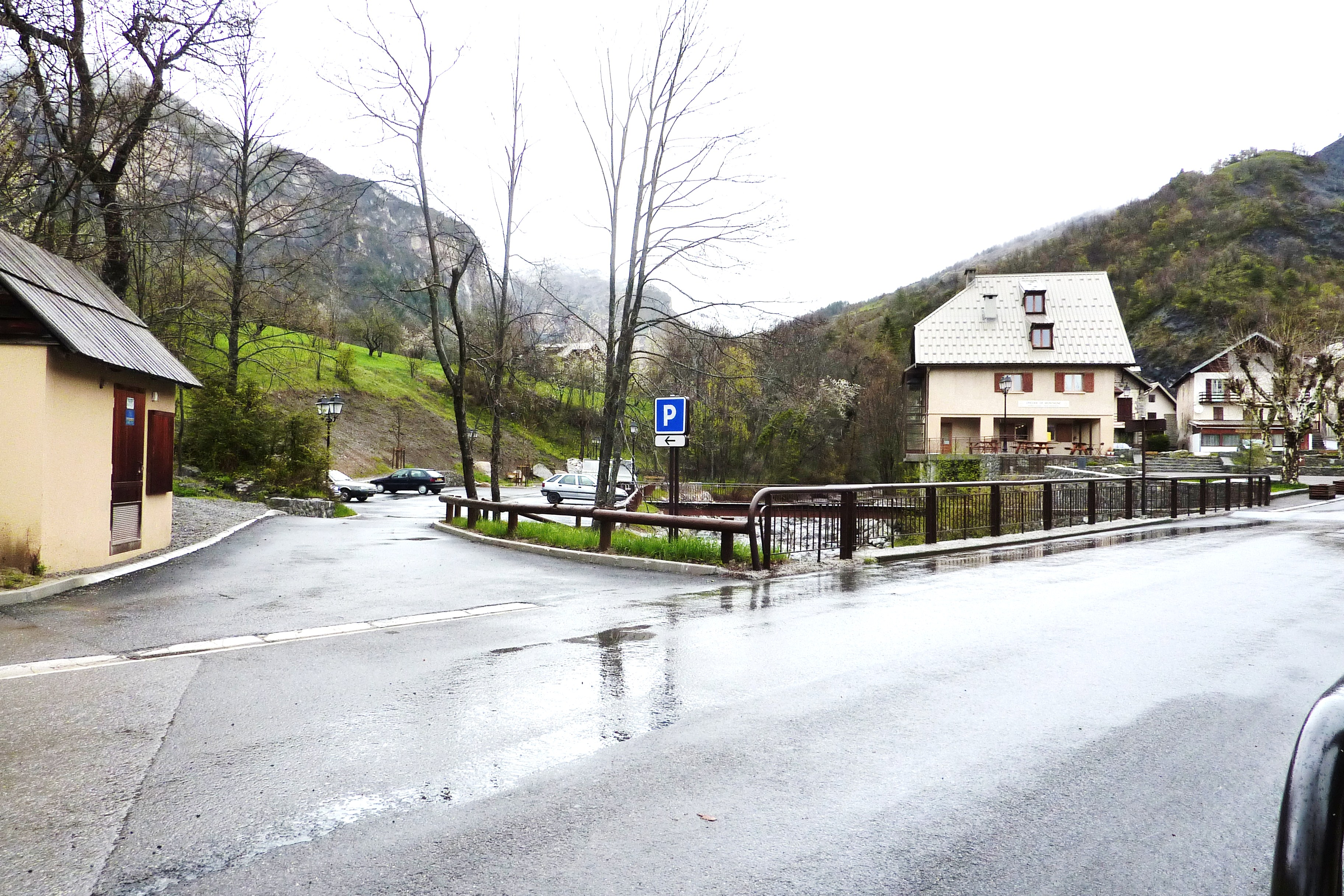
Nouveau parking en rive droite du Var avec sa passerelle.
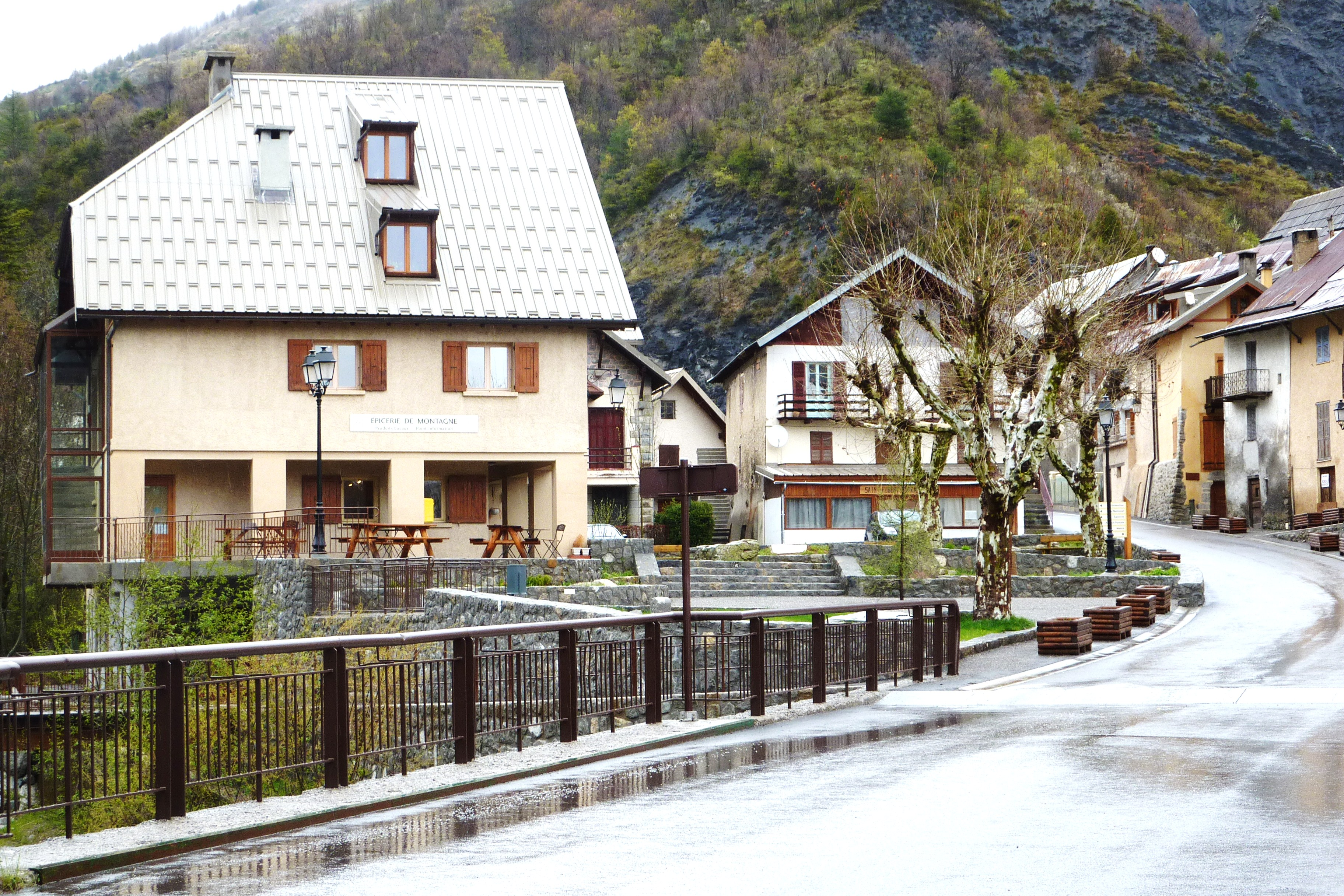
Mairie avec sa place piétonnière réaménagée.
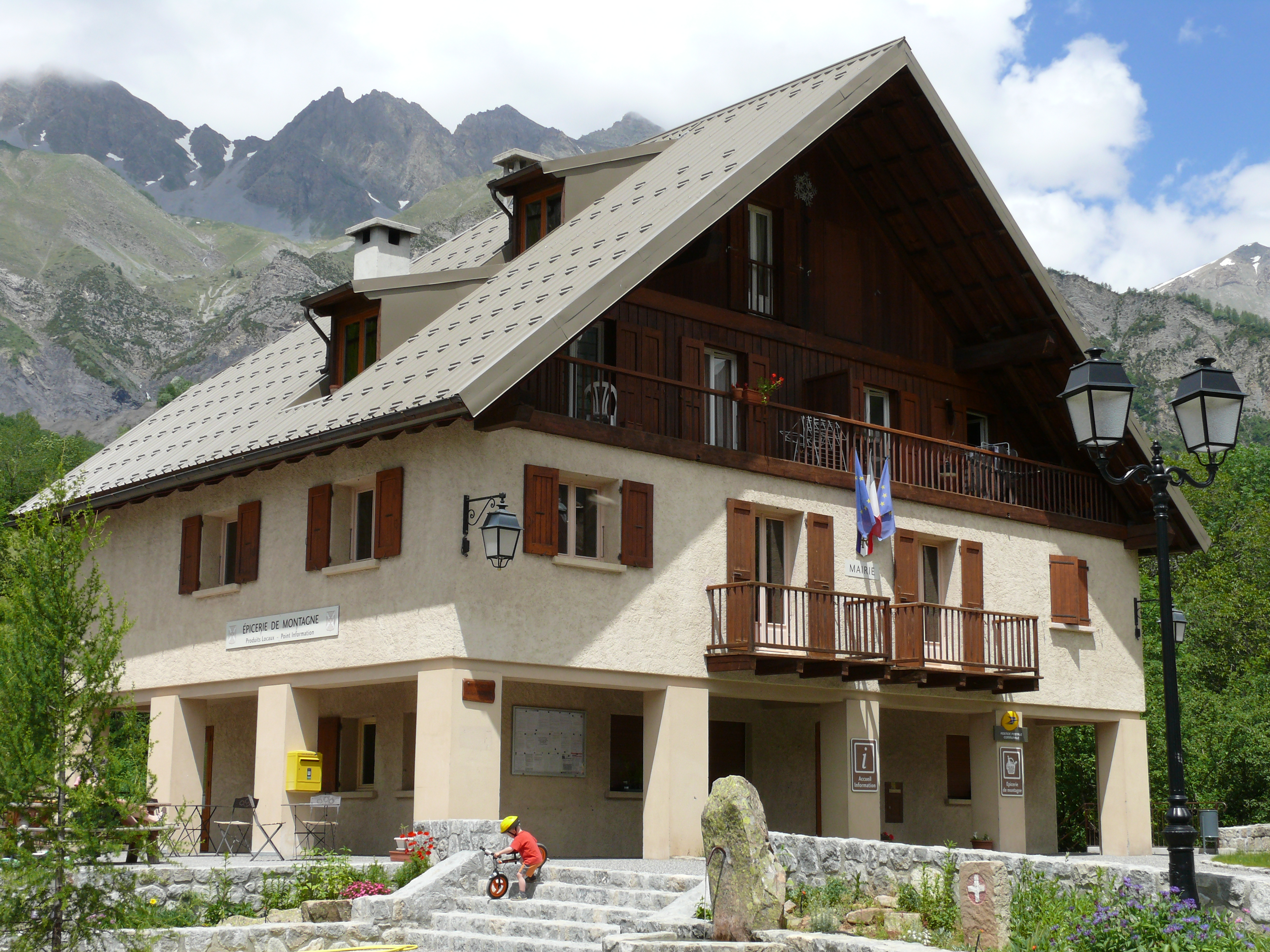
Mairie à agence postale et épicerie de montagne.

### Logement
Le nombre total de logements dans la commune est de 211. Parmi ces logements, 25,1 % sont des résidences principales, 72,5 % sont des résidences secondaires et 2,4 % sont des logements vacants. Ces logements sont pour une part de 81,1 % des maisons individuelles, 11,3 % sont des appartements et enfin seulement 7,5 % sont des logements d'un autre type. Le nombre d'habitants propriétaires de leur logement est de 60,4 %. Ce qui est supérieur à la moyenne nationale qui se monte, elle, à près de 55,3 %. Le nombre de locataires est de 26,4 % sur l'ensemble des logements ce qui est inférieur à la moyenne nationale qui est de 39,8 %. On peut noter également que 13,2 % des habitants de la commune sont des personnes logées gratuitement alors qu'au niveau de l'ensemble de la France le pourcentage n'est que de 4,9 %. Toujours sur l'ensemble des logements de la commune, 1,9 % sont des studios, 11,3 % sont des logements de deux pièces, 30,2 % en ont trois, 30,2 % des logements disposent de quatre pièces, et 26,4 % des logements ont cinq pièces ou plus.

### Projets d'aménagements

#### Les projets des années 1960-1970 n'eurent qu'une existence virtuelle
D'abord le projet de création d'une importante station d'altitude initié par les municipalités Marcel Payan (1965-1977). La commune en concéda la maîtrise d'ouvrage à la SETEC qui fixa son implantation, à moins de 1 km de la route du col, dans le site de Sanguinière. Plus précisément sur les amas de blocs erratiques de grès rose formant à 2 070 m d'altitude la partie surélevée de la moraine à l'ouest du sentier et de la cuvette des cabanes de Sanguinière ainsi préservés. Site constituant la « porte » méridionale du plus grand domaine skiable des Alpes du Sud tel qu'il a été cartographié officiellement en 1976.
Projet de station qui nécessitait un échange de terrains entre la commune et l'État. Échange non réalisé car l'État décida finalement d'étendre à tout le massif du mont Pelat son projet de Parc national initialement limité à la seule zone du Mercantour. Pourquoi ? Pour pouvoir couper en deux cette zone initiale et permettre ainsi la création de la station intégrée d'Isola 2000 avec sa route d'accès. Cependant, la municipalité, par sa délibération du 3 octobre 1976, demanda notamment, « pour préserver son avenir sur le plan sports d'hiver, la création d'un doigt de gant pour aménager (des) pistes skiables avec remontées mécaniques et téléporteur au val des Garrets, au val des Fournées et dans une partie de Sanguinière ».
Délibération et projet de Parc national pris alors en compte dans trois études. D'abord dans l' « Analyse prospective d'aménagement » d'André Payan. Ensuite dans la « Proposition architecturale d'équipement » de Raoul Biocchini, Jean-Pierre Dalbéra et Sylvain Plagnard. Proposition par eux d'un « stade de neige » à Estenc, de « fermes-accueil » éducatives et d'un aménagement en hameaux respectueux de l'environnement comme de l'architecture entraunoise. Et enfin dans le « Rapport » officiel de Laurent Chappis (architecte-urbaniste de la montagne) qui, sur la rive droite du Var, prévoyait des remontées mécaniques dans le vallon des Fournées et dans la zone des Garrets.

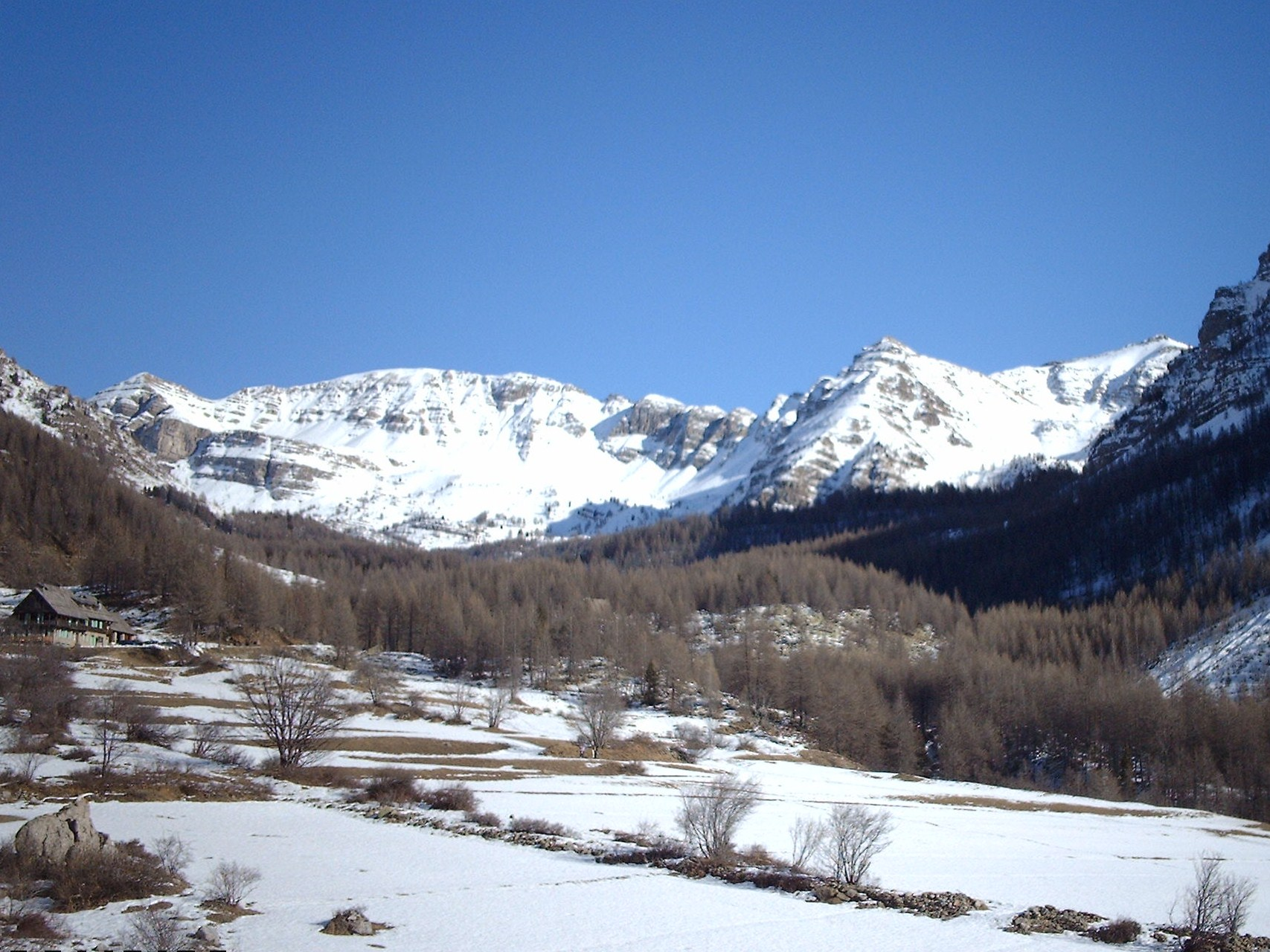
Partie du cirque glaciaire de Sanguinière avec sa forêt domaniale de mélèzes.
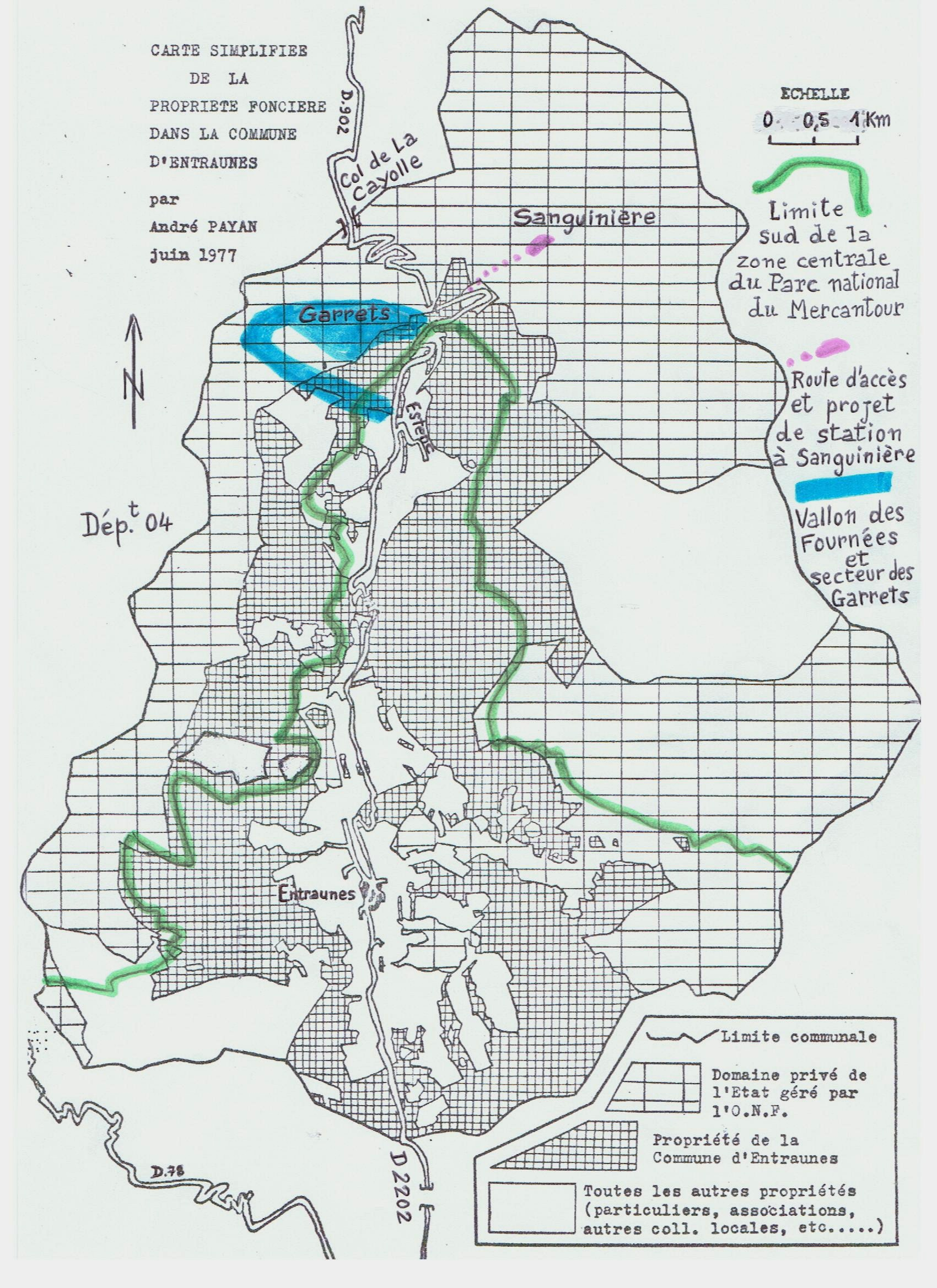
Propriété foncière, projet de station, secteur Fournées-Garrets et Parc national.
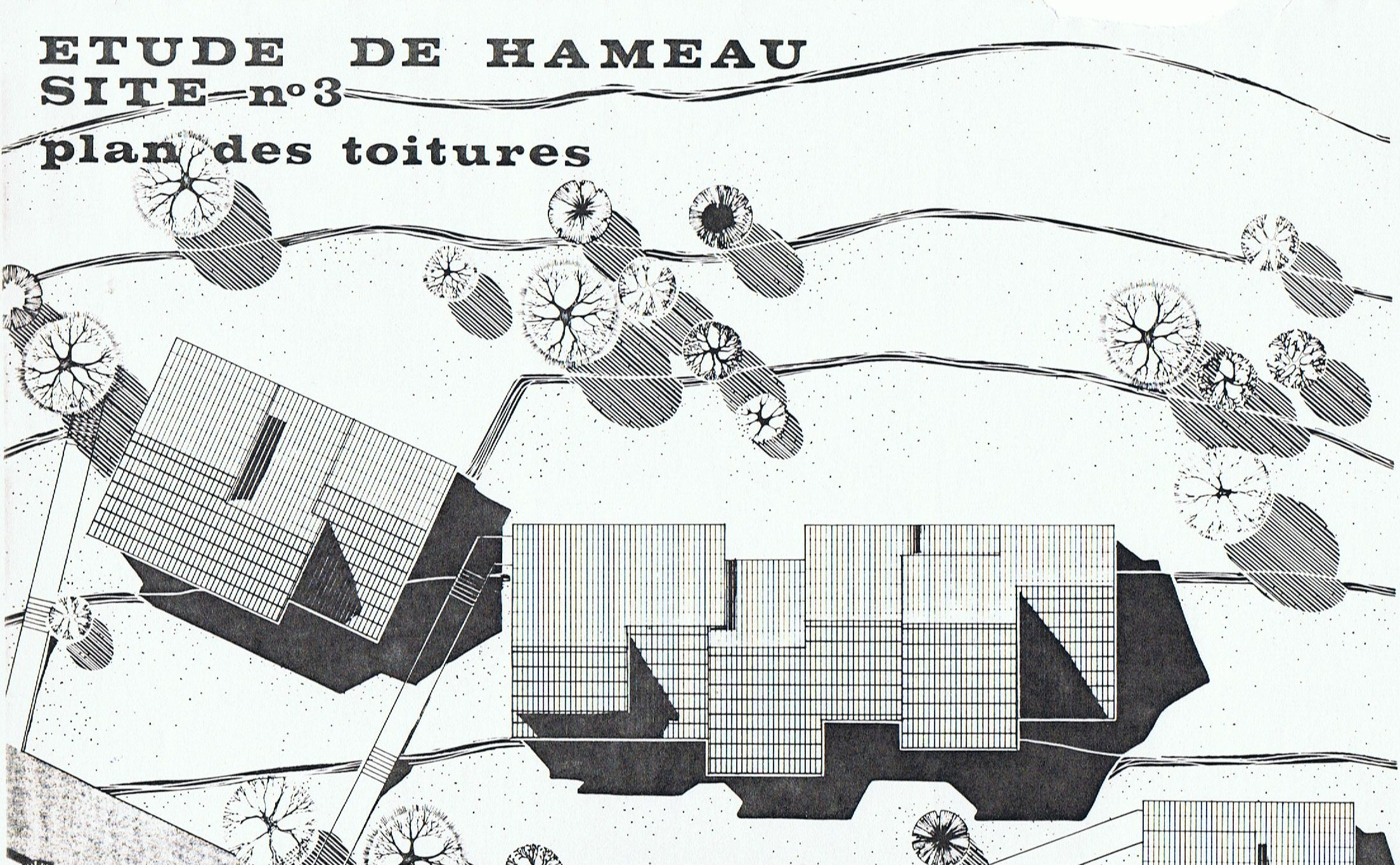
Hameau d'architecture entraunoise proposé par MM. Biocchini, Dalbéra et Plagnard.

#### Les projets, réalisés ou non, à la suite de la création du parc national du Mercantour en 1979.
C'est une des municipalités Denis Sorba (1977-1995) qui eut la responsabilité de l'élaboration du 1er plan d'occupation des sols (POS) approuvé le 26 juin 1992. Premier POS limitant les zones constructibles à Estenc aux parcelles du secteur déjà construit et, à proximité immédiate du chef-lieu, à un projet d'une vingtaine de parcelles. Avec ce POS, modifié plusieurs fois puis remplacé en 2004 par la « Carte communale », la commune eut, à partir de 1992, la maîtrise relative de son aménagement car soumis au bon vouloir des propriétaires des parcelles constructibles.

## Toponymie
Au Moyen Âge, son nom est d'abord transcrit avec un « a » comme première lettre. Ce n'est qu'à partir de l'édit de 1702 que le « e » remplace le « a » et qu'on l'écrit « Entraunes ». Pour certains érudits (Dr Paschetta, Albert Dauzat), ce nom d'Entraunes proviendrait de la contraction de la locution latine inter amnes (entre deux cours d'eau) qu'on retrouve dans beaucoup de noms de lieux-dits en France. Et, ici, il correspondrait à la position défensive de l'éperon rocheux modelé par la confluence du Var-Fleuve et de son affluent le Bourdoux. Position défensive toujours occupée par le village et où le baron Jean III de Bueil fit construire, après 1388, un fortin (château) qui commandait notamment les liaisons est-ouest entre Tinée, Var et Verdon.

## Histoire
La vallée du Haut-Var a été fréquentée dès la préhistoire mais son occupation permanente et généralisée n'a été effective qu'à partir de la période romaine.
Après la conquête romaine (achevée en 14 av. J.-C.), Auguste organise les Alpes en provinces. Le territoire de l’actuelle commune de Entraunes dépend de la province des Alpes-Maritimes et est rattaché à la civitas de Glanate (Glandèves). À la fin de l’Antiquité, le diocèse de Glandèves reprend les limites de cette civitas.

### Au Moyen Âge jusqu'en 1388

Entraunes dans la Provence incluse en 536 dans le Royaume franc en expansion à partir du règne de Clovis.
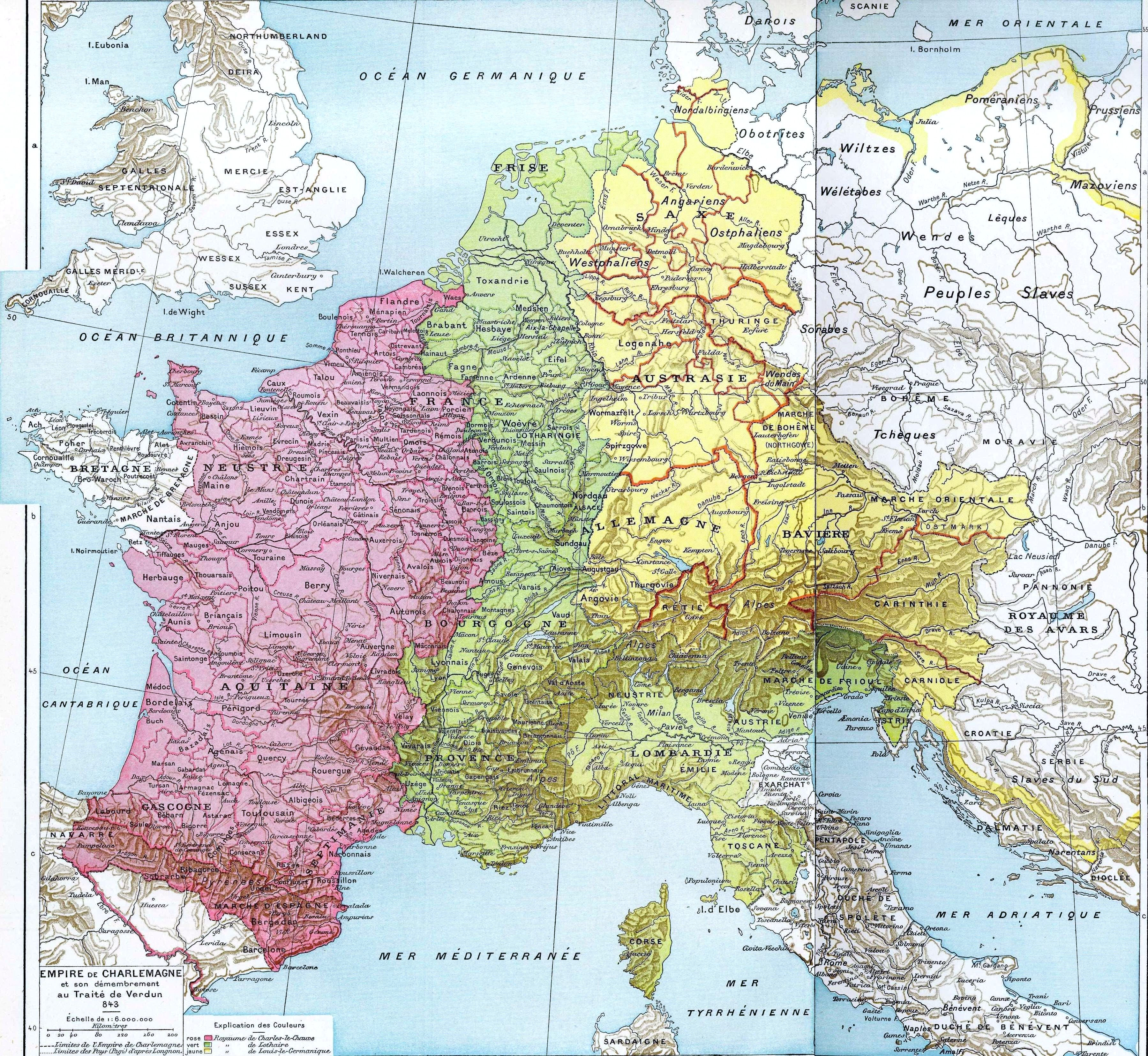
En 843, Entraunes dans la Provence qui fait alors partie de la Lotharingie (en vert) du roi Lothaire Ier.
En 1030, Entraunes dans le comté de Provence qui fait alors partie du royaume de Bourgogne-Provence.
En 1180, Entraunes dans le comté de Provence qui fait alors partie du Saint-Empire romain germanique.

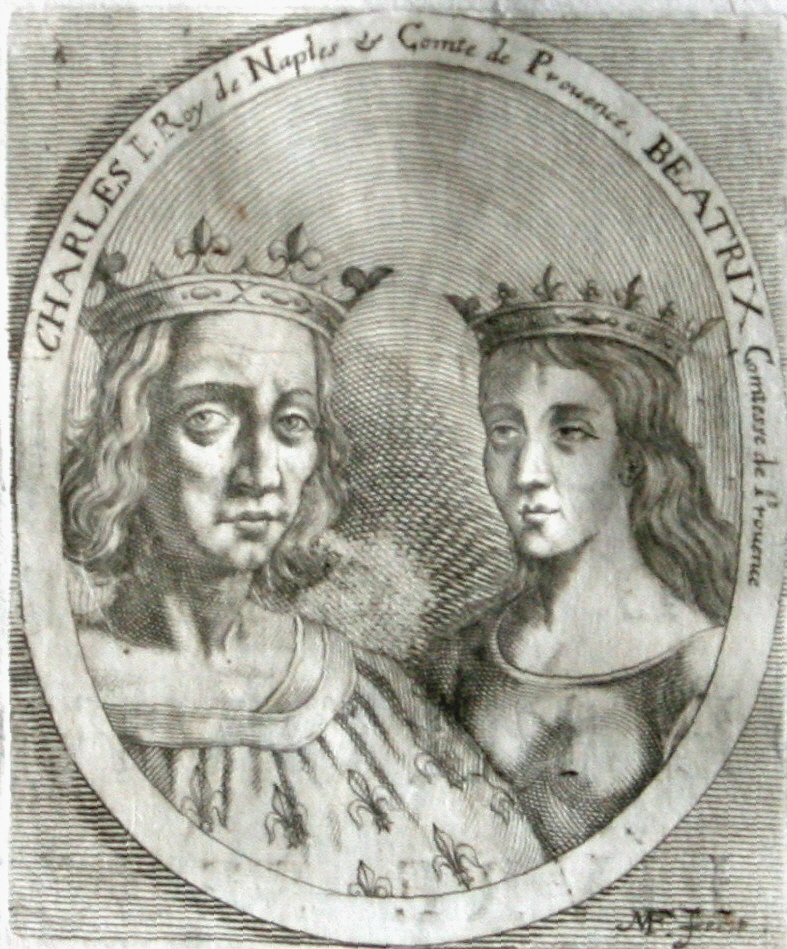
Charles Ier d'Anjou comte de Provence de 1245 à 1285 nommé par le pape roi de Naples et de Sicile en 1265, ici avec son épouse Béatrice.

De la fin de l'Empire romain d'Occident au Ve siècle jusqu'en 1388, Entraunes a d'abord fait partie de la Provence incluse en 536 dans le Royaume franc en expansion (à partir du règne de Clovis) de 481 à 751 puis, successivement, de l'Empire carolingien de 751 au traité de Verdun en 843, du royaume de Provence de 879 à 947, du royaume de Bourgogne-Provence de 947 à 1032, du Saint-Empire romain germanique de 1032 à 1125 et enfin du seul comté de Provence de 1125 à 1388. Entraunes dépendait alors de la viguerie de Barcelonnette et a été rattachée en 1385 au bailliage et à la juridiction de celle-ci.
C'est au Moyen Âge, vers le IXe siècle, que les différentes communautés villageoises du Val d'Entraunes sont en place et leurs limites territoriales à peu près fixées. Ces limites territoriales sont d'ailleurs précisées dans un acte de 1271 et, à quelques retouches près, elles sont restées les mêmes jusqu'à nos jours. Et en cette année 1271, les paroisses de la vallée du Haut-Var font alors partie du comté de Provence et ont pour suzerain Charles Ier d'Anjou, comte de Provence mais aussi roi de Naples et de Sicile, et frère du roi Louis IX décédé l'année précédente au cours de la huitième croisade et qui sera canonisé en 1297 sous le nom de saint Louis.
En ce qui concerne ses libertés communales, la communauté entraunoise les a conquises dès le début du XIIIe siècle. En effet, les comtes de Provence ont alors accordé aux communautés du Val d'Entraunes - et donc à celle d'Entraunes - des « chartes de franchises » leur conférant une autonomie certaine dans un texte roman d'une « soixantaine d'articles juxtaposés sans rigueur de méthode. » Et c'est ce texte écrit en roman qui, le 14 novembre 1388, fut remanié et retranscrit pour devenir « la nouvelle Charte du Val d'Entraunes » étudiée, publiée et commentée en 1922 par Canestrier qui pense qu'elle « est à la fois, une constitution, un code de juridiction consulaire et un règlement de police urbaine. »

### Sous l'autorité de la maison de Savoie de 1388 à 1792

Blason de la maison de Savoie.
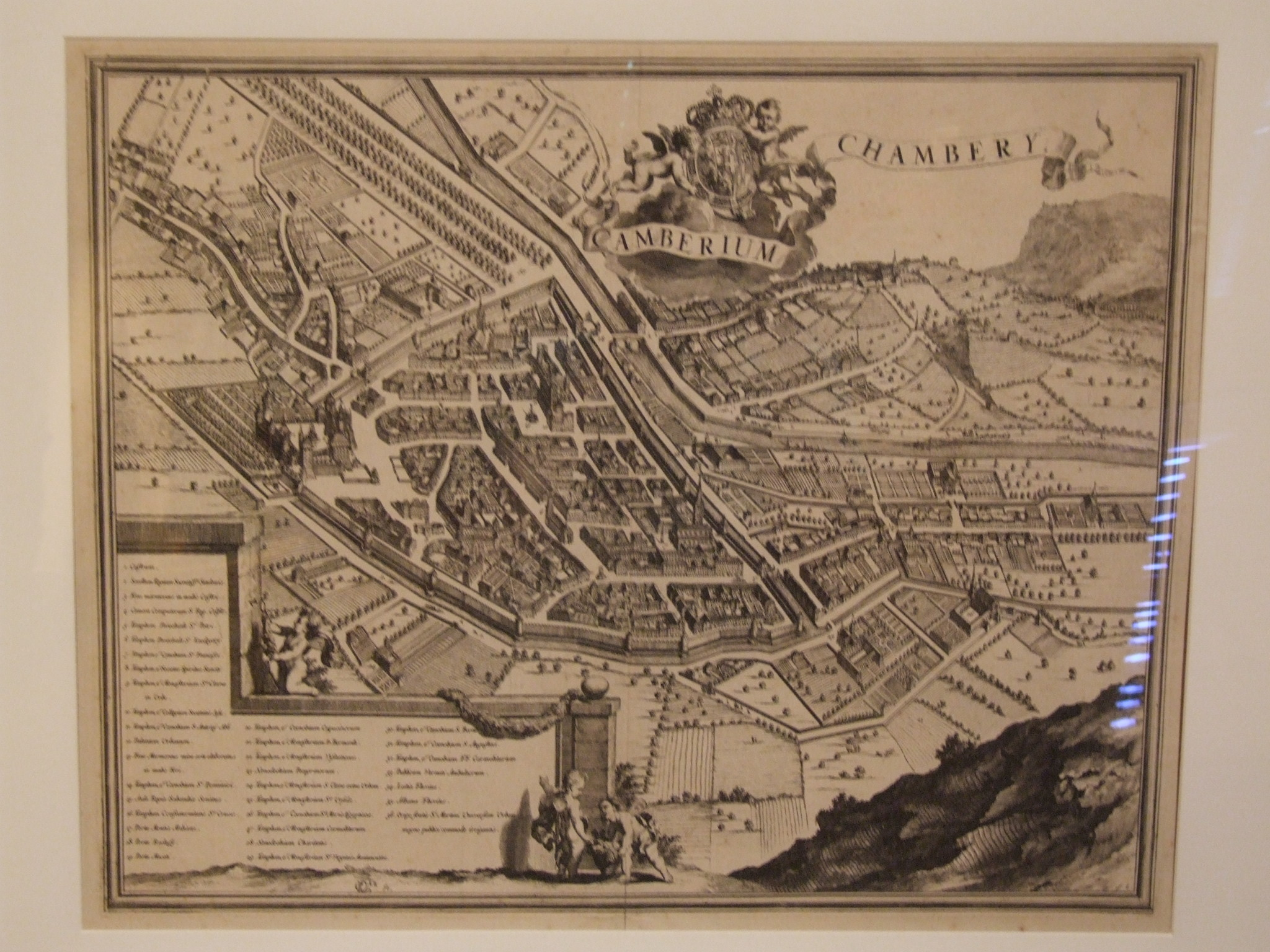
Chambéry capitale du comté puis du duché de Savoie jusqu'en 1563.
États de Savoie (en blanc) au XVe avec Entraunes et Nice.
Blason d'un évêque du diocèse de Glandèves (Entrevaux).

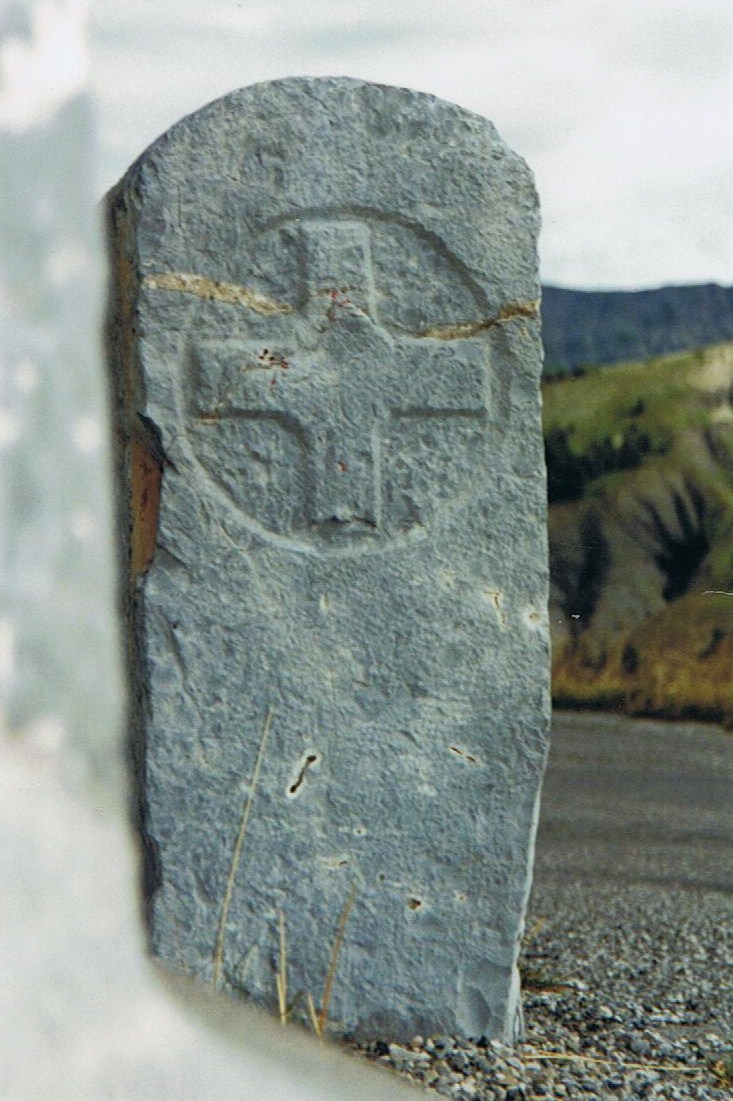
Borne frontière entre les États de Savoie (croix de Savoie) à l'est et la France (fleur de lys) à l'ouest au col des Champs.

En 1388, les communes de la vallée du Haut-Var - divisées quant à leur devenir - vont cependant passer majoritairement sous la domination de la maison de Savoie, excepté les communes de Guillaumes et de Daluis qui restent dans le comté de Provence jusqu'en 1481. Le 14 novembre 1388, à Péone inféodé, au « domicile du notaire Pierre Clari», les représentants des communautés du val d'Entraunes, après avoir prêté hommage et serment de fidélité au nouveau suzerain, le comte Amédée VII, obtinrent confirmation, dans la nouvelle « Charte du val d'Entraunes », de leurs libertés communales comme de la propriété de leurs biens de la part du baron Jean Grimaldi de Beuil, seigneur de la baronnie de Beuil (incluant Péone inféodé), gouverneur de Nice et sénéchal représentant officiel du nouveau suzerain avec qui il a négocié la dédition de Nice à la Savoie. Dédition dans le cadre de la division administrative des « Terres-Neuves de Provence » alors détachées du comté de Provence au profit de la maison de Savoie et qui deviendront comté de Nice en 1526. Les libertés communales confirmées permettent alors aux chefs de famille d'Entraunes de se réunir sur la place du Tribunal (actuelle place de l'église), d'y élire leur « bayle » (maire), leurs deux « consuls » et autres « officiers » et de s'administrer sans dépendre d'un seigneur. Mais communauté qui devra accepter, sur injonction dudit baron Jean Grimaldi de Beuil, la construction en bordure de ladite place d'un fortin appelé « castéu » (lou chastel [tSa'stel] en vivaro-alpin désignant le château) pour surveiller et commander les communications Tinée-Var-Verdon.
Entraunes et Saint-Martin-d'Entraunes vont dépendre jusqu'en 1718 de la viguerie de Barcelonnette, tandis que Villeneuve-d'Entraunes, Châteauneuf-d'Entraunes, Sauze et Péone sont rattachées à celle de Puget-Théniers. Quant aux communes de Guillaumes et de Daluis, demeurées dans le comté de Provence, elles deviendront « françaises » en 1481 lorsque le roi de France Louis XI héritera du comté de Provence et elles ne seront soumises à la maison de Savoie qu'à partir de 1760.
Alors qu'Entraunes dépend maintenant de la maison de Savoie, sur le plan religieux, sa paroisse va continuer à dépendre jusqu'en 1801 du diocèse « français » de Glandèves dont le siège sera transféré à proximité immédiate à Entrevaux au XVIe siècle. De ce fait, dans le Val d'Entraunes, l'usage comme l'enseignement du français sont autorisés par les différentes autorités civiles et religieuses. Pour les populations de la vallée du Haut-Var soumises à deux souverainetés distinctes - États de Savoie d'une part et comté de Provence puis royaume de France d'autre part -, ce régime exceptionnel d'usage commun du français comme de libre circulation des biens et des personnes favorisa les relations comme l'homogénéité des mœurs et des coutumes de ces habitants parlant tous, par ailleurs, à peu près le même dialecte relevant du provençal-alpin encore appelé vivaro-alpin ou « gavot ».
La foi religieuse des Entraunois s'exprime durant la Renaissance par la reconstruction de la chapelle dédiée à saint Sébastien et classée depuis monument historique. Les sieurs Arnaud et Tholozan - les deux plus riches du pays - obtiennent d'y faire venir en 1515 et 1516 le célèbre peintre et fresquiste Andréa de Cella pour y réaliser un retable dont les fresques ont été classées en 1947. Un siècle plus tard, au début du XVIIe siècle, est construite sur la Grande-Rue la chapelle Notre-Dame du Saint-Rosaire qui sera la chapelle des Pénitents Blancs. Et peu après, sur la partie nord surélevée du village, l'ancienne petite église du XIIIe siècle « Nostro Damo de Settembre » (saint Pons étant le patron de la paroisse), de style roman et de direction est-ouest, est transformée et agrandie selon un plan nord-sud à partir de « 1650 par l'addition d'une abside et d'une nef nouvelles, l'ancienne nef devenant le transept ». Ce transept d'origine ancienne est ensuite doublé vers le sud par l'adjonction latérale, entre 1683 et 1727, de deux chapelles, l'une à l'est et l'autre à l'ouest de la nouvelle nef. Chapelles définitivement intégrées à la nef lors des travaux de réfection de la toiture terminés en 1805. Une église paroissiale au toit en bardeaux de mélèze, au curieux clocher asymétrique demi-circulaire, à l'autel en bois peint en blanc avec des dorures et à la douzaine de tableaux portant différentes signatures (Andréas 1655, J. André 1655, André 1684, André de Castellane 1696...) : tableaux attribués à l'École d'André de Castellane et aujourd'hui classés.
En ce qui concerne le fortin (château), en 1466, au cours de la guerre opposant Louis XI au duc de Savoie, le capitaine gascon Archibald d'Alzac et sa bande d'aventuriers incendient le village et son fortin (château). Un siècle plus tard, Jean-Baptiste Grimaldi, seigneur d'Ascros au service de la France de François Ier en guerre contre Charles Quint allié à la maison de Savoie, détruit le fortin (château) et incendie le village. En juin 1597, les soldats français mettent le siège devant le fortin (château) reconstruit et alors défendu par le capitaine Pascalis. Investi par les soldats français, au printemps 1598, le fortin (château) est alors définitivement rasé.
Le traité d'Utrecht du 11 avril 1713, dans son article III, prévoit la restitution à Victor-Amédée II du duché de Savoie et du comté de Nice qui avaient été occupés par les troupes françaises pendant la guerre de Succession d'Espagne. L'article IV énumère les régions du Piémont et du comté de Nice que la France restitue et que des commissaires désignés par chacune des parties doivent préciser. Cependant, le 30 décembre 1714, une déclaration royale faite à Versailles rattache la vallée de Barcelonnette à la Provence française. La question est alors soulevée de l'appartenance d'Entraunes et de Saint-Martin-d'Entraunes qui relevaient jusque-là de la viguerie de Barcelonnette. En 1715, le duc de Savoie Victor-Amédée II (roi de Sicile de 1713 à 1718) nomme discrètement ses représentants pour ces deux villages en attendant un nouveau bornage. La frontière est fixée par la convention de Paris du 4 avril 1718 qui précise qu'Entraunes et Saint-Martin-d'Entraunes restent à la maison de Savoie. Des bornes sont alors placées pour fixer la frontière entre la France (une fleur de lys) à l'ouest et les États de Savoie (une croix de Savoie) à l'est, notamment au col de la Cayolle, au col du Pas-de-Lausson et au col des Champs.

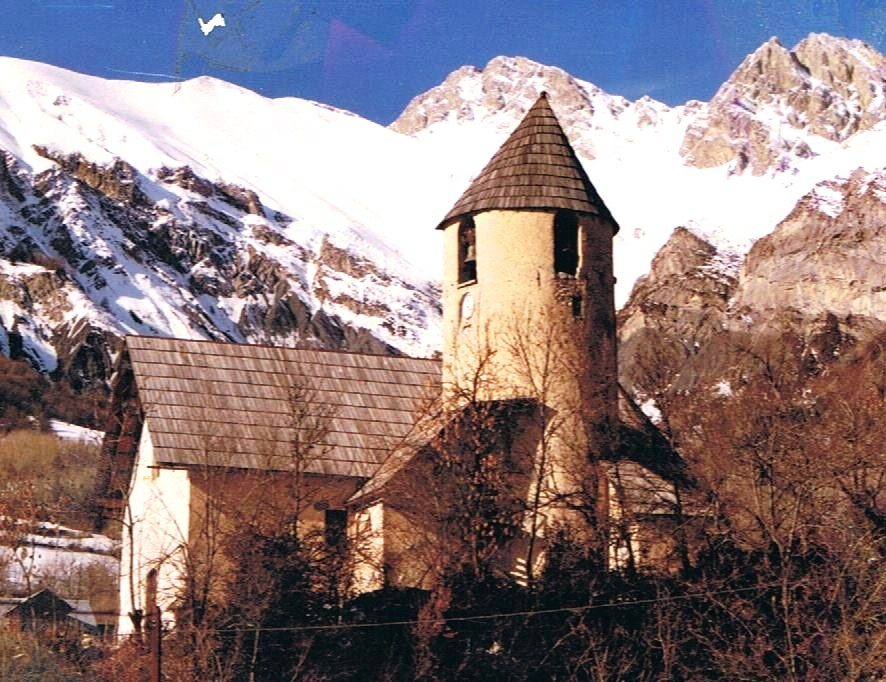
Église paroissiale des vue de l'est.

C'est en 1718 que leur suzerain, le duc Victor-Amédée II, devient roi de Sardaigne et organise son royaume « sarde » en conservant sa capitale fixée depuis 1563 à Turin. En ce début du XVIIIe siècle, Entraunes connaissait une vie traditionnelle évoluée et un niveau de vie moyen plutôt supérieur. Recensés en juin 1734, ses 666 habitants pratiquaient la polyculture de montagne et l'élevage des ovins. Ses agriculteurs disposaient alors de 104 chevaux et mulets, 105 bovins et 3 942 ovins et caprins. Spécialisés dans l'embouche des agneaux comme dans la production des laines fines, les Entraunois valorisaient sur place leur production et les surplus des communes voisines. Laines fines d'abord filées puis tissées à domicile avec des métiers manuels produisant des pièces de drap (tissu de laine) vendues dans toute la région jusqu'au Lyonnais et au Piémont. Cette spécialisation s'était faite tant sous l'influence des bergers provençaux que sous celle des Entraunois allant en Provence par le col des Champs pour y commercer ou y travailler (en saison hivernale) voire s'y installer. En effet, le droit d'aînesse réservait la succession de l'exploitation agricole à un seul des enfants (l'aîné en priorité ou, à défaut, un des autres) et préservait ainsi les exploitations du démembrement. Mais la plupart des autres enfants étaient de ce fait obligés de partir parfois jusqu'à Marseille, Lyon ou Turin voire plus loin, pour être placés (ou mariées pour les filles) puis y vivre.
Aux prémices de la révolution industrielle, en 1775, l'autorité royale met fin à l'élection de leurs édiles municipaux par les Entraunois et à ce qui restait de leurs libertés communales. Alors que son industrie de production familiale du drap est de plus en plus concurrencée, la population entraunoise atteint son maximum démographique l'année suivante, en 1776, avec 761 habitants. Sa hiérarchie sociale dépend alors, pour l'essentiel, de celle des propriétaires fonciers (agriculteurs ou non) fondée elle sur les inégalités de ressources. Ressources conditionnées par la superficie agricole utile comme par le nombre de têtes de bétail et de métiers à tisser dont chaque famille peut disposer. Mais, dans cette hiérarchie, viennent se placer les membres (la plupart propriétaires fonciers) d'une importante bourgeoisie rurale relativement instruite et cultivée. Et, mis à part les membres du clergé, on compte parmi elle plusieurs notaires et des rentiers.

### Française de 1792 à 1814 puis encore sous l'autorité de la maison de Savoie jusqu'en 1860

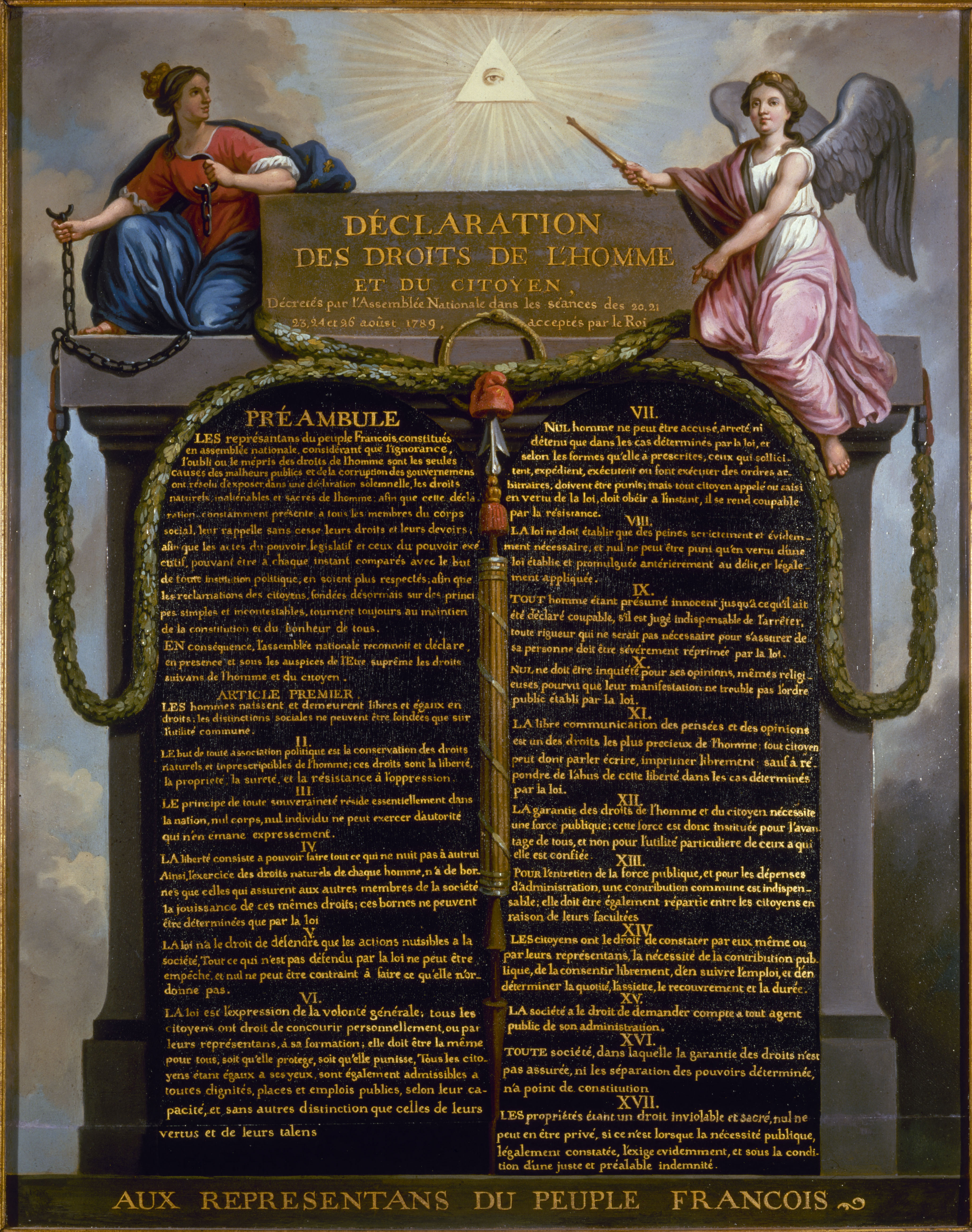
La « Déclaration des droits » de 1789 en France.
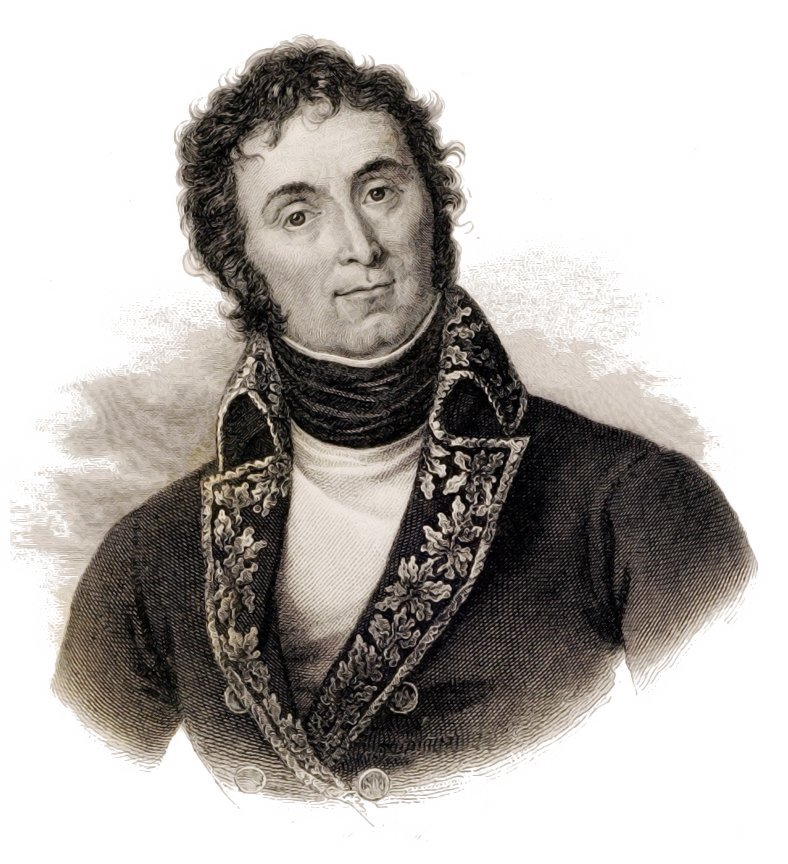
Le général André Masséna, niçois, à Nice en 1793.
Le général Bonaparte à Nice en 1793.
Le 85e département français des Alpes-Maritimes en 1811.

Avec l'arrivée à Nice en septembre 1792 des troupes de la France révolutionnaire, les Entraunois, comme les autres habitants du comté de Nice, vont devenir provisoirement Français. En effet, par décret en date du 31 janvier 1793, la Convention réunit le comté de Nice à la France en créant le 85e département français sous le nom de département des Alpes-Maritimes. 85e département qui reprend alors les seules limites de la division administrative du comté de Nice. À Entraunes, le passage du régime royal de la maison de Savoie à celui de la République française se fait sans violences mais non sans problèmes du fait de l'application des législations françaises successives et notamment celles concernant les prêtres et les biens d'Église. Si les églises et chapelles sont préservées en tant que « biens publics », les terres relevant des fondations religieuses sont vendues comme biens nationaux. Quant aux prêtres, un moment inquiétés, ils acceptèrent la formule assouplie du serment à la Constitution civile du clergé.

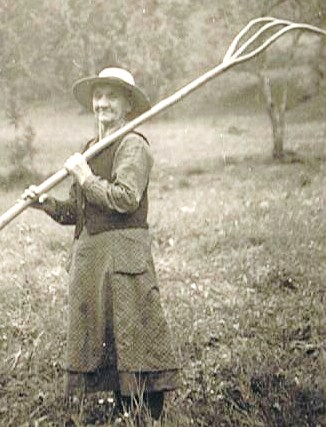
Paysanne faisant les foins.

Dans la nuit du 29 au 30 septembre 1796, une partie de la paroi rocheuse du Pénas s'effondra dans un bruit effroyable. Les blocs détachés de la paroi roulèrent jusqu'au fond de la vallée emportant sur leur passage terres et bois du quartier « Pra-de-Buisse », encombrant la confluence des deux torrents du « Pénas » et des « Maures » et venant même s'entasser jusqu'au pont de la Rouguière-sur-le-Var. Pour empêcher que la situation ne s'aggrave, la population se mobilisa pour ouvrir des brèches suffisantes dans ces amoncellements de blocs, de terres et d'arbres afin de permettre aux eaux des deux torrents et du fleuve de s'écouler.
Sous le Premier Empire, en 1804, « maire et adjoints sont convoqués à Puget-Théniers pour prêter serment de fidélité à l'Empereur. Ensuite, le maire est chargé de recueillir les serments de tous les fonctionnaires municipaux y compris les instituteurs. C'est peut-être ce qui provoque la démission des conseillers nouvellement nommés, aussitôt remplacés par d'autres désignés par le sous-préfet Blanqui. » Le maire et les habitants d'Entraunes devront d'ailleurs satisfaire aux nombreuses demandes et ordres du sous-préfet de Puget-Théniers : Jean Dominique Blanqui.
Avec la fin du Premier Empire, à la suite des traités de Paris de 1814 et 1815, Entraunes (avec le comté de Nice recréé) repasse, de 1814 à 1860, sous la suzeraineté du roi de Piémont-Sardaigne Victor-Emmanuel Ier. Celui-ci s'attache alors à la restauration de l'ordre existant avant 1792-1793. Et en août 1814, à Hiacinthe Lions maire depuis 1809, succède le nouveau consul (maire) Joseph Liautaud - « Signor Sindico di Entraunes » - nommé par les autorités de Turin qui contrôlent aussi étroitement l'administration de la commune que sous le Premier Empire.
L'industrie artisanale du drap va alors poursuivre son déclin amorcé dès la fin du XIXe siècle. Alors qu'ils procuraient d'importants revenus aux familles, les métiers à tisser la laine d'antan, devenus obsolètes, sont remplacés par une petite fabrique de drap dont les métiers sont mus par l'énergie hydraulique du Var et non plus par l'énergie humaine. D'où une forte progression de l'exode rural : Entraunes perd plus d'un quart de ses habitants (-26,1 %) en l'espace de 36 ans seulement. Le nombre de ses habitants passe en effet de 654 en 1822 à 483 seulement en 1858. De ce fait, Entraunes perd son ancienne suprématie sur le Val d'Entraunes au profit de sa voisine Saint-Martin-d'Entraunes. Et dès 1835, les Entraunois vont donc dépendre du baile de Saint-Martin-d'Entraunes et du notaire de Guillaumes après avoir perdu les siens. De plus, la fabrique de drap est mise à mal par les inondations catastrophiques provoquées par les pluies torrentielles qui commencent dans la nuit du 31 octobre 1843 et vont durer trois jours. Des maisons, trois moulins et deux teintureries ainsi que des chemins, des ponts en bois et des terrains sont emportés par les eaux des torrents et du fleuve Var en crue. Les deux ponts en pierre de Saint-Sébastien et de la Rouguière sont endommagés. Les dégâts sont considérables et sont chiffrés pour la commune à près de 60 000 livres. On compte de nombreux sinistrés réduits à la mendicité dont 21 pour le seul hameau d'Estenc.

### À nouveau française depuis le plébiscite de 1860

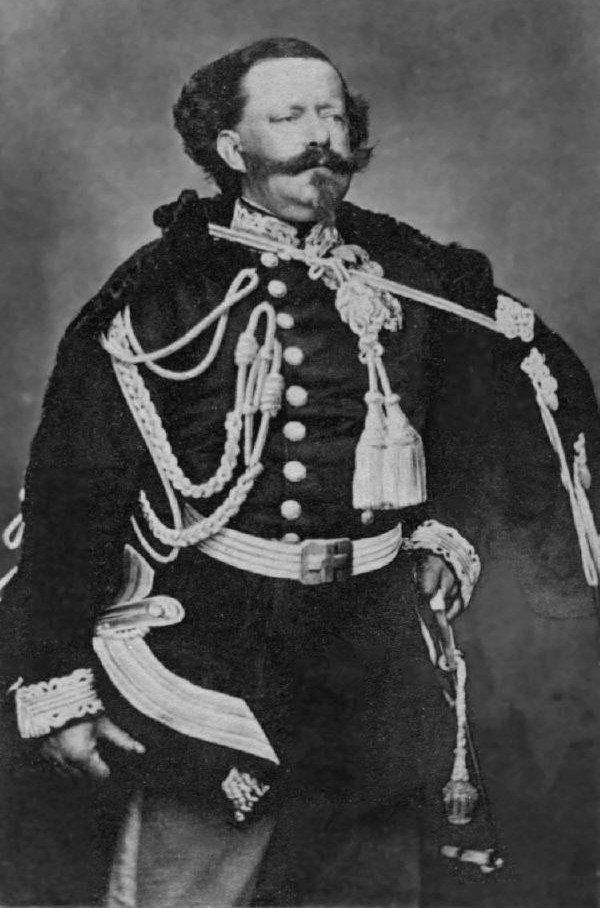
Victor-Emmanuel II de Savoie - roi de Piémont-Sardaigne ayant sa capitale à Turin.
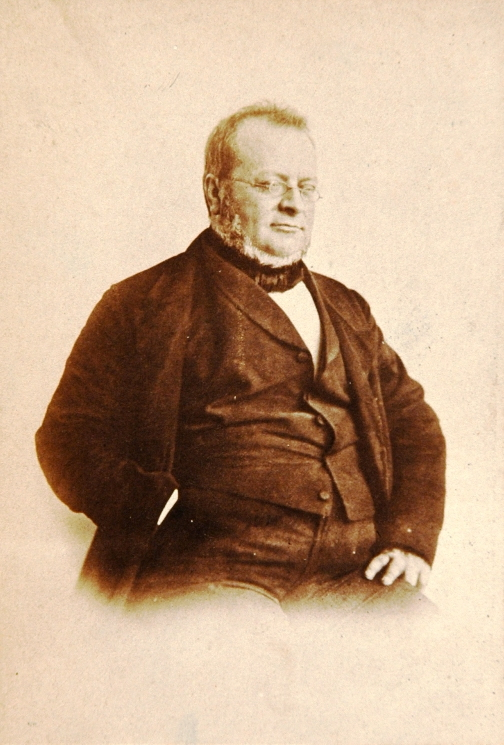
Camillo Cavour président du conseil à Turin en 1860 - artisan de l'unité italienne.
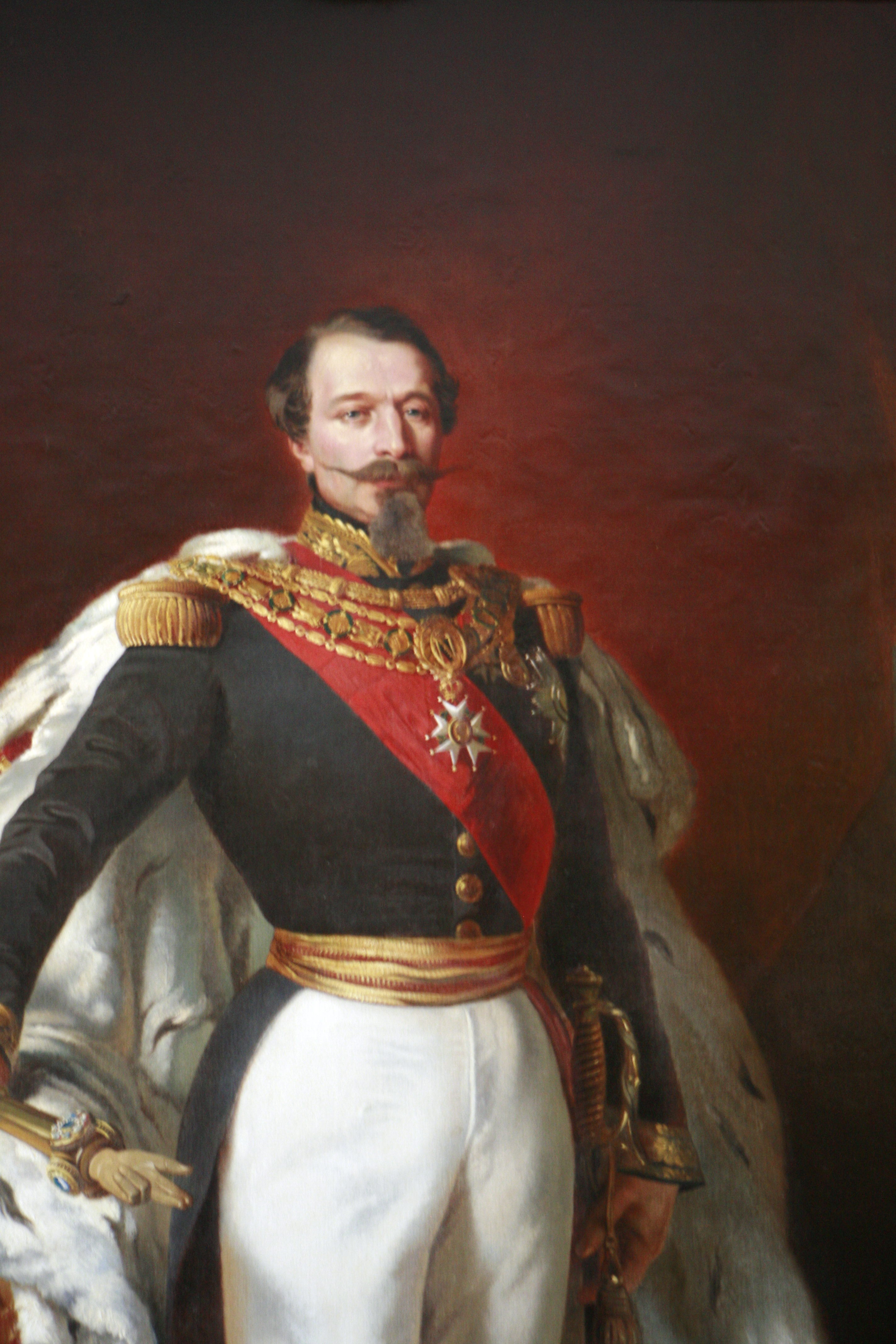
L'empereur Napoléon III - artisan du rattachement du comté de Nice à la France.
Le comté de Nice (en beige) et l'ar. de Grasse (Var) forment le dépt. des Alpes-Maritimes.

C'est en 1860 que les Entraunois vont redevenir Français sujets de l'empereur Napoléon III. Pour la première fois les 15 et 16 avril 1860, au suffrage universel masculin et par plébiscite, les 151 Entraunois majeurs de sexe masculin inscrits sont conviés à se prononcer par oui ou par non sur le rattachement à la France. Ils sont 147 à voter oui (soit 100 % des votants), 4 seulement s'abstenant et aucun ne votant non. Les 89 communes du comté de Nice, ayant voté oui à 83,8 % des inscrits et 99,2 % des votants, sont ensuite rattachées à la France du Second Empire et forment avec celles de l'arrondissement de Grasse (détachées du département du Var) le nouveau département des Alpes-Maritimes. C'est donc une nouvelle administration qui se met en place et qui applique la législation française en vigueur notamment en ce qui concerne leur administration communale. En 1870, les jeunes Entraunois sont mobilisés et participent à la guerre contre la Prusse déclarée par Napoléon III. L'un d'entre eux est d'ailleurs grièvement blessé à la bataille de Beaune-la-Rolande (Voir « 6.6 - Personnalités liées à la commune » : César Payan). À la suite de la défaite des armées françaises, la France passe en 1870 du Second Empire à la Troisième République.
Au nouveau cadastre français de 1870, la fabrique de drap est encore recensée mais sa production ne put résister longtemps à la concurrence des usines modernes. Notamment celle des usines de l'industrie lainière du nouveau royaume d'Italie constitué en 1861 par Victor-Emmanuel II de Savoie. À cette concurrence frappant son industrie du drap s'ajouta l'incendie du 19 janvier 1875 au cours duquel une grande partie des toits en bardeaux de mélèze et des planchers en bois des maisons du village furent la proie des flammes. Ayant ainsi perdu la possibilité de valoriser sa production de laine comme celle des communes voisines, la communauté entraunoise va se replier sur ses seules activités agro-pastorales et artisanales traditionnelles. En 1896, tous ses terroirs sont encore exploités à l'exception d'un seul, celui du hameau abandonné situé au-dessus de la grande cascade d'Aiglières. Mais, cent vingt ans après son maximum démographique de 1776, la population, qui a perdu la moitié de ses effectifs, ne compte plus que 375 habitants. Près de 85 % de ses actifs relèvent alors des seules activités agricoles. Mais qui sont ces montagnards, hommes, femmes et enfants ? Découvrons-les, endimanchés dans la vie civile ou en uniforme, à travers sept portraits et une photo de classe.

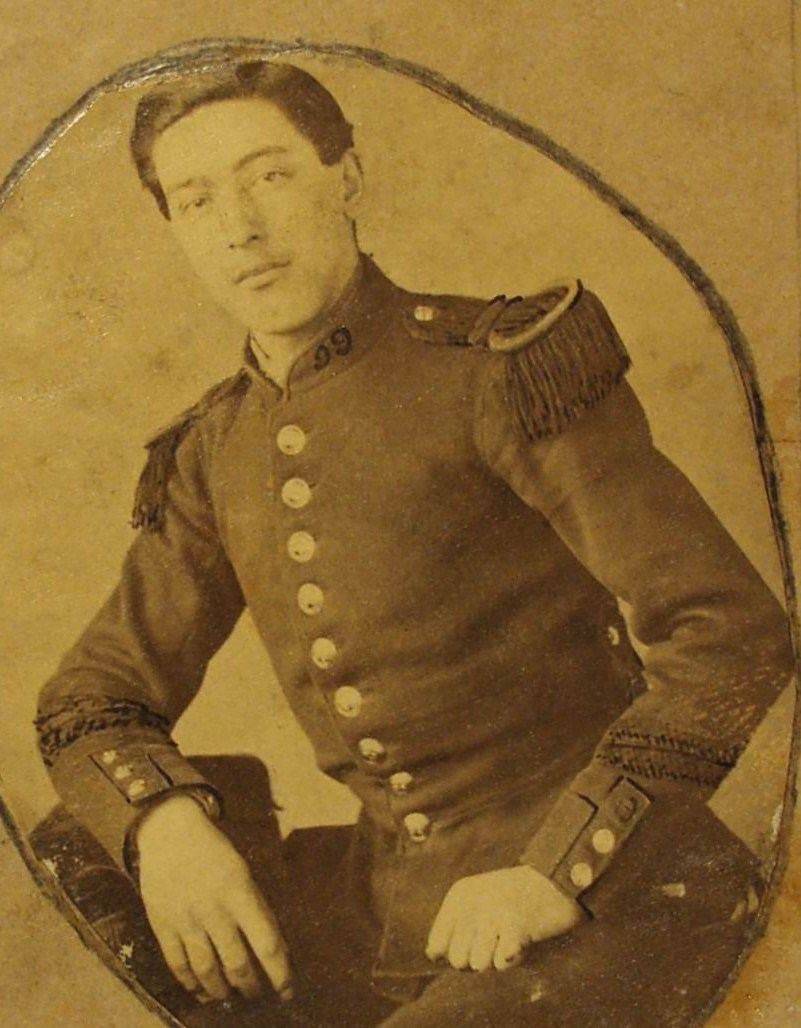
César en 1870.
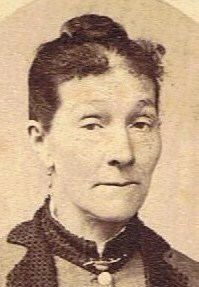
Eulalie en 1890.
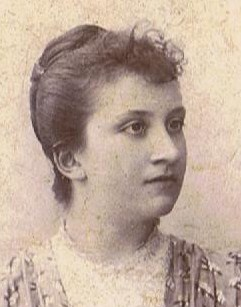
Joséphine en 1900.
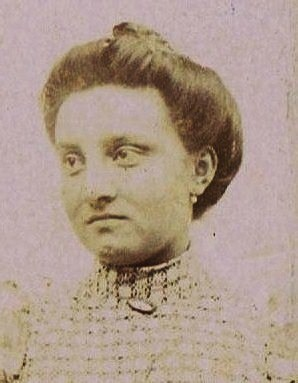
Pélagie en 1900.
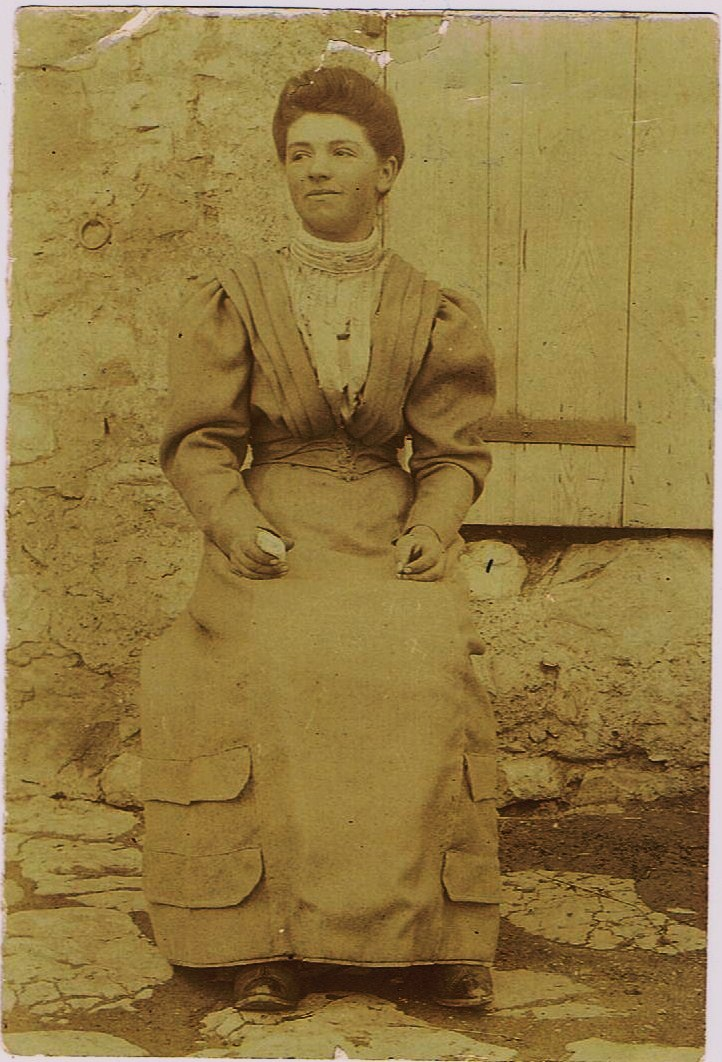
Sabine en 1900.
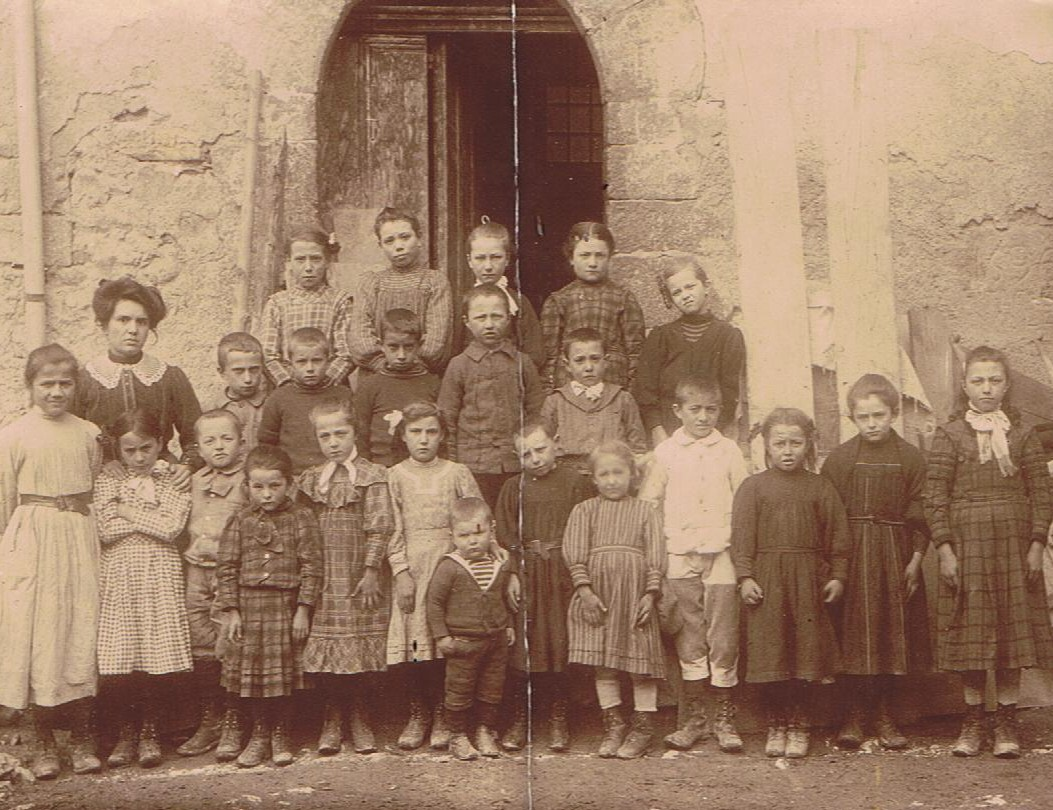
Année scolaire 1912-1913.
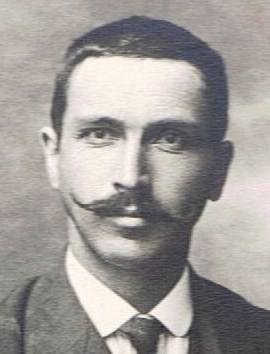
Adolphe en 1914.

Avec la création de la coopérative laitière de Guillaumes en 1903, de plus en plus d'exploitants agricoles se mettent à élever des vaches laitières. Et cette nouvelle activité de production de lait frais destinée au ramassage journalier jusqu'au chef-lieu de canton modifie l'agriculture locale au détriment de l'élevage des ovins.
La route arriva à Entraunes, au pont Vieux (dit de la Rouguière), en 1890. L'ouverture des voies de communication (ferrées et routières) puis la desserte automobile d'Entraunes font entrer Entraunes dans l’ère industrielle, de la concurrence avec l'ouverture des marchés et de l'attraction exercée par la Côte d'Azur en plein développement. Effets atténués jusqu'en 1914 à Entraunes pour deux raisons. D'abord, les emplois et revenus créés par les travaux d'aménagement et de reboisement effectués par l’administration des Eaux et forêts, l'État étant alors propriétaire de 47 % du territoire communal. Et surtout, ceux créés, de 1907 à 1914, par l'important chantier de construction de la route du col de la Cayolle. Route qui aurait dû être inaugurée le 10 août 1914 par le président de la République Raymond Poincaré s'il n'y avait eu, après l'attentat de Sarajevo, la mobilisation décrétée le 1er août et la déclaration de guerre de l'Allemagne contre la France le 3 août
La première phase de développement touristique date de cette période. Elle a concerné surtout le village avec, d'une part, la construction de l'hôtel Liautaud accueillant les touristes de la Côte, simples estivants ou randonneurs comme Victor de Cessole. Et, d'autre part, la construction de villas typiques de la Côte d'Azur - villas Noé et l'Engadine - par quelques riches familles niçoises désirant y passer la période estivale avec leurs enfants.

### Durant la guerre de 1914-1918 puis la période de l'entre-deux-guerres jusqu'en 1939
La Première Guerre mondiale interrompt ce développement et va affecter brutalement la vie sociale comme la démographie de la commune.

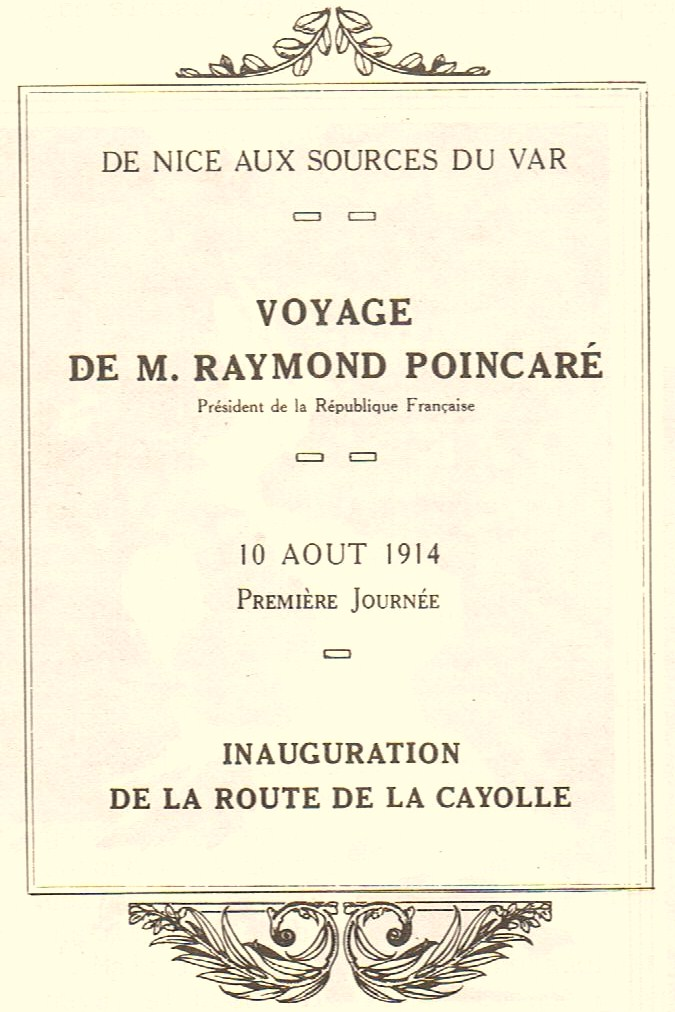
Avec la guerre, le président Poincaré ne put venir à Entraunes.
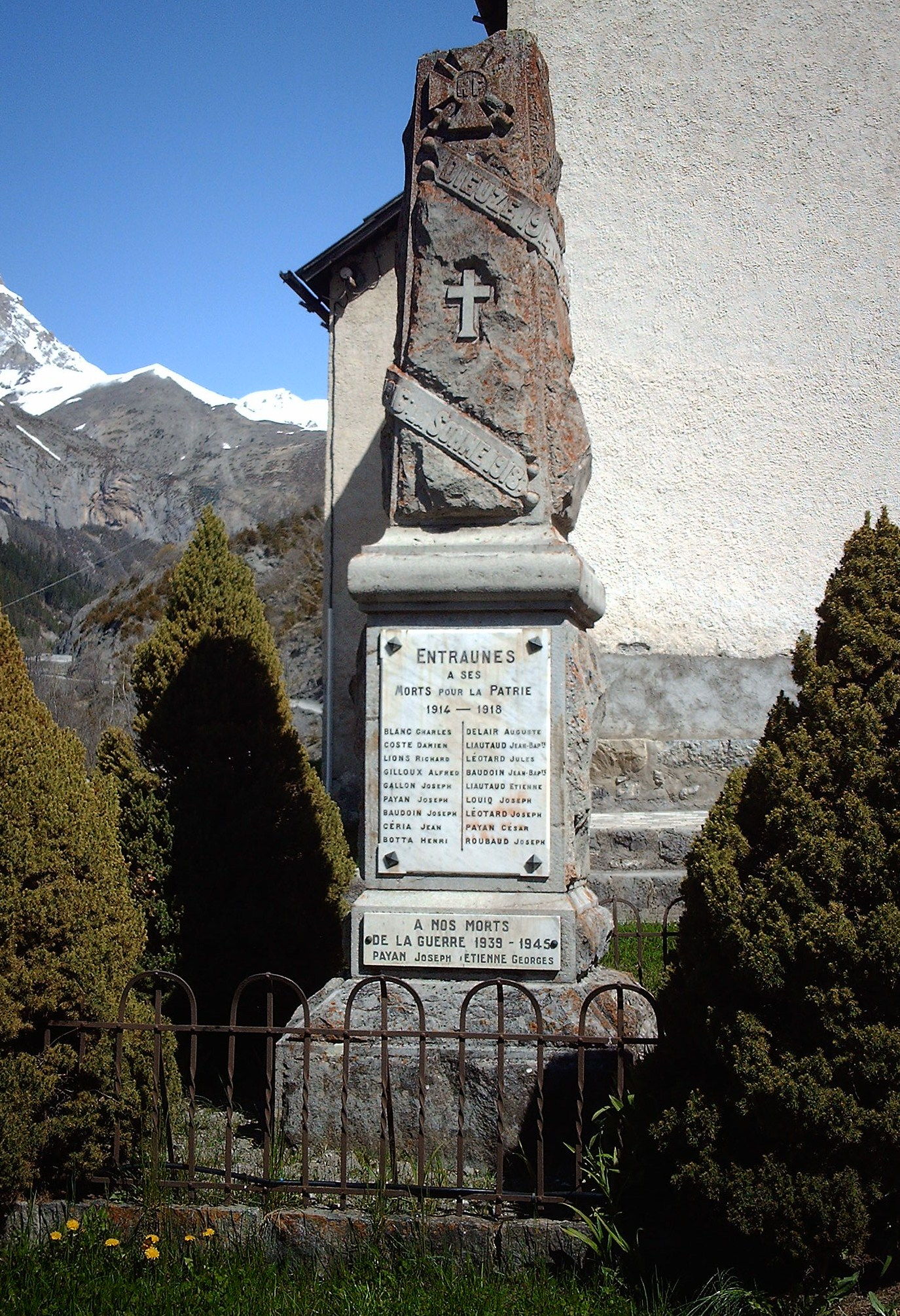
Monument aux morts sur l'ex-place du Tribunal devant l'église du XVIIe.
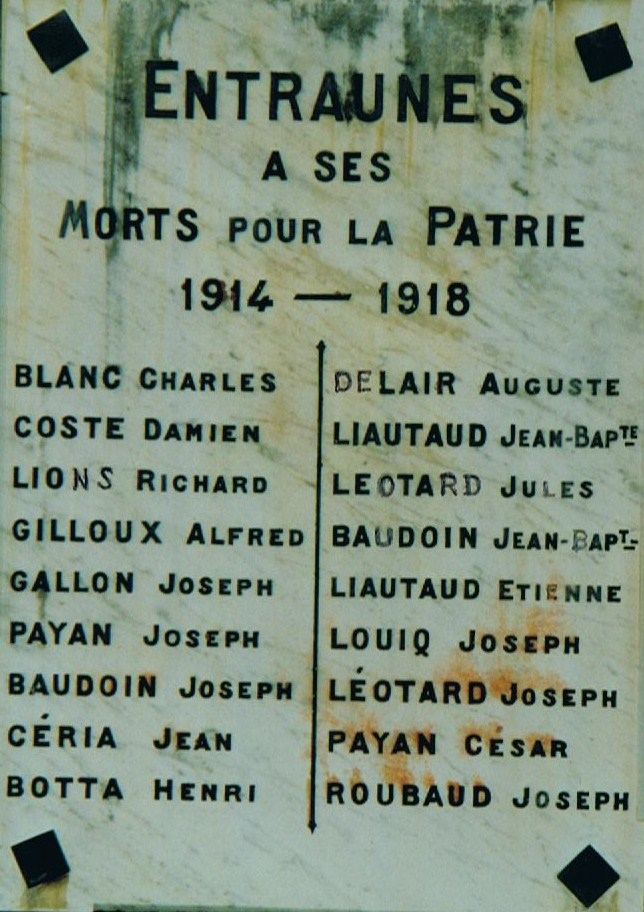
La plaque en marbre aux 18 noms du monument aux morts[46].
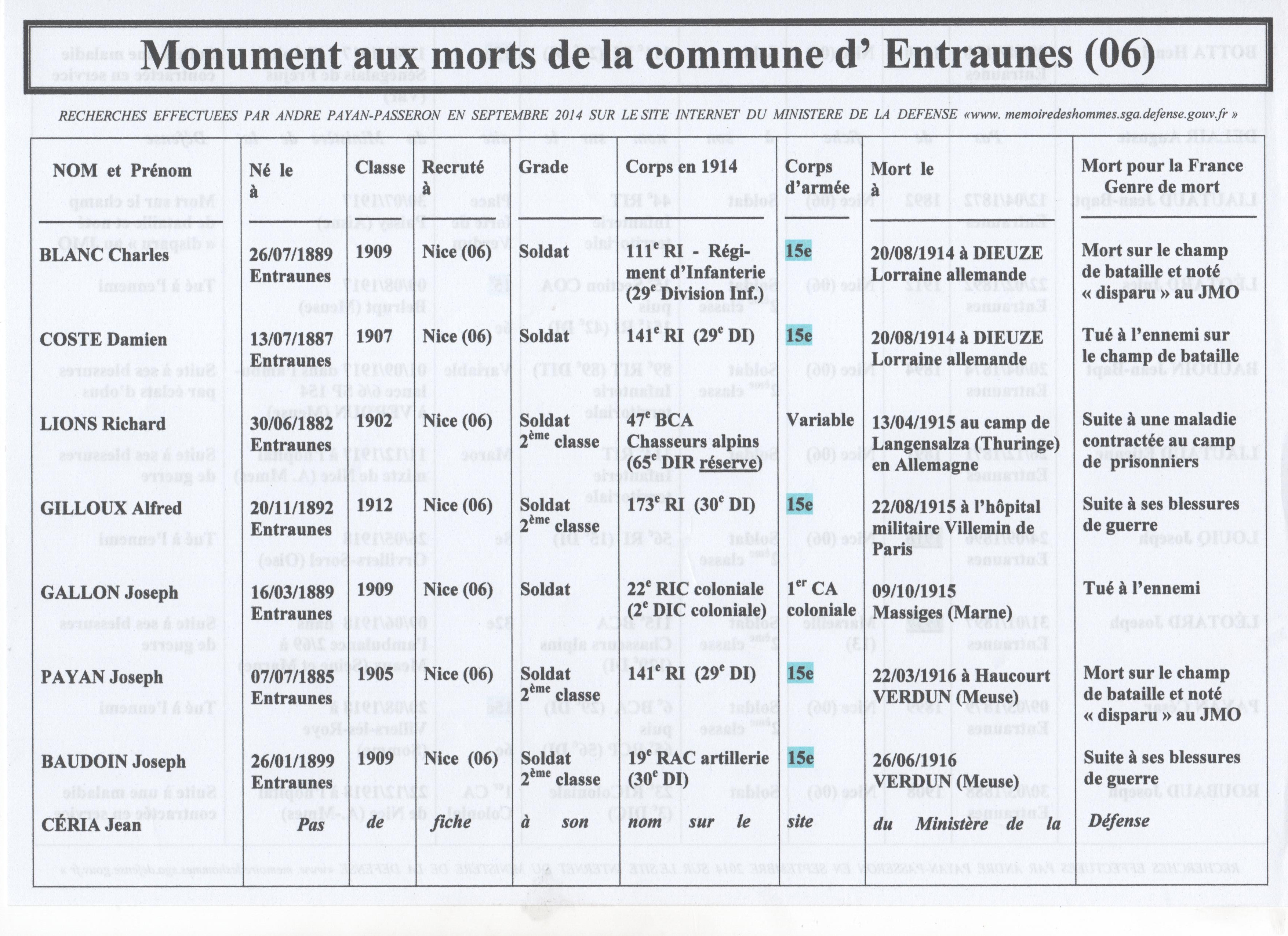
Tableau analytique des 8 premiers de la plaque aux 18 noms[47].
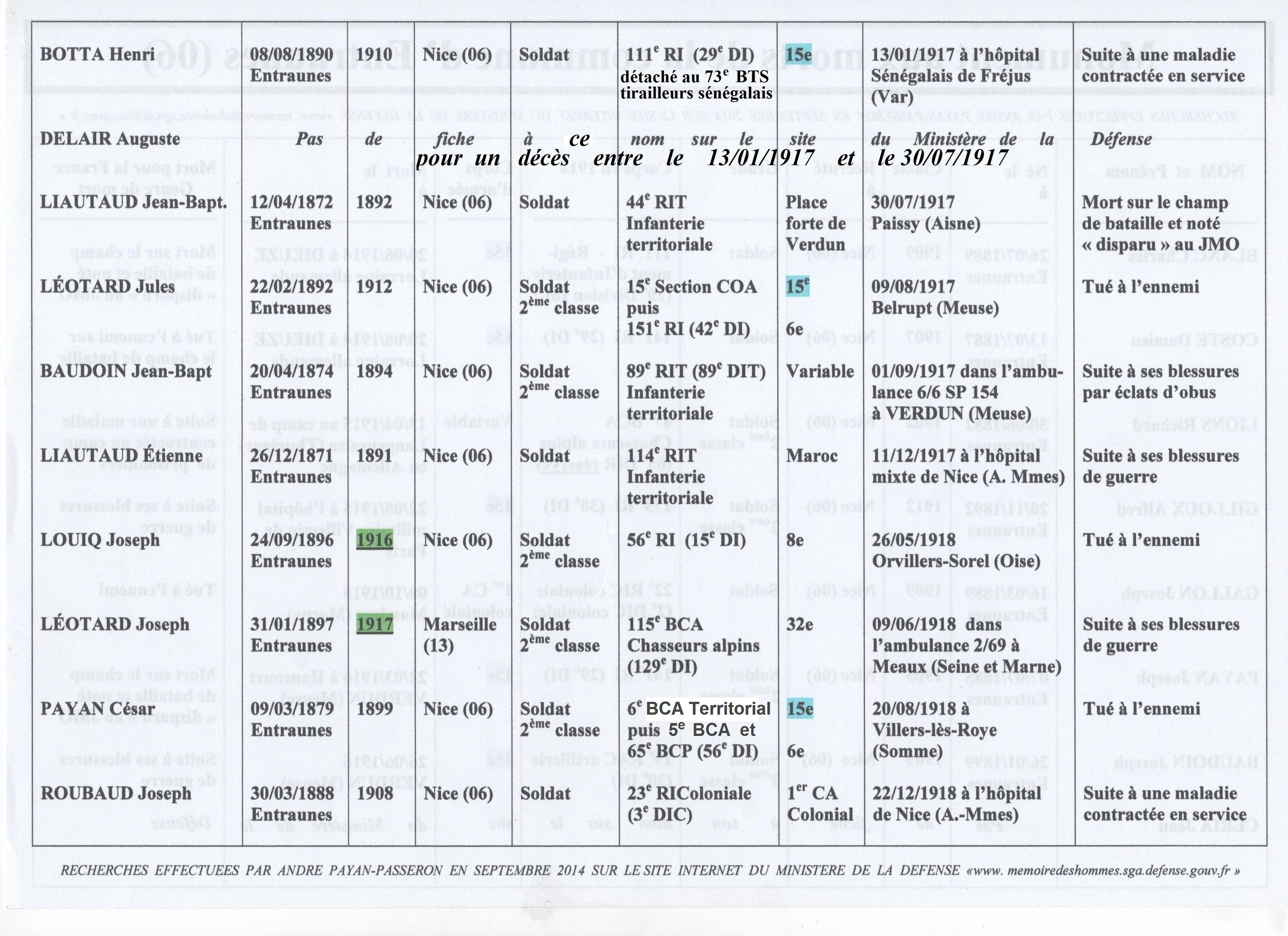
Tableau analytique des 10 autres de la plaque aux 18 noms[47].

À partir de la mobilisation du 1er août 1914, tous les hommes déclarés aptes seront progressivement mobilisés des plus jeunes aux plus vieux. Le tableau analytique des 18 noms du monument aux morts (en 2 parties ci-dessus) servant de référence, les plus jeunes sont mobilisés à l'âge de 20 ans et le plus âgé (affecté à un régiment d'infanterie territoriale - RIT) - Étienne Liautaud - né en décembre 1871 avait presque 46 ans à sa mort en décembre 1917 des suites de ses blessures de guerre. Sur ces 18 noms, seize sont nés à Entraunes et sont normalement enregistrés comme "Morts pour la France". Sur ces 16, six (37,5 %) ont été mobilisés dans des régiments d'infanterie (RI), trois (18,75 %) dans les bataillons d'élite de chasseurs alpins (BCA), trois (18,75 %) dans la "Territoriale" (RIT) compte tenu de leur âge (plus de trente cinq ans), deux (12,5 %) dans les régiments d'infanterie coloniale (RIC), un (6,25 %) dans l'artillerie de campagne (RAC armé des fameux canons de 75 mm) et un (6,25 %) dans une section des commis et ouvriers militaires d'administration (COMA).
Dix de ces "Morts pour la France" ont été mobilisés en août 1914 et sept d'entre eux (70 %) l'ont été dans des unités du 15e Corps d'armée. 15e Corps alors commandé par le général Espinasse (4 étoiles) originaire du département de l'Aude par son père lui aussi général. Et unités du 15e Corps alors présentes dans huit départements du Sud-Est de la France : Alpes-Maritimes, Var, Bouches-du-Rhône, Vaucluse, Basses-Alpes, Gard, Lozère et Corse. Sur ces 7 mobilisés d'août 1914 appartenant au 15e Corps d'armée, quatre appartiennent à sa 29e Division : 2 au 111e RI d'Antibes et 2 au 141e RI de Marseille. Les 3 autres faisant partie de la 30e Division : 1 au 173e RI de Corse, 1 au 19e RAC et 1 à la 15e section des COMA. Ces Méridionaux (Sud-Est) du 15e Corps font partie - avec les Lorrains du 20e Corps du général Foch et les Méridionaux (Sud-Ouest) du 16e Corps du général Taverna - de la 2e Armée française du général de Castelnau (5 étoiles) chargée en août 1914 de reconquérir la partie de la Lorraine annexée au Reich allemand depuis 1871.
Conformément au plan obsolète du GQG du généralissime Joffre, sept des Entraunois "Morts pour la France" (et donc la grande majorité des mobilisés entraunois) ont ainsi pénétré (avec la 2e Armée française) sur une vingtaine de kilomètres en Lorraine allemande du 14 au 19 août 1914 jusqu'au secteur de la forêt de Bride-Kerprich-Vergaville-Bidestroff. De ce fait, ils sont tombés dans le piège meurtrier du commandement allemand qui était de leur causer - en quelques jours - les plus grandes pertes humaines et matérielles possibles en attirant la 2e Armée jusqu'à leurs puissantes lignes de défense de Metz-Morhange-forêt de bride-Bénestroff-Bassing-Omnon-Cutting-Sarrebourg. Et le 20 août, la contre-offensive victorieuse de la VIe Armée allemande - surpuissante avec ses mitrailleuses et son artillerie lourde moderne aux nombreux canons à cadence rapide - obligea les trois Corps de la 2e Armée française à se replier d'une cinquantaine de kilomètres jusqu'à une ligne de défense piégeuse à trois compartiments. Ligne conçue par le général de Castelnau et approuvée par le généralissime Joffre (et son GQG) qui dut l'imposer au général Dubail (1ère armée). Et ligne à trois compartiments comprenant d'ouest en est (1) le secteur fortifié du Grand-Couronné assurant avec 5 divisions de réserve la défense de Nancy (en rive nord de la Meurthe), (2) la trouée de Lunéville ouvrant la nasse défendue par les 250 000 Français de six corps d'armée (20e, 15e, 16e, 8e, 13e et 21e) et organisée pour y piéger la 6e armée allemande, (3) le cours supérieur de la rivière Meurthe à partir de Bourupt-Baccarat. C'est ce jour-là, le 20 août 1914 dans la cuvette de Dieuze où résistèrent héroïquement les unités de leur 29e division de Nice, que les deux premiers Entraunois de la liste des 18 noms - Charles Blanc (25 ans) et Damien Coste (27 ans) - furent tués et accusés avec tous les Méridionaux du 15e Corps d'armée de porter la responsabilité de la défaite. 15e Corps ainsi diffamé et pris comme "bouc émissaire" par généralissime Joffre puis par le ministre de la Guerre Messimy (et son porte plume Gervais) pour ne pas avoir à rendre compte du fiasco de leur stratégie obsolète en Lorraine. 
Cependant dès le 25 août et jusqu'au 2 septembre 1914, ces mobilisés entraunois du 15e Corps participent à la 2e offensive en Lorraine et aux combats victorieux de Rozelieures, Lamath et Xermaménil. Mais brusquement, à partir du 3 septembre, ils doivent parcourir à pied en 4 jours 120 km vers l'ouest jusqu'à Bar-le-Duc où ils sont incorporés à la 3e Armée du général Sarrail pour participer à la gigantesque bataille de la Marne pour remporter la victoire de Revigny et poursuivre les forces allemandes en repli sur 41 km vers le nord jusqu'à Verdun où ils arrivent le 15 septembre 1914 en rive ouest de la Meuse dans le secteur Avocourt-Malancourt-Béthincourt-Forges où débute pour eux l'interminable guerre des tranchées.
À partir de 1915, quittant le 15e Corps pour le 38e Corps, la 30e Division est dirigée sur la Champagne avec notamment Joseph Baudoin (19e RAC) et Alfred Gilloux (173e RI) qui, blessé au combat, meurt le 22 août 1915 à l'hôpital militaire Villemin à Paris. La 29e Division - avec notamment Joseph Payan (141e RI) et Henri Botta (111e RI) - est restée dans le secteur ouest de Verdun au sein de la 3e Armée. Elle y assure la défense du sous-secteur Haucourt-Malancourt (avec le bois de Malancourt et la fameuse cote 304) lorsque les Allemands déclenchent la bataille de Verdun le 21 février 1916 en rive est de la Meuse avant d'attaquer à partir du 6 mars en rive ouest. Alors intégrée dans la 2e Armée sous les ordres du général Pétain (chargé d'assurer la défense « à tout prix » de Verdun), la 29e Division subit l'attaque victorieuse des forces allemandes surpuissantes en artillerie lourde et en effectifs avec le renfort d'une division bavaroise d'élite de 9 000 hommes. La défense du bois de Malancourt est alors assurée par 13 compagnies : six des douze du 111e RI d'Antibes d'Henri Botta, trois du 106e RIT de l'Isère et quatre du 258e RI d'Avignon. Le 20 mars 1916, après un bombardement infernal, les Allemands - profitant des faiblesses de la défense française dans le bois aux tranchées et abris bouleversés - utilisent un stratagème diabolique et s'emparent en un temps record de la totalité du bois de Malancourt qui leur ouvre l'accès à la côte 304 où sont positionnées les batteries lourdes françaises. Reprenant alors la propagande de l'ennemi claironnant que « 2 900 français non blessés se sont rendus sans combattre », le commandement français de la 29e Division accuse ses soldats de haute trahison pour ne pas avoir assuré - selon lui - la défense du bois de Malancourt. Et de ce fait, début 2017 sur Internet, reprenant les dires de Pierre Miquel, certains sites titraient encore : « 20 mars 1916 : la défaillance de la 29e Division ».
Pourtant, le général Pétain - commandant la 2e Armée et donc tout le secteur de Verdun en mars 1916 - avait écrit en 1929 : « l'ennemi [...] enlevait du 20 au 22 mars nos points d'appui du bois de Malancourt [...]. Il devait ce premier succès réel sur la rive gauche à la brillante conduite de la 11e division bavaroise, unité d'élite, dont l'irruption soudaine avait surpris nos troupes ». Philippe Pétain - alors maréchal de France - n'accuse en rien les soldats qui assuraient la défense du bois de Malancourt contrairement au général commandant la 29e Division qui, en mars 1916, a repris textuellement les assertions infamantes de la propagande ennemie pour proclamer que ses propres soldats seraient « à la fin de la guerre traduits en Conseil de Guerre » compte tenu de leur « lâcheté » et de leur « capitulation, désertion, abandon de poste en présence de l'ennemi ». 
Poursuivant leur offensive victorieuse, les Allemands s'emparent les deux jours suivants de tout le secteur limitrophe situé entre le bois et le village de Malancourt. Et c'est là que l'Entraunois Joseph Payan (1885-1916) meurt en héros le 22 mars 1916 sur le mamelon d'Haucourt avec ses camarades du 3e bataillon du 141e RI de Marseille. Sur les 16 « Morts pour la France » inventoriés, quatre sont morts à Verdun : en 1916 Joseph Payan le 22 mars et Joseph Baudoin du 19e RAC le 26 juin puis, en 1917, Jules léotard du 151e RI le 9 août et Jean-Baptiste Baudoin du 89e RIT le 1er septembre à l'âge de 43 ans. Le dernier à être « tué à l'ennemi » - le 20 août 1918 - est le chasseur alpin César Payan (1879-1918, Maire d'Entraunes de 1907 à 1918) du 65e BCP - un bataillon d'élite de chasseurs à pied de la 56e Division de réserve avec laquelle il participait à la grande offensive alliée de la Somme en août 1918. Offensive victorieuse des Alliès dite « des Cent-Jours » qui se termine avec la capitulation de l'Allemagne le 11 novembre 1918.

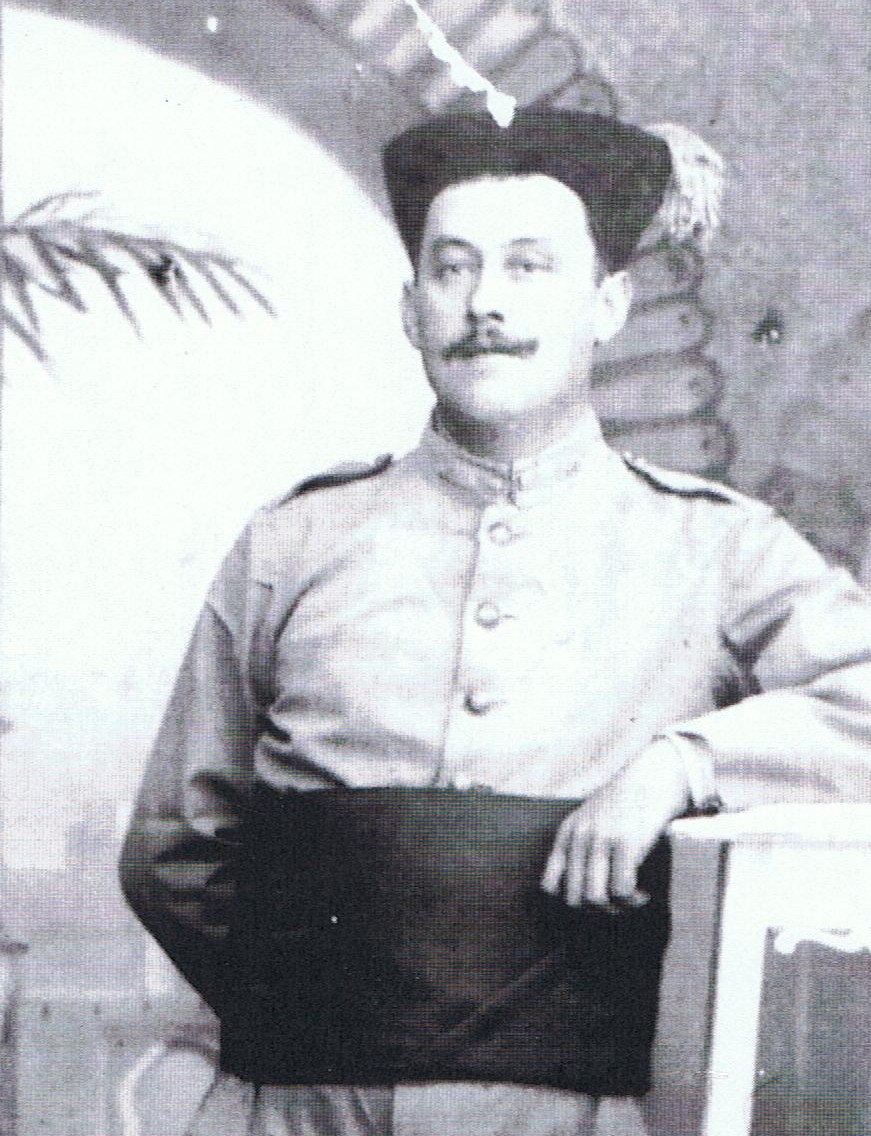
Henri en 1915, goumier mobilisé au Maroc protectorat français.
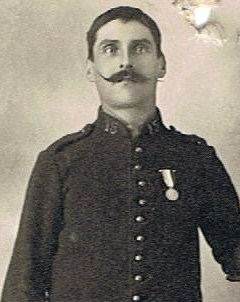
Adolphe en 1915, décoré après avoir été blessé.
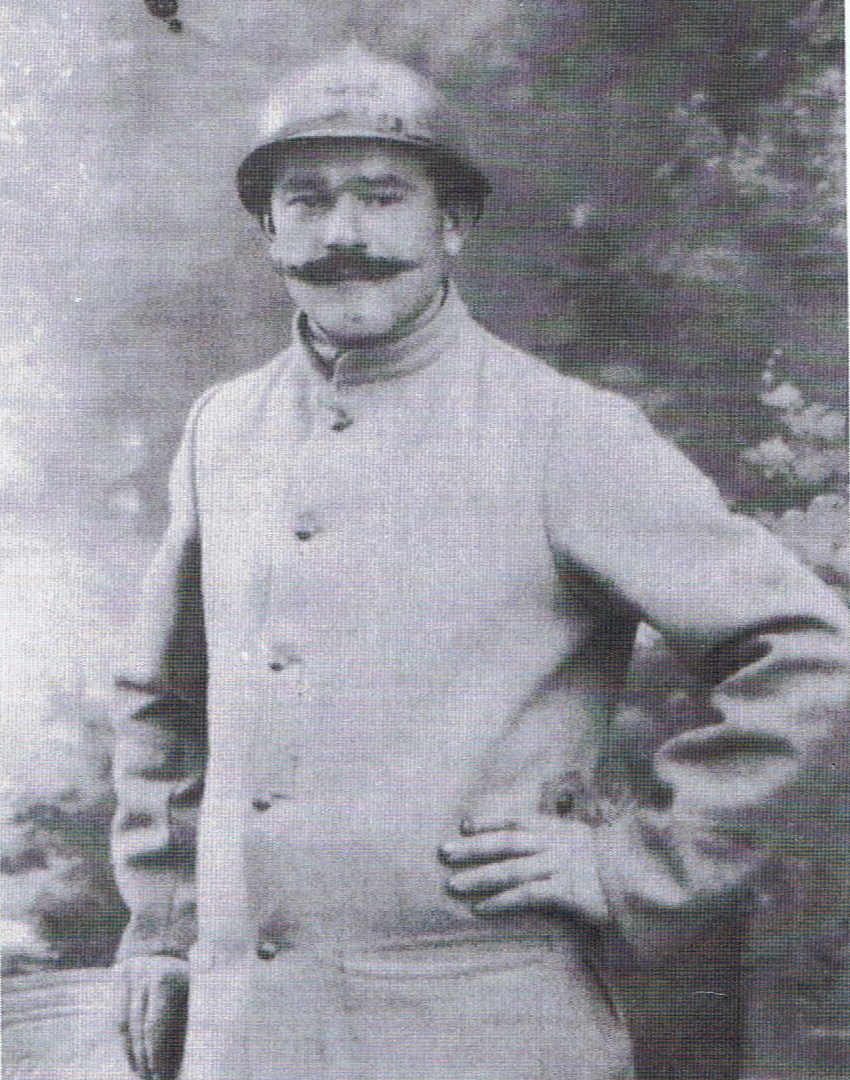
Eugène en 1915 ; fait prisonnier en septembre 1918 s'évade le 6 novembre.
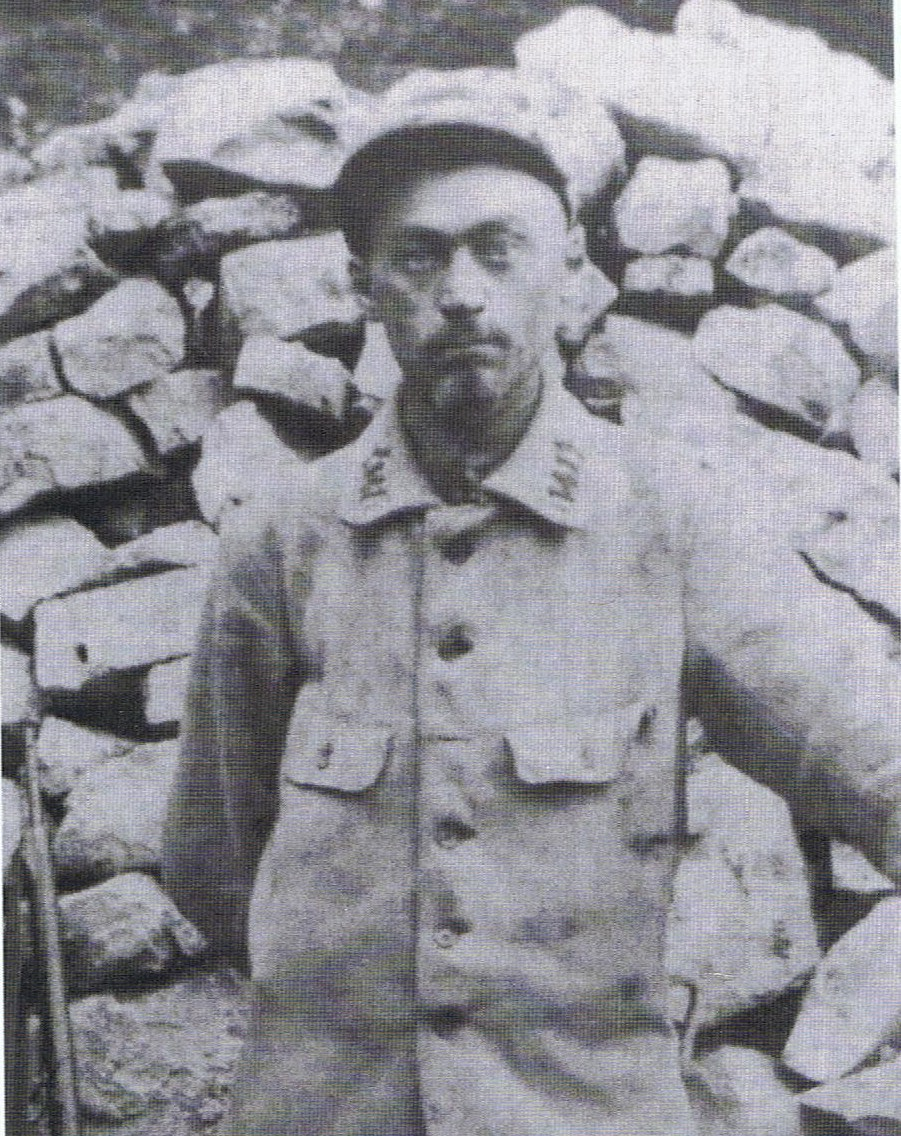
Joseph en 1915 ; mort en héros à Verdun le 22 mars 1916[55].
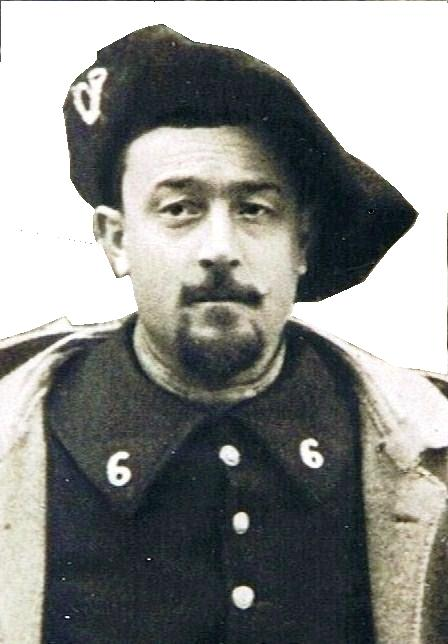
César en 1914 ; sera tué dans la Somme le 20 août 1918.
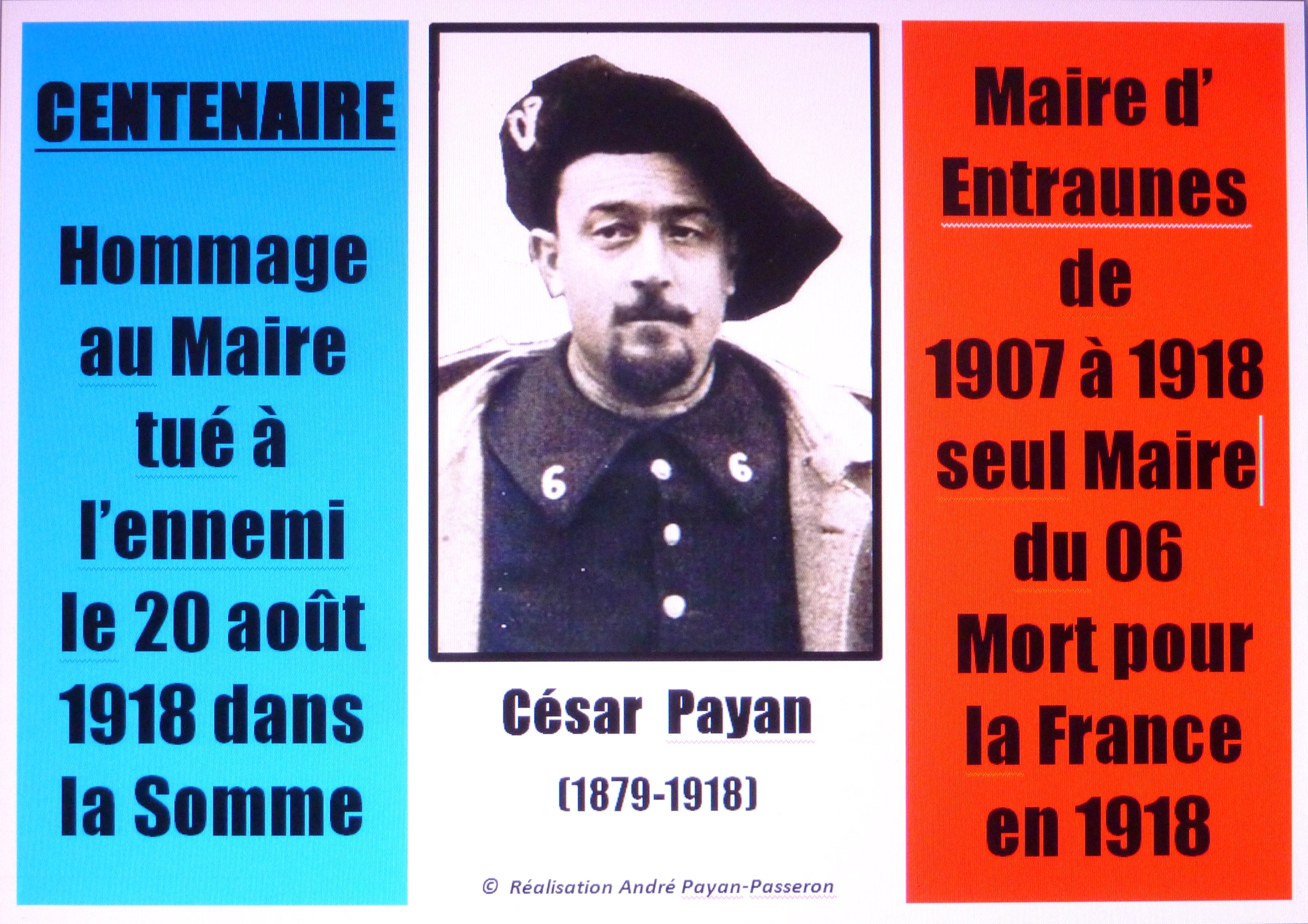
Carte mémorielle pour le centenaire de sa Mort pour la France.

Non seulement la guerre a bouleversé la vie des familles entraunoises mais elle a favorisé psychologiquement les décisions de départ de beaucoup des survivants et notamment des mutilés pensionnés de guerre à qui sont offerts des emplois prioritaires dans les villes de la Côte d'Azur. Villes dont la remise en marche de l'économie multiplie les offres d'emplois et amplifie donc le flux d'émigration notamment de veuves de guerre avec leurs enfants pupilles de la nation. C'est ainsi qu'au recensement de 1921, le nombre d'habitants chute à 304 alors qu'il était estimé à 420 en 1914 soit une baisse de 116 habitants (- 27 %) en 7 ans.
La ligne de tramway construite jusqu'à Guillaumes, déficitaire, n’est exploitée que de 1923 à 1929. Et, en 1938, dans sa traversée d'Entraunes, la route des Grandes Alpes (RN 202) franchira le Var par un nouveau pont qui modifie l'architecture du village avec notamment l'aménagement de deux nouvelles places.

### Au cours de la Seconde Guerre mondiale de 1939-1945 et depuis
De mémoire d'homme, de la défaite de 1940 à la Libération en 1944, on n'a jamais vu d'uniforme italien ou allemand à Entraunes. En effet, du 10 au 24 juin 1940, sur le front des Alpes, l'armée française des Alpes, sous le commandement du général René Olry, a parfaitement contenu l'offensive des forces italiennes. Et Entraunes se retrouve ainsi dans la zone sud dite libre de l'État français. À Entraunes, on ne verra ni les Italiens qui occupent le sud-est de la France à partir du 11 novembre 1942, ni les Allemands qui les remplacent brutalement à partir du 8 septembre 1943 à la suite de la capitulation de l'Italie.
Avec le débarquement allié en Normandie à partir du 6 juin 1944, le mot d'ordre des Forces françaises de l'intérieur - sous l'autorité politique du GPRF présidé par le général Charles de Gaulle - est celui de l'insurrection nationale. Le 9 juillet 1944, Beuil, Péone-Valberg, Guillaumes, Saint-Martin-d'Entraunes passent sous le contrôle des 150 FFI armés et du Comité départemental de libération (CLL) pour le Haut-Var insurgé. Leur quartier-général est installé à Beuil dans l'hôtel Edelweiss. Le 18 juillet, 700 militaires allemands s'engagent dans les gorges du Cians et de Daluis mais sont arrêtés par les FFI au niveau des deux ponts (du Pra-d'Astier et de Berthéou) qu'ils ont fait sauter les 7 et 8 juillet. Le lendemain, les Allemands, attaquant aussi par les crêtes, s'emparent du col de Roua et occupent Guillaumes le 21 juillet. Obligés de se replier, une partie des FFI arrive jusqu'à Entraunes où leurs blessés sont soignés dans l'hôtel Liautaud. Avec leurs 95 blessés, les soldats allemands évacuent Guillaumes le 24 juillet. Le Haut-Var ainsi libéré se trouve sous le contrôle des chefs locaux de la Résistance qui doivent organiser le ravitaillement par des réquisitions même après le débarquement allié des 15 et 16 août sur la côte provençale entre Hyères et Cannes. Et, début septembre 1944, des soldats américains arrivent ainsi sur la place d'Entraunes.
Les Entraunoises ont, pour la première fois, le droit de vote aux élections municipales d'avril-mai 1945 permettant l'élection d'une nouvelle municipalité.
La deuxième phase de développement touristique de 1945 aux années 1970 concerne surtout le hameau d'Estenc. Celui-ci s'ouvre alors aux sports d'hiver avec l'arrivée de sportifs azuréens, notamment du Club alpin français (CAF), la construction de l'hôtel « Relais de la Cayolle », des premiers chalets et même d'un petit téléski.
La troisième phase n'a qu'une existence virtuelle dans les années 1960-1970. Elle concerne, à 2 000 m d'altitude, un projet de station de sports d'hiver et de tourisme dans le site du cirque glaciaire de Sanguinière relevant du domaine privé de l'État géré par l'ONF. Projet dont la commune d'Entraunes concède la maîtrise d'ouvrage à une société privée qui ne peut le réaliser du fait notamment de l'opposition de l'État à tout échange de ses terrains domaniaux avec ceux de la commune d'Entraunes.
La quatrième phase, à partir de la fin des années 1970, est celle du parc national du Mercantour progressivement négocié et mis en place par l'État avant sa création officielle en 1979.

## Politique et administration

### Tendances politiques et résultats

#### Aux élections législatives de 2002
Au 1er tour, sur 216 inscrits il y a eu 147 votants soit un taux d'abstention de 31,94 %. Compte tenu des 3 votes blancs ou nuls, il y a eu finalement 144 suffrages exprimés qui se sont ainsi répartis sur 8 des 15 candidats :
43,75 % pour Christian Estrosi le candidat de l'UMP (33,30 au niveau national), 31,25 % pour Paul Cuturello candidat du PS-Verts-PRG (30,16), 12,50 % pour Jean Thiéry candidat du Front National (11,34), 7,64 % pour Jacques Tibéri candidat du PCF (4,82), 2,08 % pour Nadia Hameçha sans étiquette, 0,69 % chacun pour Pierre Mondolini de Génération écologie, Catherine Sackur des Alternatifs et Noura Slimane de Pôle républicain (1,19).
Au 2e tour du 16 juin 2002, sur seulement 75 suffrages exprimés, le candidat de droite Christian Estrosi (UMP) obtint 85,33 % à Entraunes et fut élu avec 84,04 % des voix au niveau de la 5e circonscription "Nice-Montagne" des Alpes-Maritimes. 14,67 % des suffrages entraunois allant au candidat d'extrême droite Jean Thiéry du Front national (15,96 dans la 5e circonscription).

#### À l'élection présidentielle de 2007
Au premier tour, sur 201 inscrits il y a eu 170 votants soit un taux d'abstention de 15,42 % seulement. Tous les votants ayant exprimé leur choix, les 170 suffrages exprimés se sont ainsi répartis sur 9 des 12 candidats :
37,06 % pour Nicolas Sarkozy candidat de l'UMP (31,18 au niveau national), 28,24 % pour Ségolène Royal candidate du PS (25,87), 12,94 % pour François Bayrou candidat du MODEM (18,57), 7,65 % pour Jean-Marie Le Pen candidat du Front National (10,44), 7,06 % pour Marie-Georges Buffet candidate du PCF (1,93), 2,35 % pour Dominique Voynet candidate des Verts (1,57), 2,35 % chacun pour José Bové (1,32) et Frédéric Nihous candidat du CPNT (1,15).
Au 2e tour du 22 avril 2007, sur 162 suffrages exprimés, le candidat de droite Nicolas Sarkozy (UMP) obtenait la majorité avec 51,23 % (contre 53,06 au niveau national) et devançait ainsi la candidate de gauche Ségolène Royal (PS) obtenant elle 48,77 % (contre 46,94 au niveau national).

#### Aux élections législatives du10 juin 2007
Au 1er tour, sur 204 inscrits, il y a eu 133 votants soit un taux d'abstention de 34,8 %. Avec 0 vote blanc ou nul, les 133 suffrages exprimés se sont ainsi répartis sur 10 des 14 candidats :
53,38 % pour Christian Estrosi candidat (élu au 1er tour) de l'UMP (39,54 au niveau national), 18,05 % pour Paul Cuturello candidat du PS (24,73), 9,02 % pour Jeannine Thiemonge candidate des Verts (3,25), 7,52 % pour Francis Tujague candidat du PCF (4,29), 4,51 % pour Pascale Gacem candidate d'extrême gauche (3,41), 3,01 pour Karine Lambert candidate de l'UDF-Mt démocrate (7,61), 1,50 % pour Bruno Ligonie candidat du Front National (4,29), 1,50 % pour Pierre-Antoine Plaquevent candidat d'extrême droite (0,39), 0,75 % pour Serge Gabry candidat écologiste (0,80) et 0,75 % pour Jean-Jacques Remond candidat de CPNT-Chasse Pèche Nature et Traditions (0,82).

#### Aux élections européennes du7 juin 2009
Sur 213 inscrits il n'y a eu que 73 votants soit un taux d'abstention de 65,73 %. Compte tenu des 5 votes blancs ou nuls, les 68 électeurs ayant exprimé leur suffrage ont voté pour les 9 listes suivantes :
35,29 % pour Europe-Écologie (16,3 au niveau national), 27,94 % pour l'UMP-liste de la majorité présidentielle (27,9), 13,24 % pour le Front de gauche (6,1), 7,35 % pour AEI-Alliance écologiste indépendante (3,6), 5,88 % pour le Modem-Mouvement démocrate (8,5), 4,41 % pour le NPA-Nouveau parti anticapitaliste (4,9), 2,94 % pour le Parti socialiste (16,5), 1,47 % pour LGDR-liste gaulliste Debout la République (1,8), 1,47 % pour Résistances (0,x).
Les 68 électeurs ayant exprimé leur suffrage n'ont donc accordé aucune voix aux 12 autres listes qui se présentaient. Les deux listes se réclamant de l'écologie obtiennent 42,64 % des suffrages exprimés contre 19,9 % au niveau national. Les quatre listes pouvant être classées à gauche obtiennent 55,88 % (contre 43,8 au niveau national) mais le Parti socialiste est laminé par le score d'Europe écologie animé par Daniel Cohn-Bendit, Eva Joly et José Bové. La liste de la majorité présidentielle (UMP) animée par Michel Barnier et Rachida Dati y fait le même score qu'au niveau national : 27,9 %.

#### Aux élections régionales demars 2010
Au 1er tour le 14 mars, sur 205 inscrits il n'y a eu que 91 votants soit un taux d'abstention de 55,61 %. Avec un vote blanc ou nul, les 90 suffrages exprimés se sont ainsi répartis sur 9 des 10 listes en présence : 28,89 % pour Europe-Écologie soit 16,4 points de mieux qu'au niveau national (12,46 %), 26,67 % pour l'UMP et ses alliés (26,3 %), 24,44 % pour le PS et ses alliés soit 5,1 points de moins (29,54 %), 7,78 % pour le Front de gauche soit 1,6 point de mieux (6,11 %), 4,44 % pour le Front national soit 7,1 points de moins (11,6 %), 2,22 % pour le Nouveau parti anticapitaliste NPA (2,4 %), 2,22 % pour l'Alliance écologiste indépendante, 2,22 % pour la Ligue du sud, 1,11 % pour Lutte ouvrière (1,1 %) et 0 % pour le MODEM qui n'a réalisé que 4,31 % au niveau national. Les 3 listes de gauche (qui vont fusionner pour le 2e tour) ont donc recueilli 61,11 % soit 11,2 points de mieux que la Gauche au niveau national (49,99 %).
Au deuxième tour le 21 mars, sur 205 inscrits, il y a eu 89 votants (2 de moins) soit un taux d'abstention de 56,59 % (+ 0,98 point). Avec 0 vote blanc ou nul, les 89 suffrages exprimés se sont ainsi répartis entre les 3 listes : 59,55 % à la liste d'union de Michel Vauzelle (PS et alliés, Europe Écologie et Front de gauche) soit 5,4 points de mieux qu'au niveau national (54,11 %), 35,96 % pour la liste UMP et alliés de Thierry Mariani (35,38 %) qui progresse de 9,3 points par rapport au 1er tour et 4,49 % pour la liste Front national de Jean-Marie Le Pen.

### Administration municipale et intercommunale
Depuis le 1er janvier 2014, Entraunes fait partie de la communauté de communes Alpes d'Azur. Elle était auparavant membre de la communauté de communes de Cians Var, jusqu'à la disparition de celle-ci lors de la mise en place du nouveau schéma départemental de coopération intercommunale.

### Liste des maires
| Période     | Période      | Identité                    | Étiquette | Qualité |
| ----------- | ------------ | --------------------------- | --------- | --- |
| 1904        | 3 mars 1907  | Joseph Gilloux              |           | Opposée au tracé rive est (gauche) de la route du col, sa municipalité démissionna le 04/11/1906                                                                                          |
| 3 mars 1907 | 20 août 1918 | César Ernest Payan          |           | Artisan menuisier-ébéniste, mort au champ d'honneur le 20 août 1918. De 1915 à 1918, le conseiller César Liautaud eut délégation pour remplacer le maire mobilisé                         |
| sept. 1918  | déc. 1919    | Clément Lions               |           | Conseiller désigné pour faire fonction de maire jusqu'aux élections municipales de déc. 1919                                                                                              |
| déc. 1919   | 1924         | Joseph Brun                 |           | Agriculteur |
| 1924        | 1925         | Clément Lions               |           | Agriculteur |
| 1925        | 1927         | Charles Gauthier            |           | Commerçant, préposé au reboisement, président du syndicat agricole |
| 1927        | 1935         | Clément Lions               |           | Agriculteur |
| 1935        | mai 1945     | Étienne Liautaud            |           | Hôtelier-restaurateur. Maintenu en fonction de 1940 à 1944 par les autorités de l'État français puis, secourant les résistants blessés dans son hôtel en juillet 1944, par celles du GPRF |
| mai 1945    | 1953         | Marcel Lions                |           | Agriculteur |
| 1953        | 1965         | François Gollé              |           | Chef d'entreprise du bâtiment et des travaux publics (BTP) |
| 1965        | 1977         | Marcel César Rodolphe Payan |           | Proviseur de lycée professionnel |
| 1977        | 1995         | Denis Sorba                 |           | Professeur puis principal de collège |
| 1995        | 2001         | Bernard Baudin              | CPNT      | Instituteur spécialisé - président de la Fédération départementale des chasseurs des Alpes-Maritimes                                                                                      |
| mars 2001   | mars 2008    | Daniel Demontoux            | Les Verts | Garde du parc national du Mercantour |
| mars 2008   | En cours     | Pierre Tardieu              | DVD       | Gérant de bureau d'étude |

### Budget et fiscalité 2023

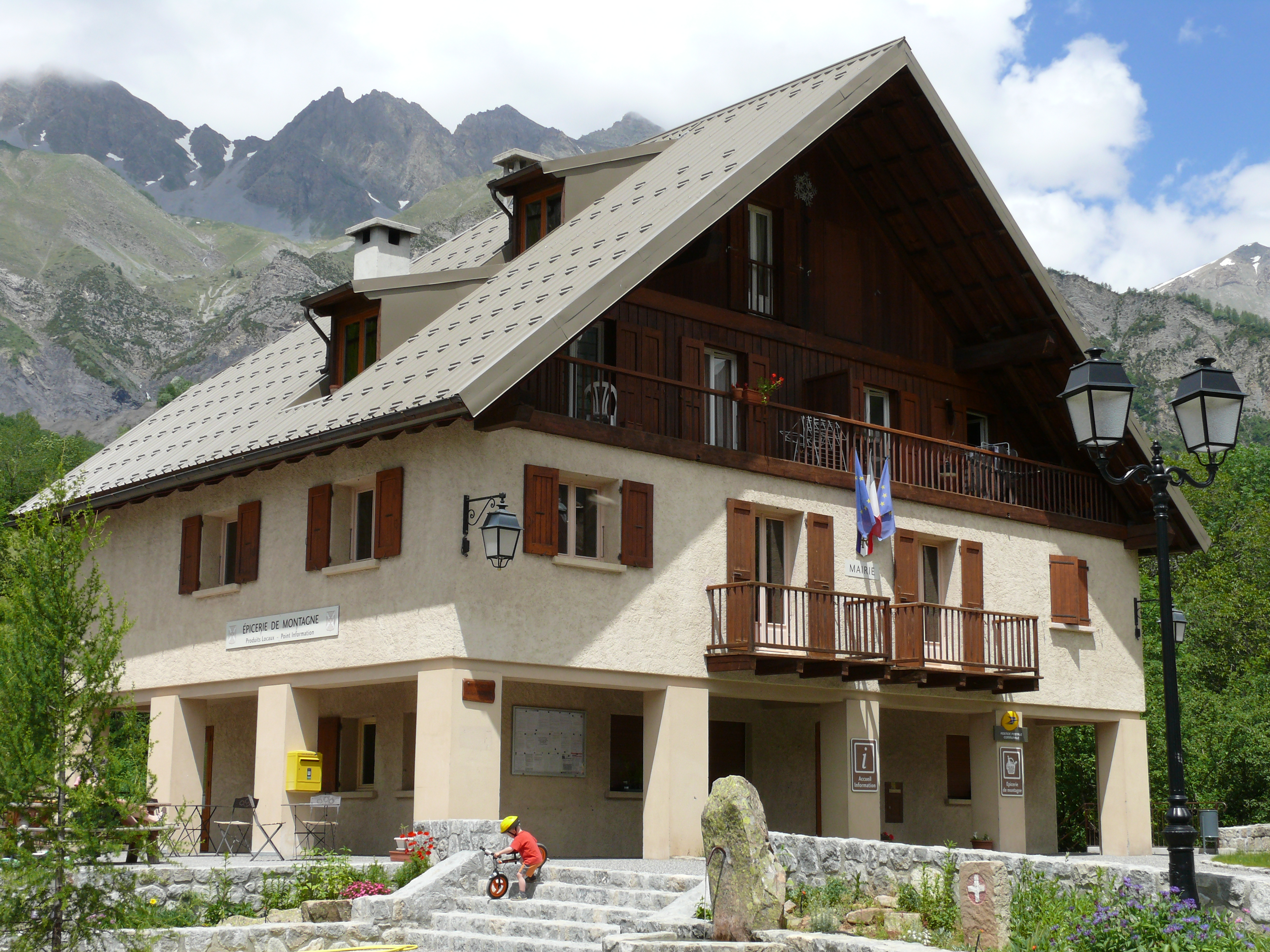
La mairie.

En 2023, le budget de la commune était constitué ainsi :
- total des produits de fonctionnement : 431 000 €, soit 2 969 € par habitant ;
- total des charges de fonctionnement : 332 000 €, soit 2 290 € par habitant ;
- total des ressources d'investissement : 242 000 €, soit 1 671 € par habitant ;
- total des emplois d'investissement : 401 000 €, soit 2 768 € par habitant ;
- endettement : 0 €, soit 1 € par habitant.

Avec les taux de fiscalité suivants :
- taxe d'habitation : 13,25 % ;
- taxe foncière sur les propriétés bâties : 18,00 % ;
- taxe foncière sur les propriétés non bâties : 17,22 % ;
- taxe additionnelle à la taxe foncière sur les propriétés non bâties : 0,00 % ;
- cotisation foncière des entreprises : 0,00 %.

### Politique environnementale
La commune d’Entraunes, classée « porte » du parc national du Mercantour, y est incluse en totalité. Plus de la moitié de son territoire étant situé dans sa zone cœur (ex-zone centrale) et le reste dans son aire d'adhésion (ex-zone périphérique) selon la nouvelle terminologie (loi d'avril 2006). La protection des paysages comme de la flore et de la faune y a été renforcée et leur gestion très réglementée et encadrée sous l'autorité du parc. C'est ainsi que le parc national du Mercantour y a permis l'augmentation du nombre des chamois et y a assuré la réintroduction des bouquetins tandis que la fédération des chasseurs y effectuait un confortement de la population de cervidés. Cette richesse faunistique remarquable ne pouvait qu'attirer les loups revenus naturellement dans cette partie du parc national du Mercantour où ils font de régulières incursions. La commune d'Entraunes fait partie du réseau Natura 2000 : sa zone cœur faisant partie du « site Mercantour » alors que son aire d'adhésion fait partie du « site à chauves-souris des Entraunes » en cours de validation.
La commune se compose de 105,56 hectares de territoires agricoles (1,32 %) et 7 898,88 hectares de forêts et milieux semi-naturels (98,69 %).
Espaces naturels :
- Trois espaces protégés hors Natura 2000 :

Parc national, zone cœur,
Parc national, aire d'adhésion,
Roche Grande. Réserve intégrale de parc national.
- Trois espaces protégés Natura 2000 :

Entraunes,
Le Mercantour SIC,
Le Mercantour ZPS.
- Huit zones naturelles d'intérêt écologique, faunistique et floristique (Znieff) :

Bassin de la Haute Tinée,
Massif de Chamoussillon - Bois de la Moulière - Devens D'Estenc,
Mont Saint-Honorat - Aiguilles de Pélens - Tête de l'Encombrette,
Montagnes des Muletiers, des Adroits, de Noncière et de Grand Paul - La Frema,
Vallon de Jalorgues - Crète du Content,
Le Var et ses principaux affluents,
Massif du Mont Pelat - Col de la Cayolle - Versanrts en rive droite du Haut Bachelard - Gorges du Bachelard - Vallons des Agneliers et de Paluel,
Mont Pelat - Plateau du Laus - Lac d'Allos.

### Jumelages
Pas de jumelage à notre connaissance.

## Population et société

### Démographie

#### Évolution démographique
L'évolution du nombre d'habitants est connue à travers les recensements de la population effectués dans la commune depuis 1793. Pour les communes de moins de 10 000 habitants, une enquête de recensement portant sur toute la population est réalisée tous les cinq ans, les populations de référence des années intermédiaires étant quant à elles estimées par interpolation ou extrapolation. Pour la commune, le premier recensement exhaustif entrant dans le cadre du nouveau dispositif a été réalisé en 2007.

En 2022, la commune comptait 130 habitants, en évolution de +1,56 % par rapport à 2016 (Alpes-Maritimes : +2,85 %, France hors Mayotte : +2,11 %).
| 1793 | 1800 | 1806 | 1822 | 1838 | 1848 | 1858 | 1861 | 1866 |
| ---- | ---- | ---- | ---- | ---- | ---- | ---- | ---- | ---- |
| 642  | 582  | 613  | 654  | 675  | 572  | 483  | 479  | 454  |

| 1872 | 1876 | 1881 | 1886 | 1891 | 1896 | 1901 | 1906 | 1911 |
| ---- | ---- | ---- | ---- | ---- | ---- | ---- | ---- | ---- |
| 436  | 412  | 401  | 406  | 396  | 375  | 359  | 371  | 403  |

| 1921 | 1926 | 1931 | 1936 | 1946 | 1954 | 1962 | 1968 | 1975 |
| ---- | ---- | ---- | ---- | ---- | ---- | ---- | ---- | ---- |
| 304  | 268  | 233  | 234  | 201  | 142  | 141  | 103  | 122  |

| 1982 | 1990 | 1999 | 2006 | 2007 | 2012 | 2017 | 2022 | - |
| ---- | ---- | ---- | ---- | ---- | ---- | ---- | ---- | - |
| 121  | 127  | 125  | 128  | 128  | 120  | 138  | 130  | - |

Analyse de l'évolution démographique depuis le XVIIIe siècle : à Entraunes, le premier recensement complet n'a été réalisé qu'en 1718, la commune comptait alors 660 habitants. Avant cette date, les recensements ne décomptaient que les « feux » et donc, éventuellement, les noms des chefs de famille.

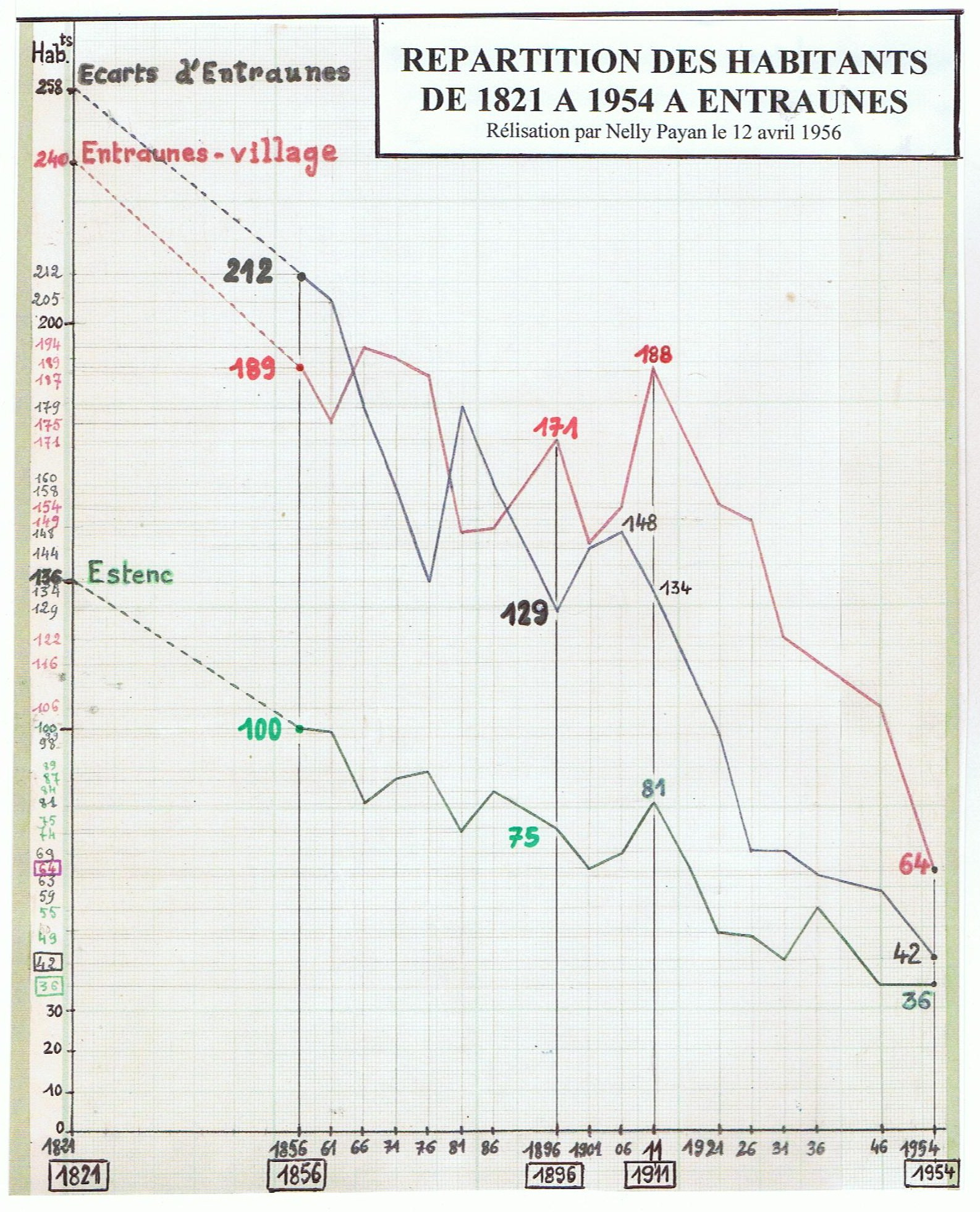
Évolutions de 1821 à 1954 1) des écarts du chef-lieu, 2) du chef-lieu et 3) du bassin d'Estenc.

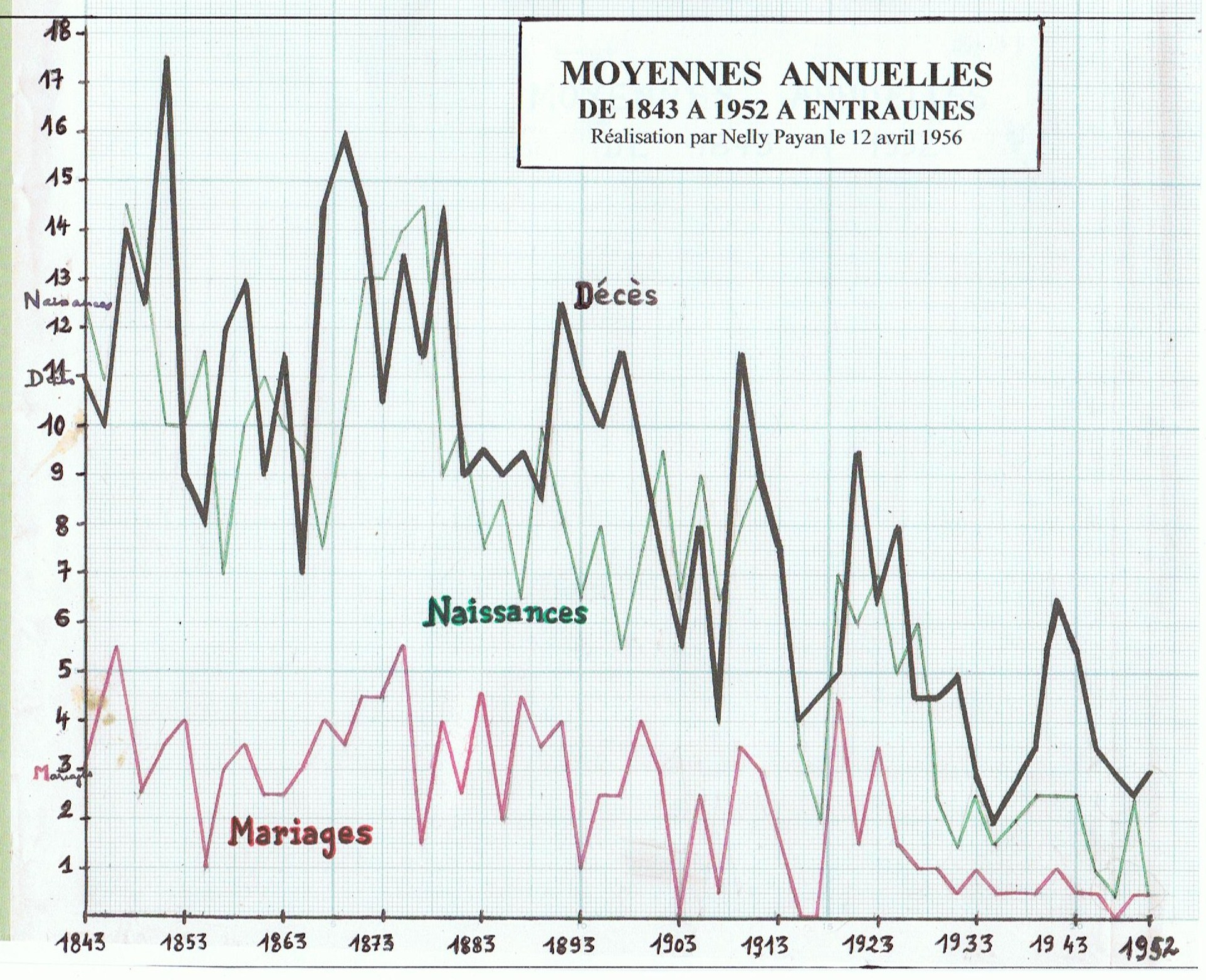
Évolutions de 1843 à 1952 1) des décès, 2) des naissances et 3) des mariages.

Le maximum démographique est atteint dès 1776 avec 671 habitants. Soit 55 ans avant la commune voisine d'Allos (1 513 habitants en 1831) aux sources du Verdon et 74 ans avant les débuts de l'exode rural en France où le maximum de population rurale est atteint en 1850 avec 26,8 M de ruraux.
C'est qu'à Entraunes, toutes les terres agricoles disponibles (à faible productivité) sont alors exploitées et se révèlent insuffisantes en vallée de haute montagne. D'autant plus que, limitant jusqu'alors l'émigration, les compléments de revenus fournis par la production familiale de drap (avec des métiers à tisser à main) subissent - sur le marché régional - la concurrence des textiles en coton comme des filatures de laine dont certaines dans le Lyonnais commencent même à se mécaniser. Ce à quoi s'ajoute le processus de concentration des exploitations qu'accentuera la révolution industrielle. Les propriétaires aisés achètent les terres qu'ils convoitent afin d'agrandir leurs exploitations et donc leurs troupeaux d'ovins qui leur procurent agneaux à vendre et laine à filer et à tisser. Et cela aux dépens des cultures vivrières. De ce fait, les petits paysans obligés de vendre comme les garçons et les filles en surnombre (compte tenu du droit d'aînesse) sont, proportionnellement, de plus en plus nombreux à devoir partir pour se placer parfois fort loin jusqu'à Turin, Marseille et Lyon voire au-delà.
À partir de 1776 donc, les départs et les décès vont l'emporter définitivement sur les naissances et les arrivées. Le nombre d'habitants va donc décroître inexorablement excepté durant deux courtes périodes. Celle de 1901 à 1914 avec les travaux, financés par l'État, de reforestation et de construction de la route du col de la Cayolle. Et celle de 1931 à 1945 avec la crise dite de 1929 et la guerre.

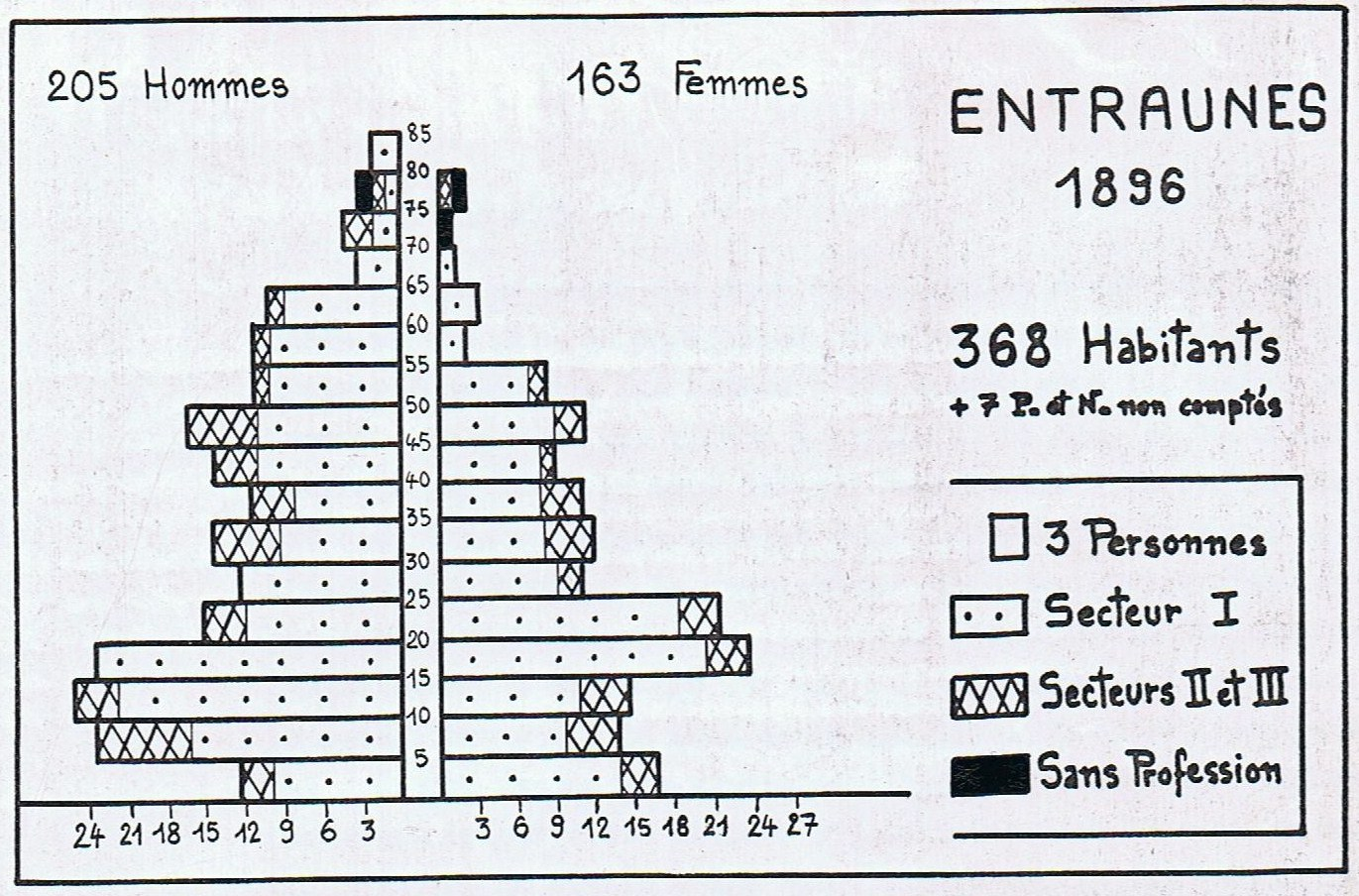
Pyramide des âges en 1896.

C'est ainsi qu'en 1896, cent vingt ans après son maximum, la population de la commune ne compte plus que 375 habitants soit moitié moins. Et sa pyramide des âges est alors celle d'une communauté agricole déjà vieillissante et écornée par l'exode rural avec 93 femmes pour 122 hommes de plus de 20 ans. Près de 85 % de ses actifs relèvent alors des seules activités agricoles. Agriculture qui dispose encore de 213 actifs - hommes et femmes, jeunes et adultes - avec ses 60 foyers de propriétaires exploitants, son seul foyer de fermier, ses 17 ouvriers agricoles, ses 14 journaliers et ses 7 bergers. Les actifs non agricoles ne sont plus que 38 soit 15 % du total seulement. Dix-neuf le sont dans l'artisanat de production avec 3 actifs dans deux moulins, 1 bourrelier, 1 maréchal-ferrant, 1 machiniste, 3 maçons, 3 menuisiers, 3 cordonniers, 2 tailleurs d'habits et 2 couturières. Et les dix-neuf autres le sont dans les services : 2 employées, 1 épicerie avec 2 actifs, 1 boucherie avec deux actifs, 2 hôtels-restaurants avec 4 actifs et 9 fonctionnaires (1 seul curé mais 1 instituteur (Henri Payan) et 4 institutrices, 1 facteur, 1 cantonnier et 1 garde forestier). Il n'y a plus de notaires comme en 1776 et la communauté entraunoise a donc déjà considérablement évolué.

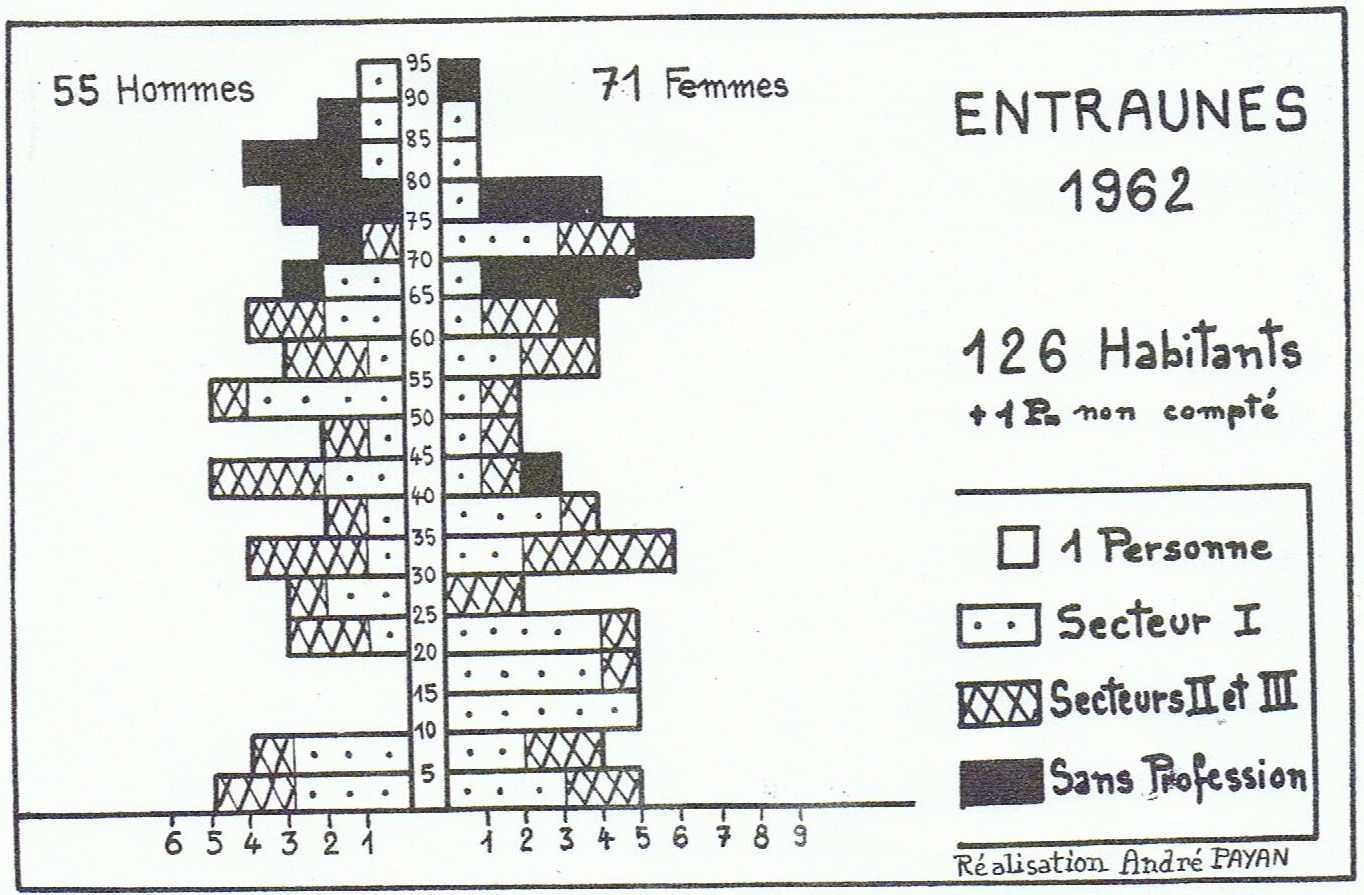
Pyramide des âges en 1962.

Au recensement de 1921, le nombre d'habitants chute à 304 alors qu'il était estimé à 420 en 1914 soit un recul de 116 habitants (- 27 %) en 7 ans seulement. C'est qu'aux 18 tués de la guerre 1914-1918 s'ajoute un exode rural amplifié par le départ de nombreux mutilés, veuves de guerre et orphelins pupilles de la nation qui acceptent les emplois prioritaires qu'on leur propose dans les villes de la Côte d'Azur.
En 1962, près de deux siècles après son maximum démographique de 1776, la commune ne compte plus que 127 habitants seulement. Les effectifs de sa population, divisés par six, ont donc diminué de 83 %. Et sa pyramide des âges n'est plus que celle d'une communauté résiduelle vieillie dont les dix exploitants agricoles âgés n'ont alors plus de successeurs.
À partir des années 1970-1980, ce sont les arrivées (nouveaux venus s'y installant et Entraunois retournant y passer leur retraite) qui compensèrent plus ou moins les départs (surtout des jeunes) et le déficit des naissances par rapport aux décès. Ces arrivées, notamment de couples avec enfants, vont redonner un peu de vie à la commune et vont permettre d'y maintenir ouverte son école à classe unique.
Comparaison de la pyramide des âges de l'année 1982 avec celle de l'année 1999
En 1982, vingt ans après, l'évolution positive est déjà manifeste.

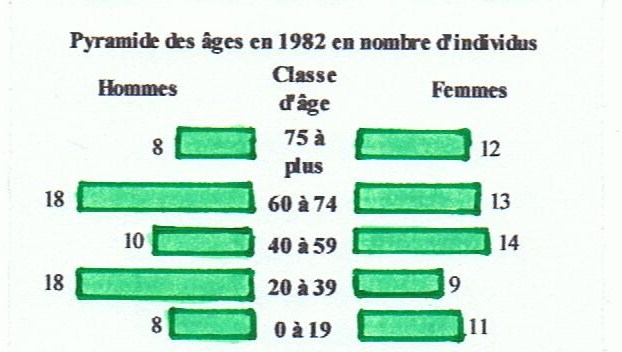

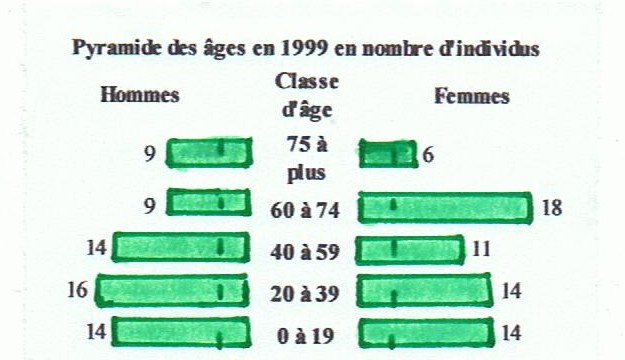

Et de 1982 à 1999, l'évolution de la pyramide des âges de la commune d'Entraunes témoigne d'un rajeunissement certain. En effet, la tranche des jeunes de 0 à 19 ans progresse de 19 à 28 individus soit de + 47,4 %. Tandis que la tranche des personnes âgées de 75 ans et plus régresse de 20 à 15 individus soit de - 25 %.
La répartition en 2004 des 53 Ménages selon le nombre de personnes qui les composent
| Ménages de :                | 1 personne | 2 pers. | 3 pers. | 4 pers. | 5 pers. | 6 pers. ou + |
| --------------------------- | ---------- | ------- | ------- | ------- | ------- | ------------ |
| Entraunes                   | 30,2 %     | 32,1 %  | 20,8 %  | 9,4 %   | 5,7 %   | 1,9 %        |
| Moyenne Nationale           | 31 %       | 31,1 %  | 16,2 %  | 13,8 %  | 5,5 %   | 2,4 %        |
| Sources des données : INSEE |            |         |         |         |         |              |

En 2004, les données de la ligne « Entraunes » du tableau chiffrent en pourcentage la répartition des 53 ménages selon le nombre de personnes qui compose chacun d'eux. Répartition quasiment identique d'ailleurs à celle du niveau national. De ce point de vue, la population entraunoise, ne présentant pas de caractère particulier, témoigne bien de l'évolution de la population française.

### Enseignement
Le bâtiment à trois niveaux de l'école communale actuelle et sa grande cour ont été aménagés durant l'entre-deux-guerres. Les effectifs actuels sont suffisants pour maintenir ouverte sa classe unique.

### Manifestations culturelles et festivités
L'évolution de la fête patronale au XXe siècle : mis à part les fêtes religieuses traditionnelles, la grande fête à la fois profane et religieuse de la communauté entraunoise était celle de la fête patronale de la Nativité. Pour la partie religieuse, la grand-messe était célébrée le dimanche en fin de matinée dans l'église paroissiale pleine à craquer. Il y avait aussi une procession dans les rues du village. À partir des années 1920, à la sortie de la messe et en présence des autorités civiles et religieuses, on prit l'habitude de se recueillir devant le monument aux morts. Pour la partie essentiellement profane, il y avait d'abord les aubades en tout début de matinée. Aubades permettant aux musiciens de jouer devant les maisons et aux membres du comité des fêtes d'y pénétrer pour y recevoir les dons en argent nécessaires pour payer l'orchestre et les autres dépenses. Après la messe, on se réunissait sur la terre battue de la place de la Mairie (place César-Payan) puis, à partir de l'entre-deux-guerres, de la cour de l'école agrémentée pour la circonstance de sapins et de guirlandes de buis. On y écoutait les discours avant de boire l'apéritif d'honneur. L'après-midi ou le soir, on y revenait en famille pour le bal animé par l'orchestre installé sur une estrade et accompagné le plus souvent d'une chanteuse ou d'un chanteur.
Cette fête patronale avait lieu alors courant septembre lorsque les vacances scolaires d'été duraient de la veille du 14 juillet au 1er octobre jour de la rentrée. Mais, l'avancée de la rentrée scolaire décidée par l'État entraîna alors une bien moindre fréquentation du « festin » car la plupart des estivants étaient alors partis et les recettes ne suffisaient plus à payer l'orchestre. C'est pourquoi, en 1960, le comité des fêtes décida d'en avancer la date au mois d'août et d'en négocier les modalités avec les autres communes de la vallée. Son président Georges Blanc et André Payan obtinrent l'accord des autres présidents pour que le « festin » d'Entraunes se tienne les samedi et dimanche après les festivités du 15 août à Guillaumes. Ainsi fut sauvée ladite fête patronale et son concours de boules.

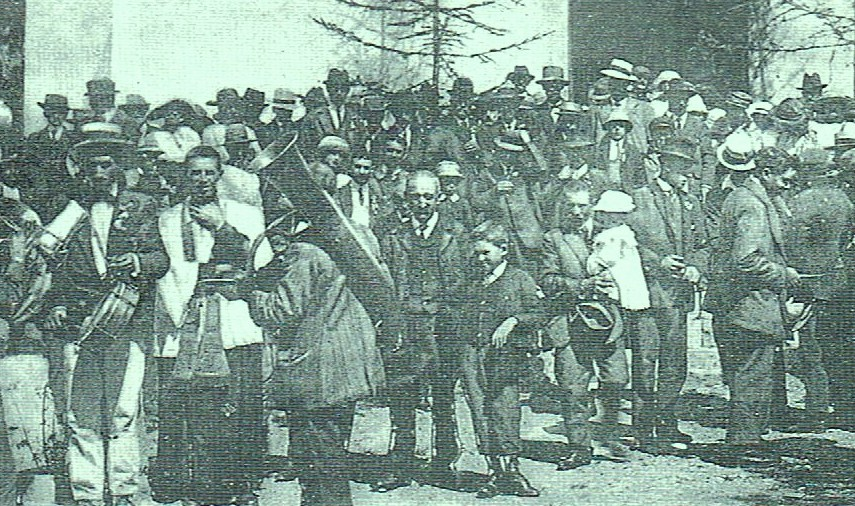
Fête patronale de la Nativité (années 1900). Sortie de la messe en l'église paroissiale.
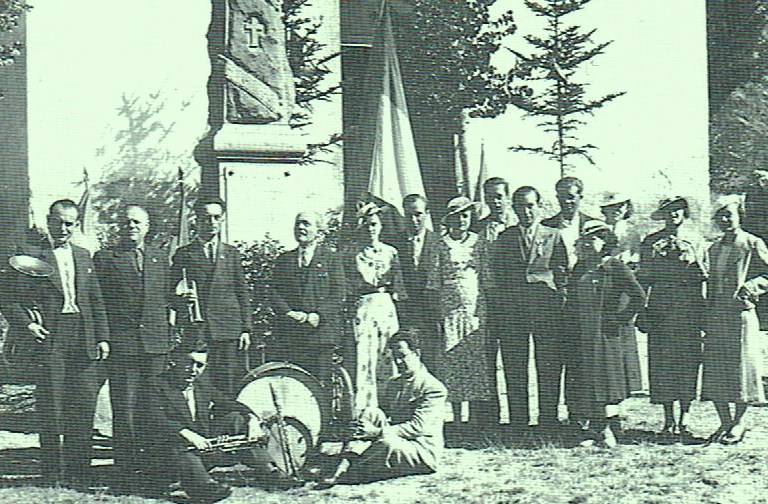
Fête patronale de la Nativité (années 1930). Autorités, comité des fêtes et musiciens.
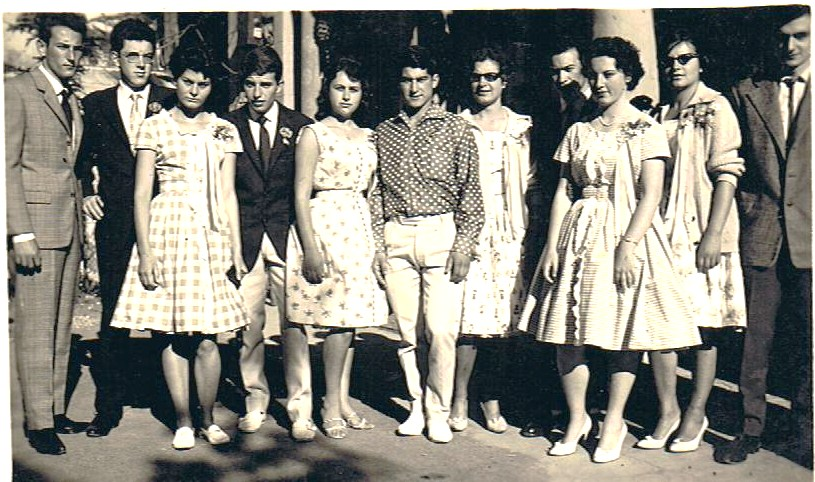
Comité des fêtes d'Entraunes ayant organisé la nouvelle fête patronale en août 1960.
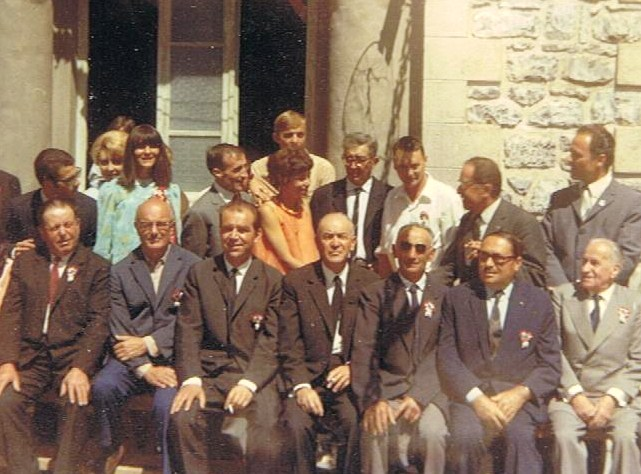
Fête patronale 1967, les élus avec Charles Ginésy (assis, 3e à partir de la gauche) et le maire.

C'est en 1967 que le comité présidé par André Payan décida, avec les bénéfices réalisés, de commander le parquet démontable réalisé par la menuiserie des frères Maurice et Claude Payan et sur lequel on put enfin danser normalement l'année suivante. Tous les comités qui suivirent s'attachèrent à améliorer les équipements matériels comme les animations proposées. Après le parquet, l'autre grande innovation fut l'achat et l'installation, par l'équipe d'Albert Bazzaro, du chapiteau protégeant toute la cour de l'école tant des intempéries que du froid ou des ardeurs du soleil durant la fête patronale fréquentée par tous les jeunes et joueurs de boules de la vallée.

### Santé
Le médecin, dont le cabinet est installé au chef-lieu de canton à Guillaumes, se déplace jusqu'à Entraunes. La pharmacie la plus proche est elle aussi implantée à Guillaumes à 18 km d'Entraunes.

### Sports et loisirs
Mis à part le ski alpin, d'autres sports d'hiver sont pratiqués dans la commune d'Entraunes, notamment à Estenc (ski de fond) et dans le cirque de Sanguinière ou ailleurs (raquettes et ski de randonnée).
Hors période hivernale, la marche à pied se pratique sur tous les sentiers balisés dans la zone centrale du parc comme dans la zone périphérique (GR 52A). Mais aussi l'escalade de barres rocheuses, le deltaplane à la Bouisse et, dans la clue classée du Chaudan, le canyoning très réglementé.
Dans la zone périphérique du parc national uniquement et durant les périodes autorisées, la pêche à la truite et la chasse réglementée notamment des ongulés (sangliers, chamois, cerfs, etc.).
À l'automne, la cueillette des champignons dans la zone périphérique du parc national.

### Cultes
- Culte catholique, Paroisse Saint-Jean-Baptiste[83] Diocèse de Nice.

## Économie

### Revenus de la population et fiscalité
En 2010, le revenu fiscal médian par ménage était de 26 167 €, ce qui plaçait Entraunes au 21 047e rang parmi les 31 525 communes de plus de 39 ménages en métropole.
Chiffres clés Revenus et pauvreté des ménages en 2021 : médiane en 2021 du revenu disponible, par unité de consommation.

### Emploi
Le nombre d'adultes hommes et femmes s'élevant alors à 60 et celui des actifs à 45, le taux d'activité était donc de 75 %. Ces 45 actifs se répartissaient en 20 ouvriers, 15 employés et 10 artisans, commerçants et professions libérales. Quarante d'entre eux avaient un emploi et 5 étaient à la recherche d'un emploi soit un taux de chômage de 11,1 % supérieur à la moyenne nationale.
Répartition des emplois par domaine d'activité
|                             | Agriculteurs | Artisans, commerçants, chefs d'entreprise | Cadres, professions intellectuelles | Professions intermédiaires | Employés | Ouvriers |
| --------------------------- | ------------ | ----------------------------------------- | ----------------------------------- | -------------------------- | -------- | -------- |
| Entraunes                   | 0 %          | 22,2 %                                    | 0 %                                 | 0 %                        | 33,3 %   | 44,4 %   |
| Moyenne Nationale           | 2,4 %        | 6,4 %                                     | 12,1 %                              | 22,1 %                     | 29,9 %   | 27,1 %   |
| Sources des données : INSEE |              |                                           |                                     |                            |          |          |

### Entreprises de l'agglomération
En 2004, il n'y a eu qu'une seule entreprise créée ce qui a placé cette année-là la commune au 22 755e rang au niveau national (sur 36 000 communes) pour les créations d'entreprises. La commune a atteint un nombre d'établissements total de 10 qui se répartissent de la façon suivante : deux entreprises dans le domaine de l'énergie, trois dans la construction, une dans le commerce, une dans les services aux entreprises et enfin trois pour les services aux particuliers.
En octobre 2010, la ferme l'Oustamura qui était à l'abandon est reprise par Corinne Van Themsche, apicultrice, qui y élève également des chèvres cachemire et propose un hébergement dans 3 yourtes situées en montagne.

### Commerces
Au village, une épicerie et l'hôtel-restaurant « Auberge de Roche-Grande » sur la place de la mairie ainsi que des gîtes ruraux communaux et privés dont les yourtes de l'Oustamura, ferme d'altitude.
À Estenc, l'auberge-hôtel « Le Relais de la Cayolle » et plusieurs gîtes et refuges dont le « Refuge de la Cantonnière », le gîte d'étape des Louiqs (Daniel Ferran).
À l'ubac du col de la Cayolle et en saison estivale seulement, le refuge-auberge (ex-« La Bretonne ») du parc national.

## Culture locale et patrimoine

### Lieux et monuments

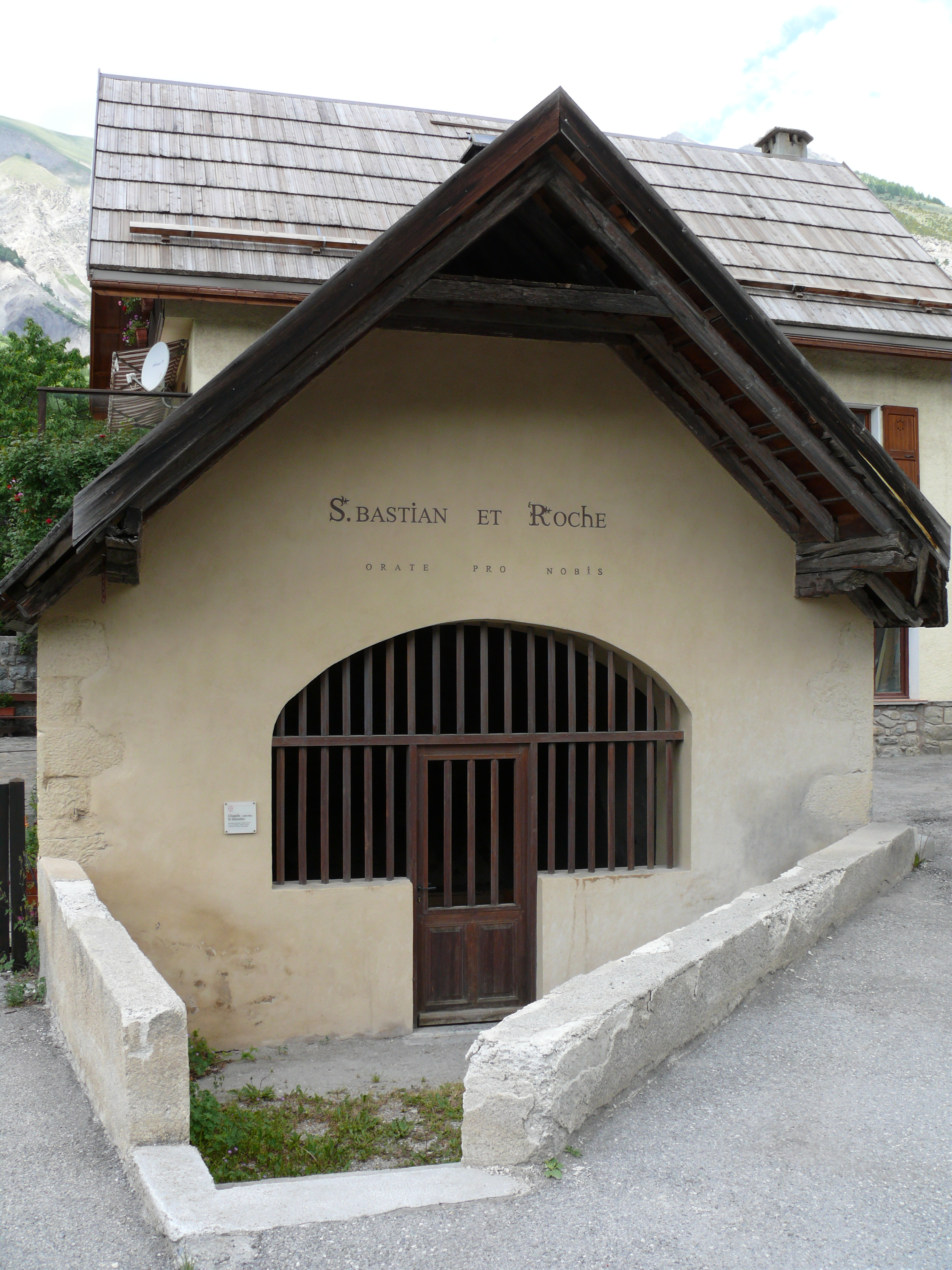
Chapelle Saint-Sébastien classée monument historique.
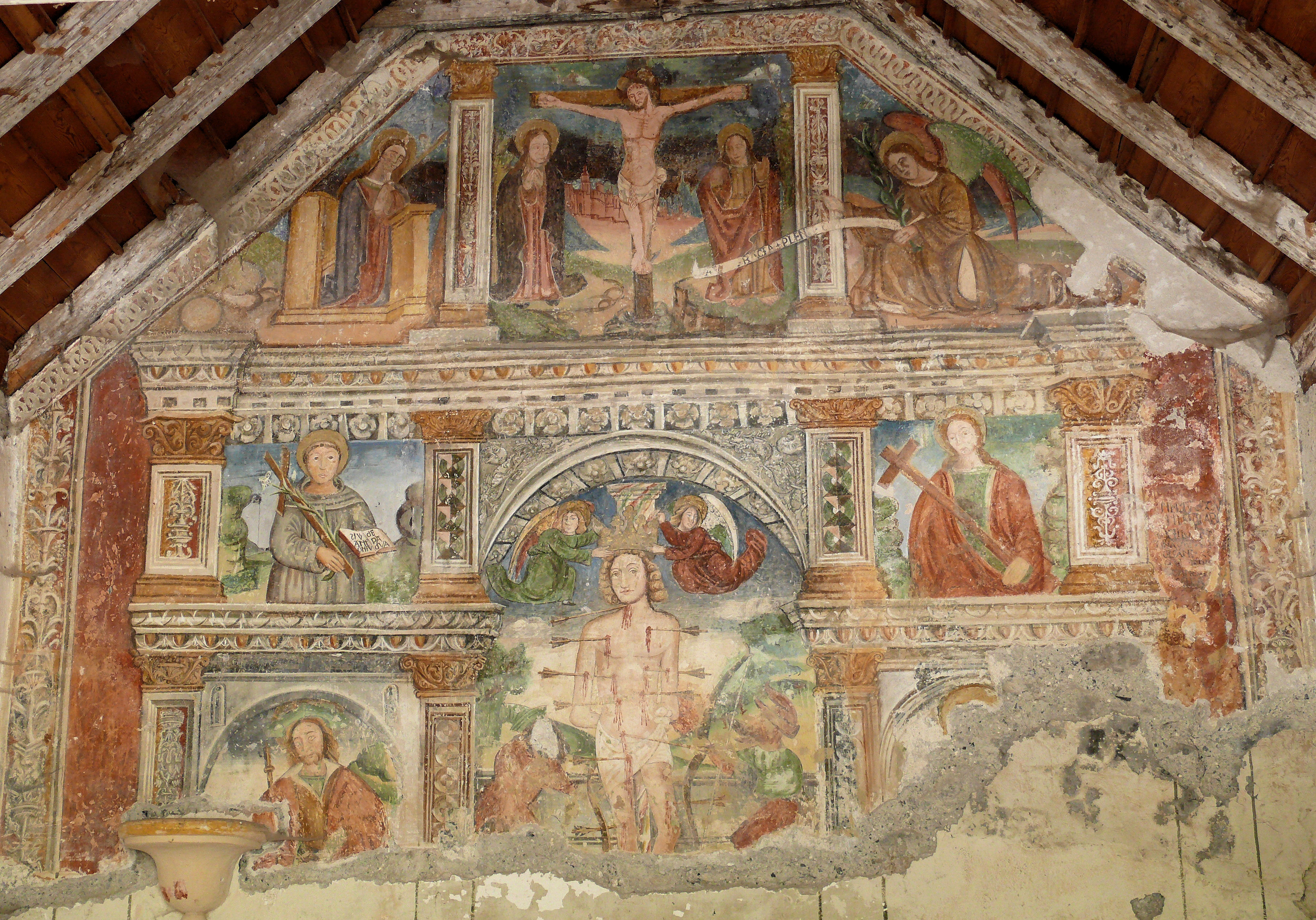
Retable à fresques de 1516 d'Andréa de Cella classé.
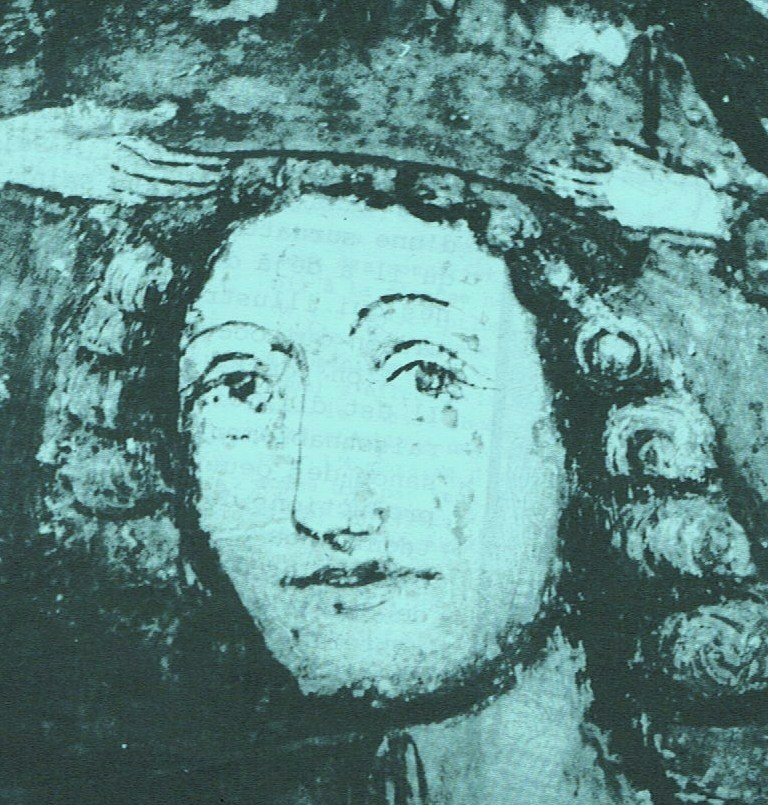
1516 : détail de Saint-Sébastien par Andréa de Cella.
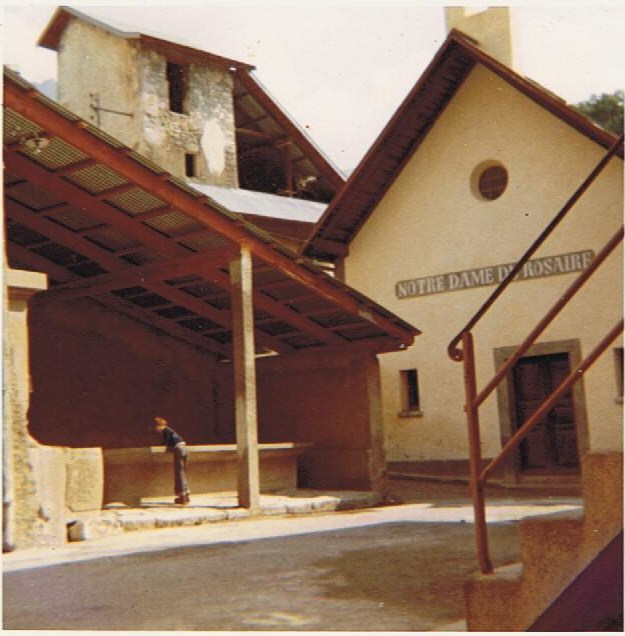
Chapelle du XVIIe siècle et place du lavoir avec sa fontaine.
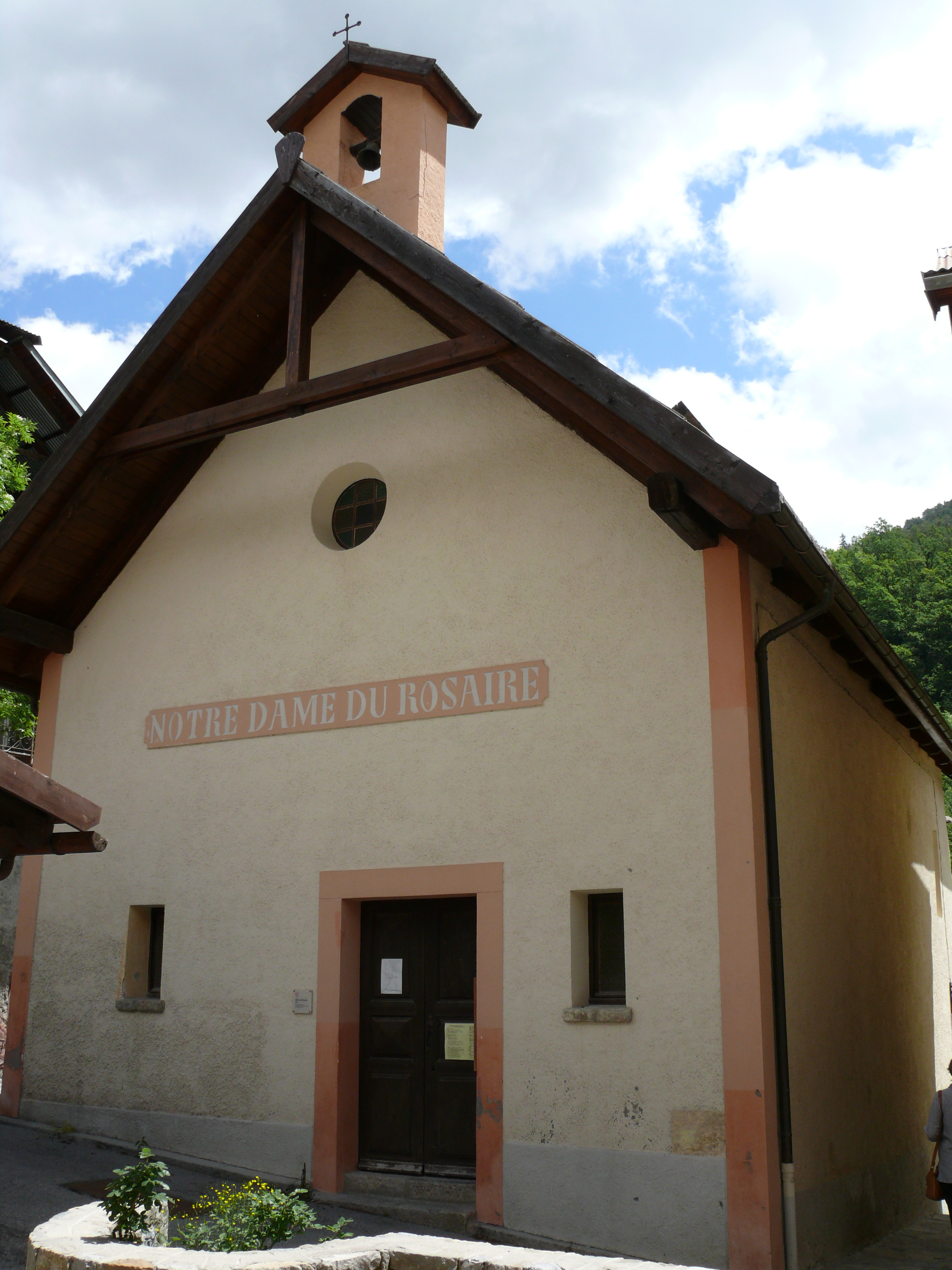
Chapelle Notre-Dame du Saint-Rosaire du XVIIe siècle sur la Grande-Rue.
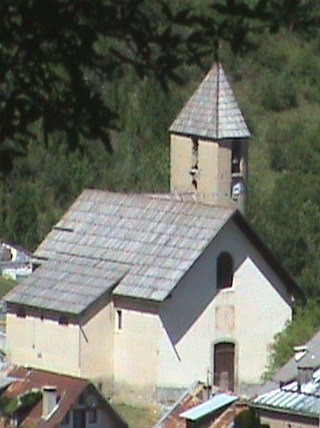
Église paroissiale des XIIIe et XVIIe siècles à clocher asymétrique et toit en bardeaux de mélèze.
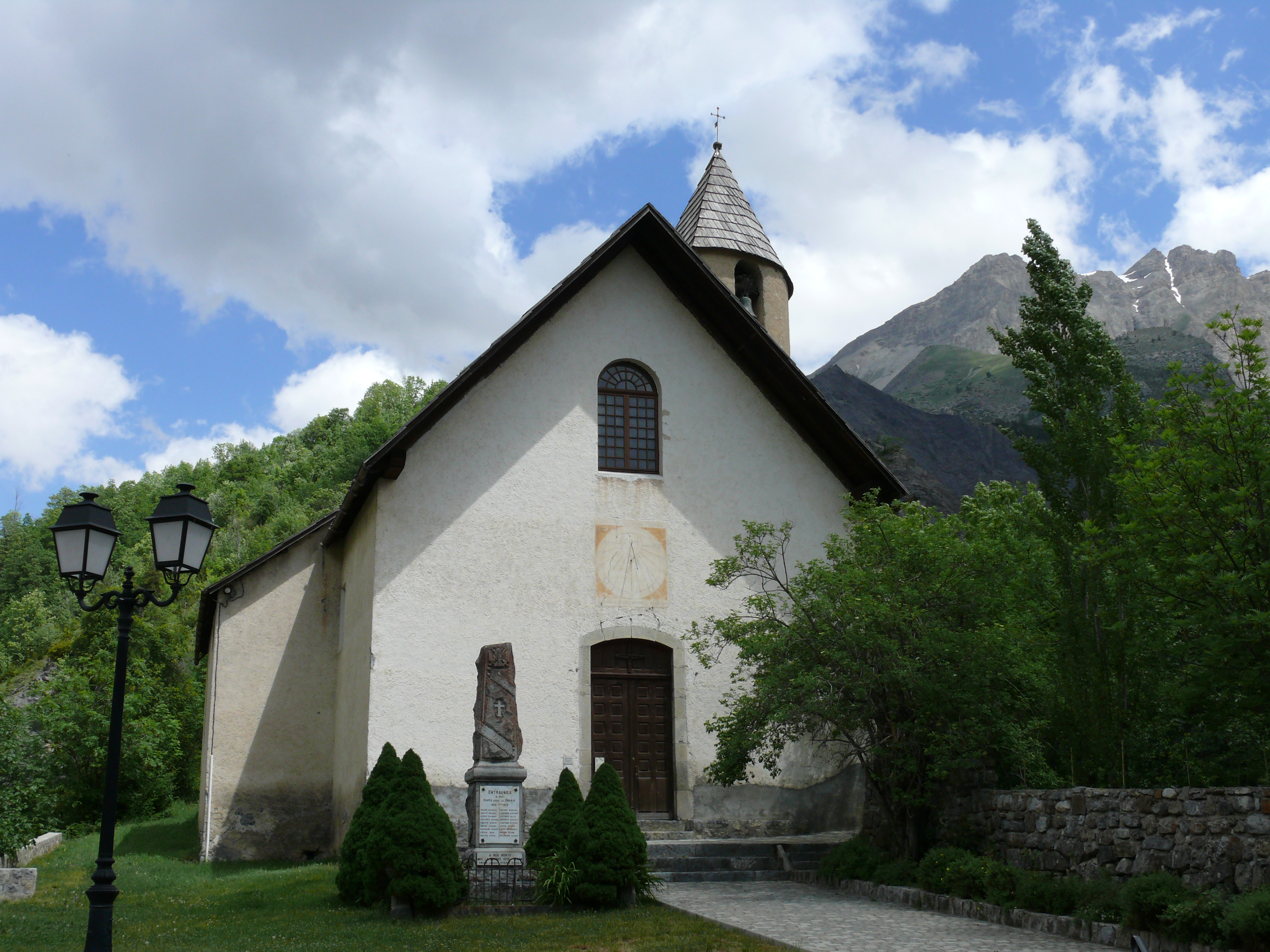
Église paroissiale et monument aux morts sur l'ex-place du Tribunal.
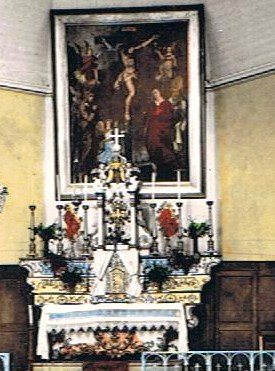
Église paroissiale : autel en bois peint et tableau classé signé Andréas 1655.

Monuments religieux
- la chapelle Saint-Sébastien a été classée aux monuments historiques par arrêté du 17 décembre 1947[88] pour son retable à fresques de 1515-1516 du peintre Andréa de Cella originaire de Finale (près de Savone) et habitant de Roquebrune. Reconstruit aux alentours de 1500, après la peste de 1467 à l'initiative du comte Clément de Amicis, ce tout petit édifice religieux est situé au débouché du pont sur le Var à la sortie nord-ouest du village d'Entraunes.
- L'église paroissiale Notre-Dame-de-la-Nativité. Son transept est constitué par la petite église remaniée au XIIIe siècle, dédiée à saint Pons, de style roman et d'orientation est-ouest. Église du XIIIe siècle trop petite qui est complètement transformée et agrandie à partir de 1650 notamment avec une nouvelle abside au nord et une nouvelle nef d'orientation nord-sud sur laquelle vont s'ouvrir vers le sud de 1683 à 1727 deux nouvelles chapelles latérales. Chapelles incorporées sous le même toit que celui de l'église lors des travaux de réfection de la toiture terminés en 1805. L'église paroissiale occupe la partie nord surélevée de l'éperon rocheux formé par la confluence du fleuve Var et du torrentueux Bourdoux. Elle possède un curieux et original clocher asymétrique en demi-cercle ainsi que de grands tableaux du XVIIe siècle portant différentes signatures mais attribués à l'école « André de Castellane » et classés.
- La chapelle Notre-Dame du Rosaire, sur la Grande-Rue du village, a été construite au début du XVIIe siècle. Elle fut la chapelle des Pénitents Blancs. Elle a été restaurée après l'incendie de 1875. Restaurée en sanctuaire d'art religieux, elle réunit des tableaux et objets classés du XVIIe siècle provenant d'autres chapelles de la commune.
- Du couvent ayant appartenu au monastère Saint-Eusèbe d'Apt ne subsiste, aujourd'hui, que des voûtes dans les maisons Botta et Boyer.
- De la Commanderie de l'ordre canonial régulier du Saint-Sépulcre au lieu-dit des Gourrées au nord du village, il ne reste plus que des ruines. Mais dans les années 1950, on y voyait encore, « au-dessus des écuries et des caves voûtées, trois étages comportant chacun six grandes pièces avec des fenêtres à ogive, des portes et des clefs de voûte ornementées de petites rosaces »[89]. Avec, à l'entrée, un linteau de pierre portant la croix de l'ordre et l'inscription « 1564, Santi Sepulcri Auxilium ». Ordre hospitalier et militaire organisé par Godefroy de Bouillon en 1099 et rétabli en 1496 par le pape Alexandre VI.

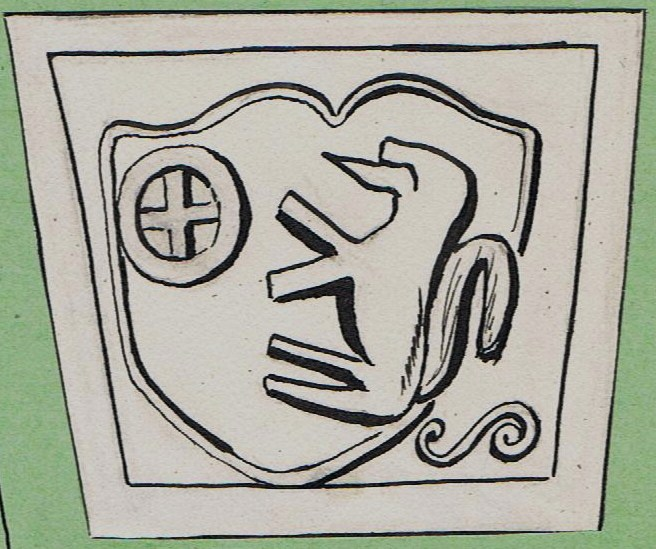
Armoiries sur pierre d'une maison de la Grande-Rue.
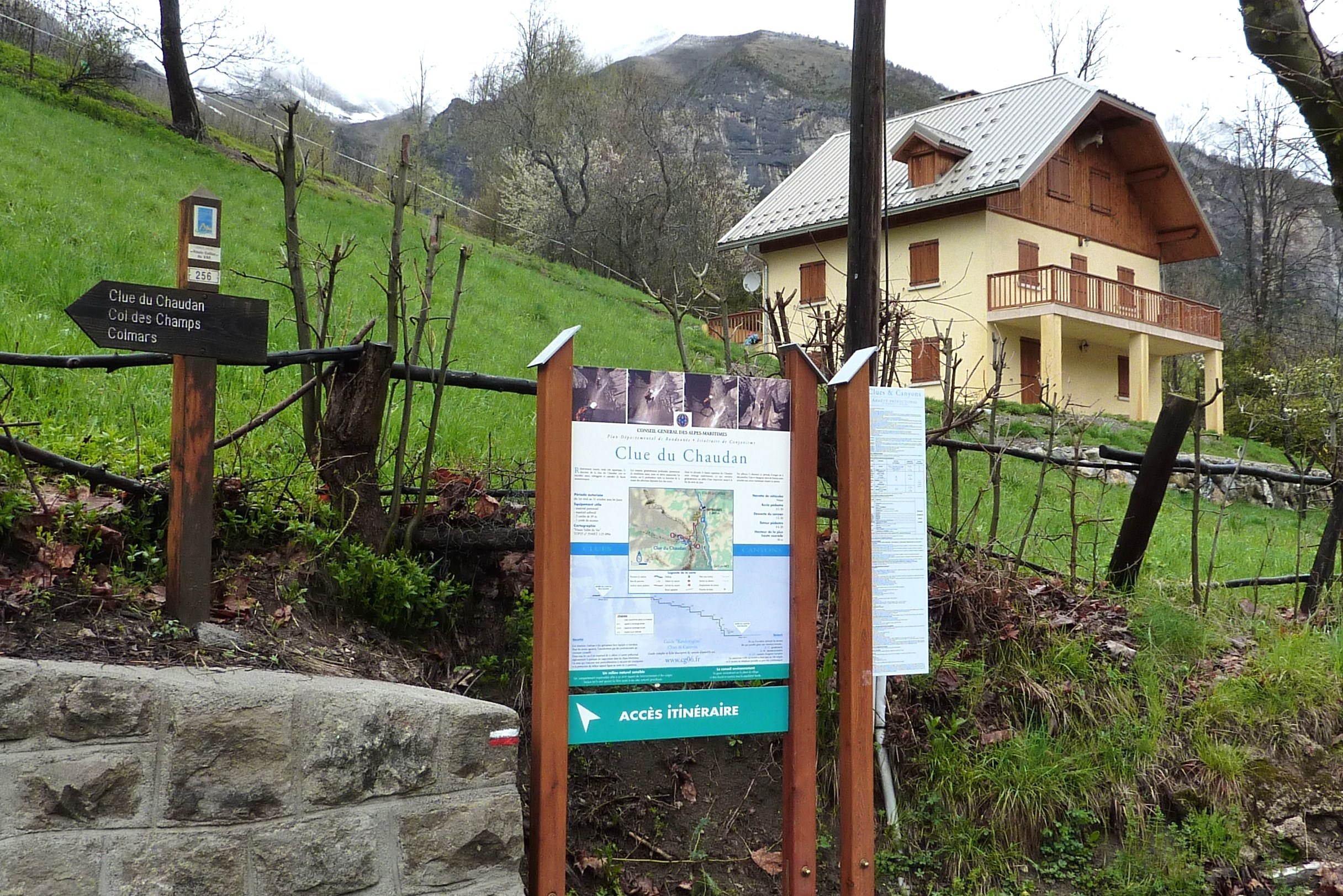
Départ du GR 52A vers le col des Champs et Colmars (04).

Monuments civils
- La fontaine et le lavoir de la fin du XIXe siècle au village, après l'incendie de 1875.
- Le monument aux morts au bloc de pierre taillé en obélisque sur l'ancienne place du Tribunal.
- La maison Brun sur la Grand'Rue qui porte des armoiries sur pierre sculptée (représentées ci-dessus) et ayant appartenu à une des familles de gentilshommes du village.
- Les deux portes palières marquées 1720 (date gravée sur le linteau en pierre) et 1832 dans la Grande-Rue.
- L'ancienne mairie sur la place César-Payan.
- La nouvelle mairie sur la grande place du village.

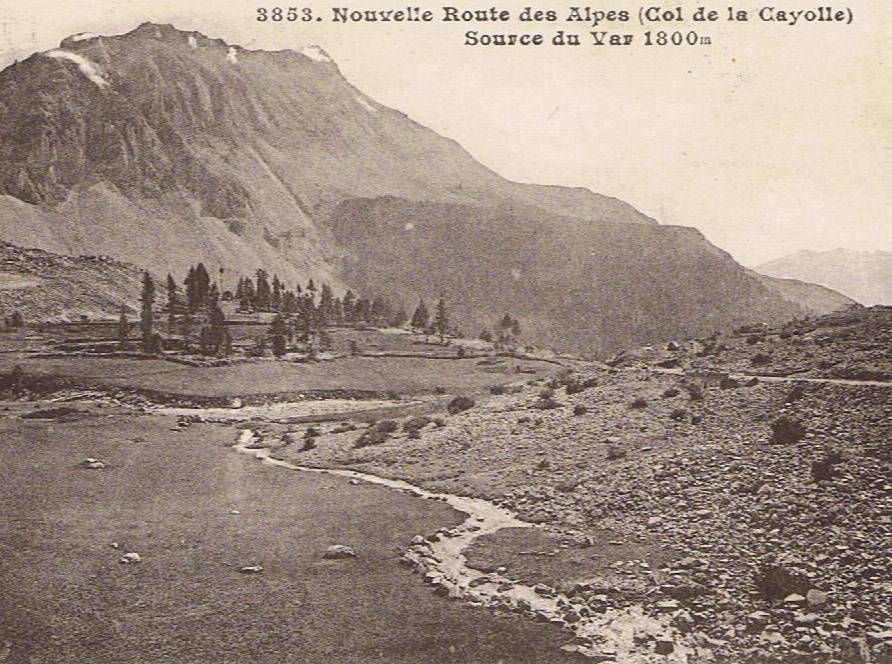
En 1914 à Estenc, source officielle du Var à 1 790 m.
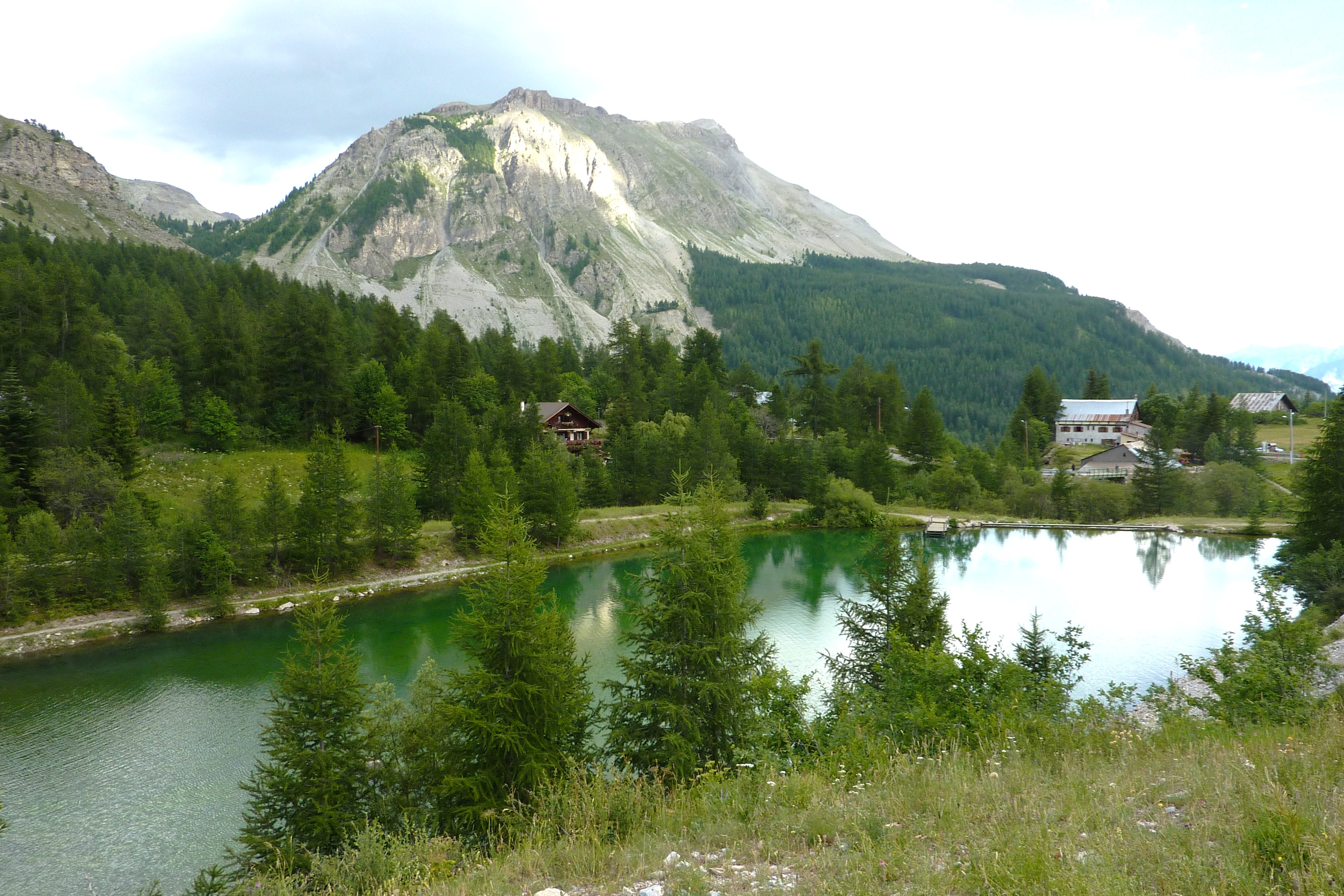
À Estenc, les rives du lac de la station estivale.
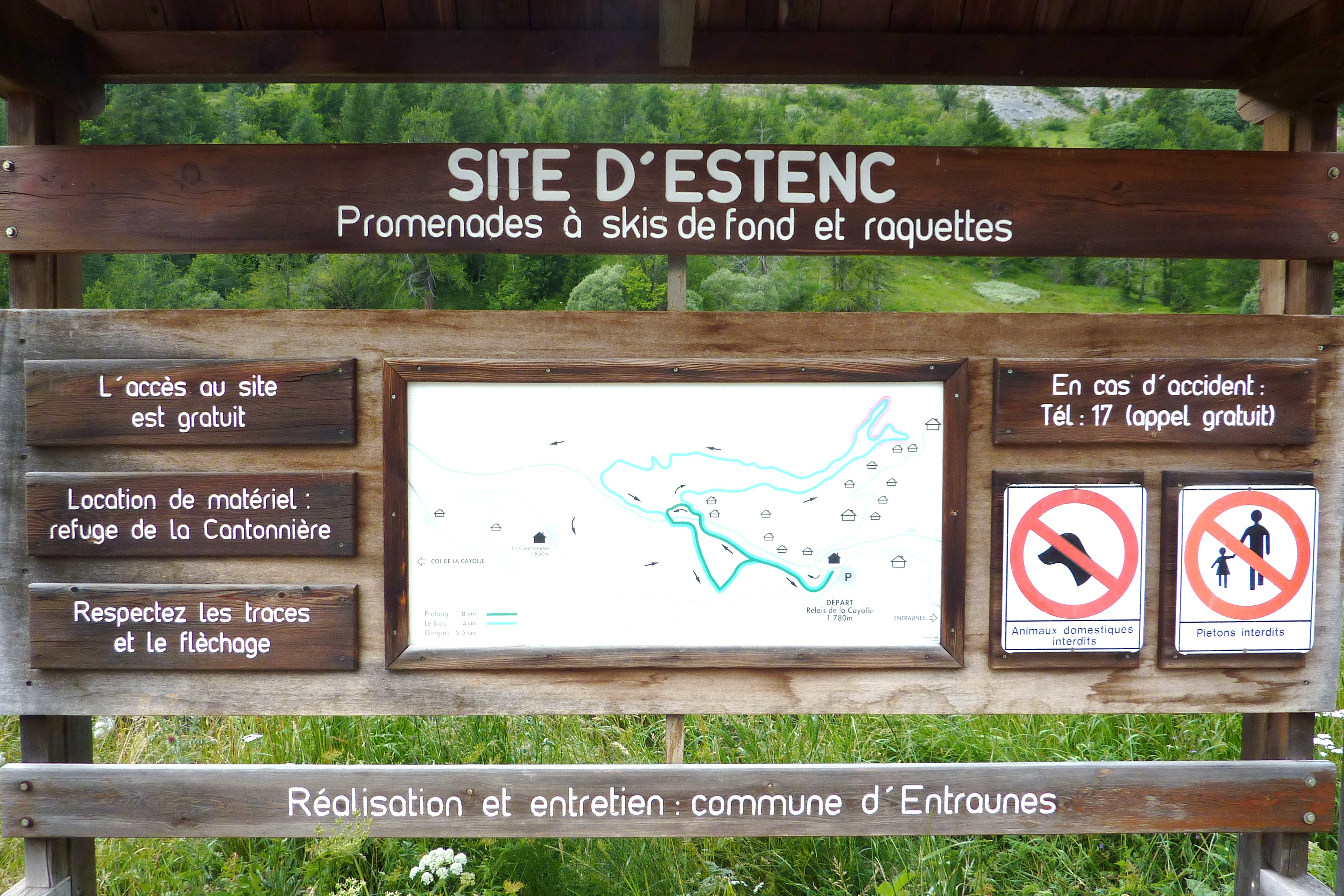
À Estenc, le panneau de la petite station hivernale.
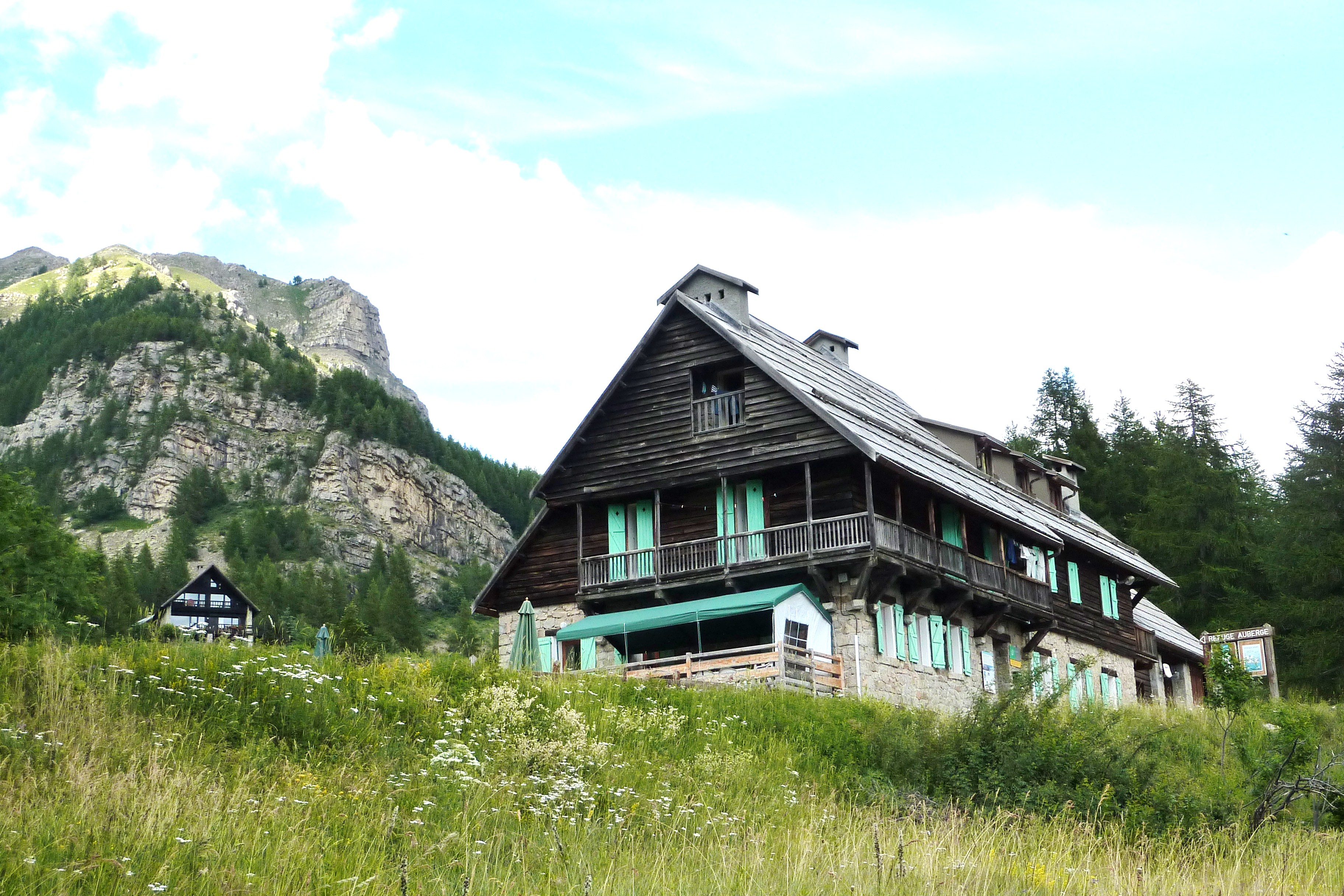
À Estenc, l'auberge « Refuge de la Cantonnière ».
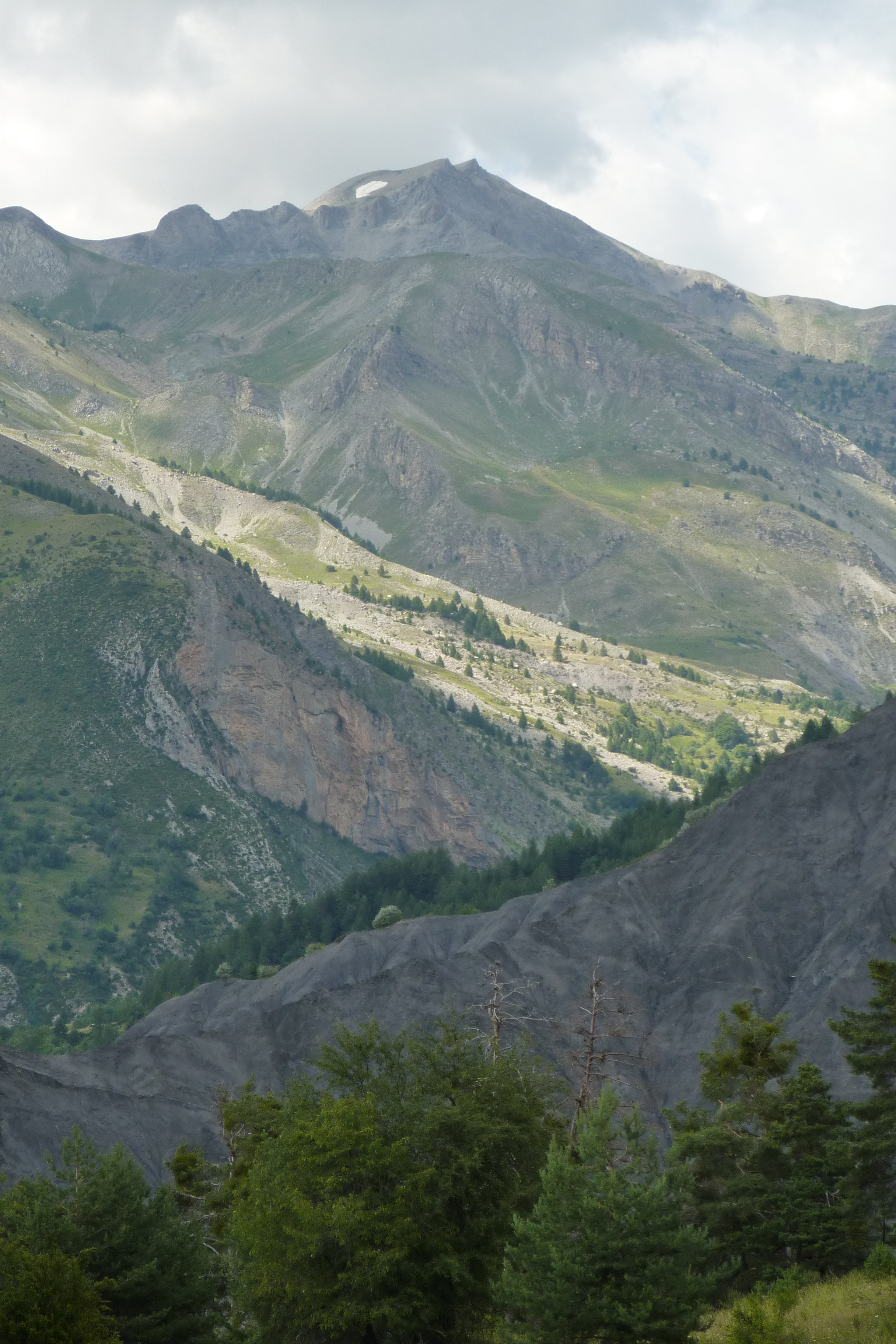
Sommet des Garrets 2 822 m vu de la route du Serre.
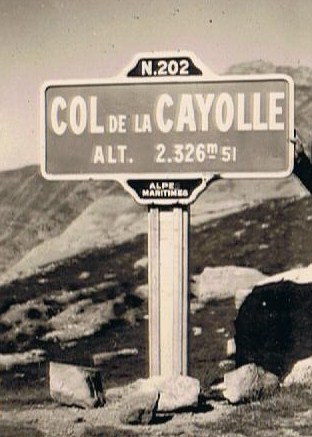
Plaque de 1939 : la RN 202 de 1920 devenue D 2202.
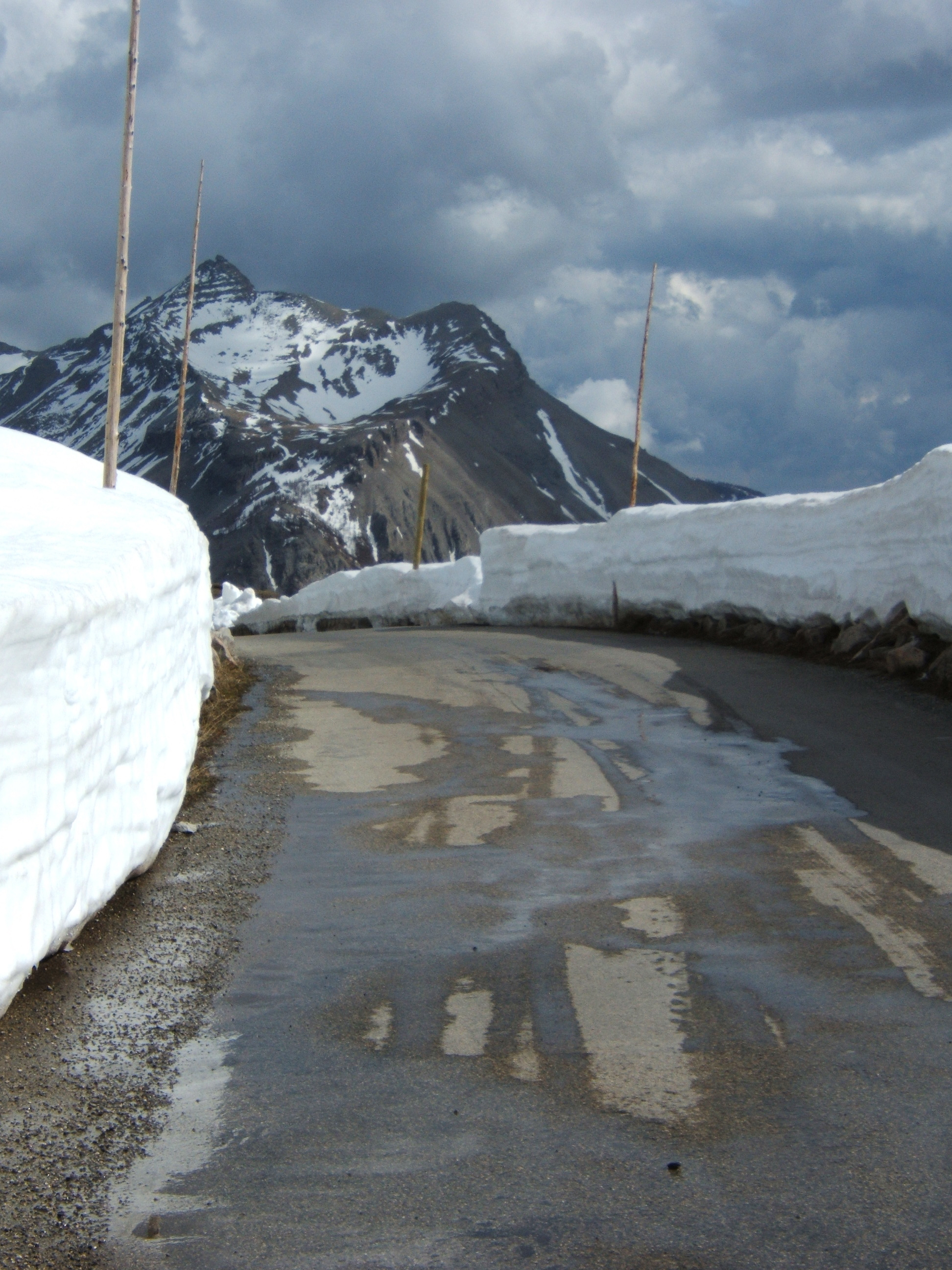
Col de la Cayolle et synclinal perché de Roche-Grande.
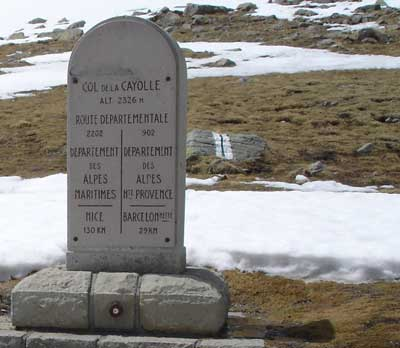
Borne interdépartementale au col de la Cayolle à 2 326 m.
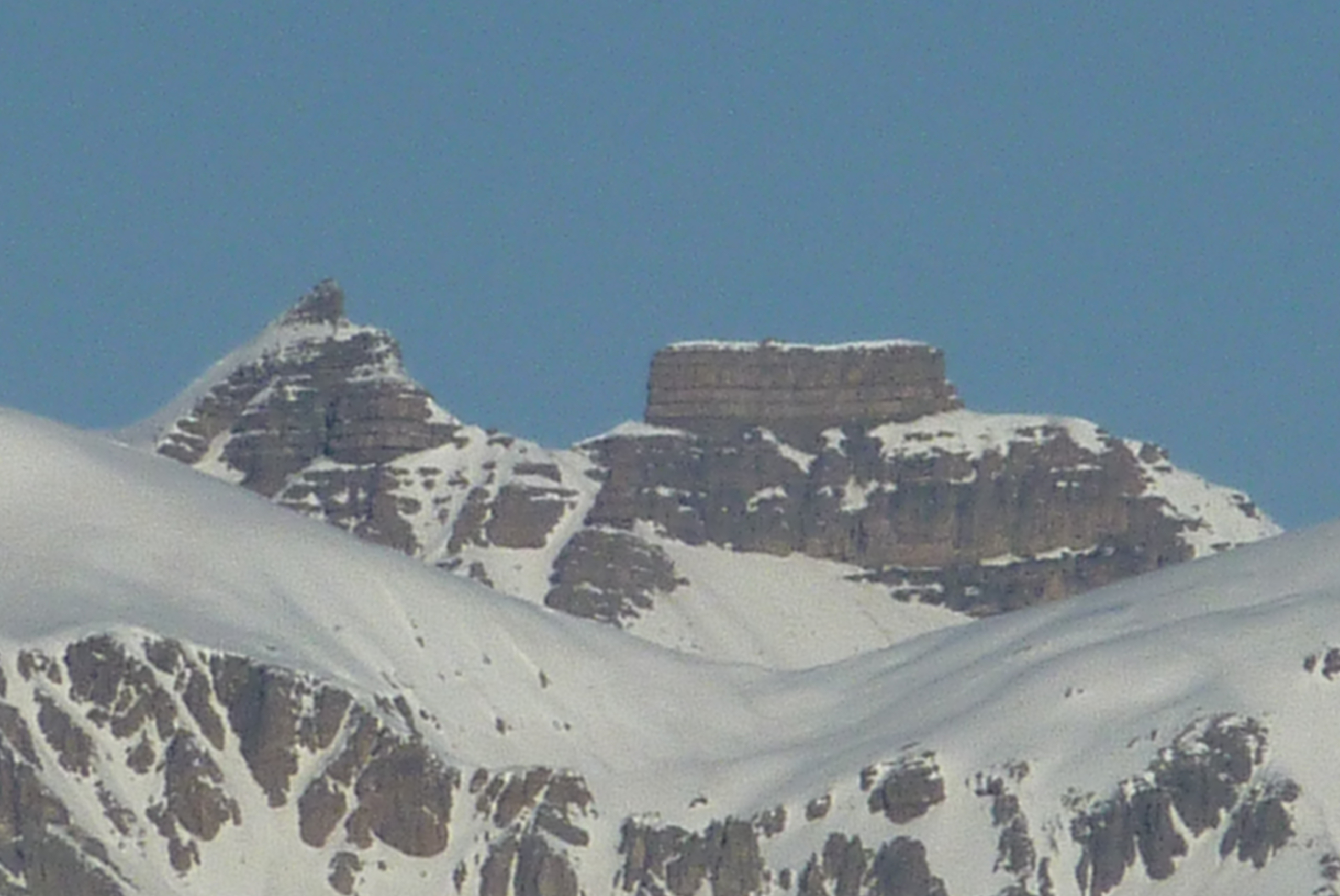
Pointe de la Cote de l'Ane 2 916 m et Fort Carra 2 808 m.
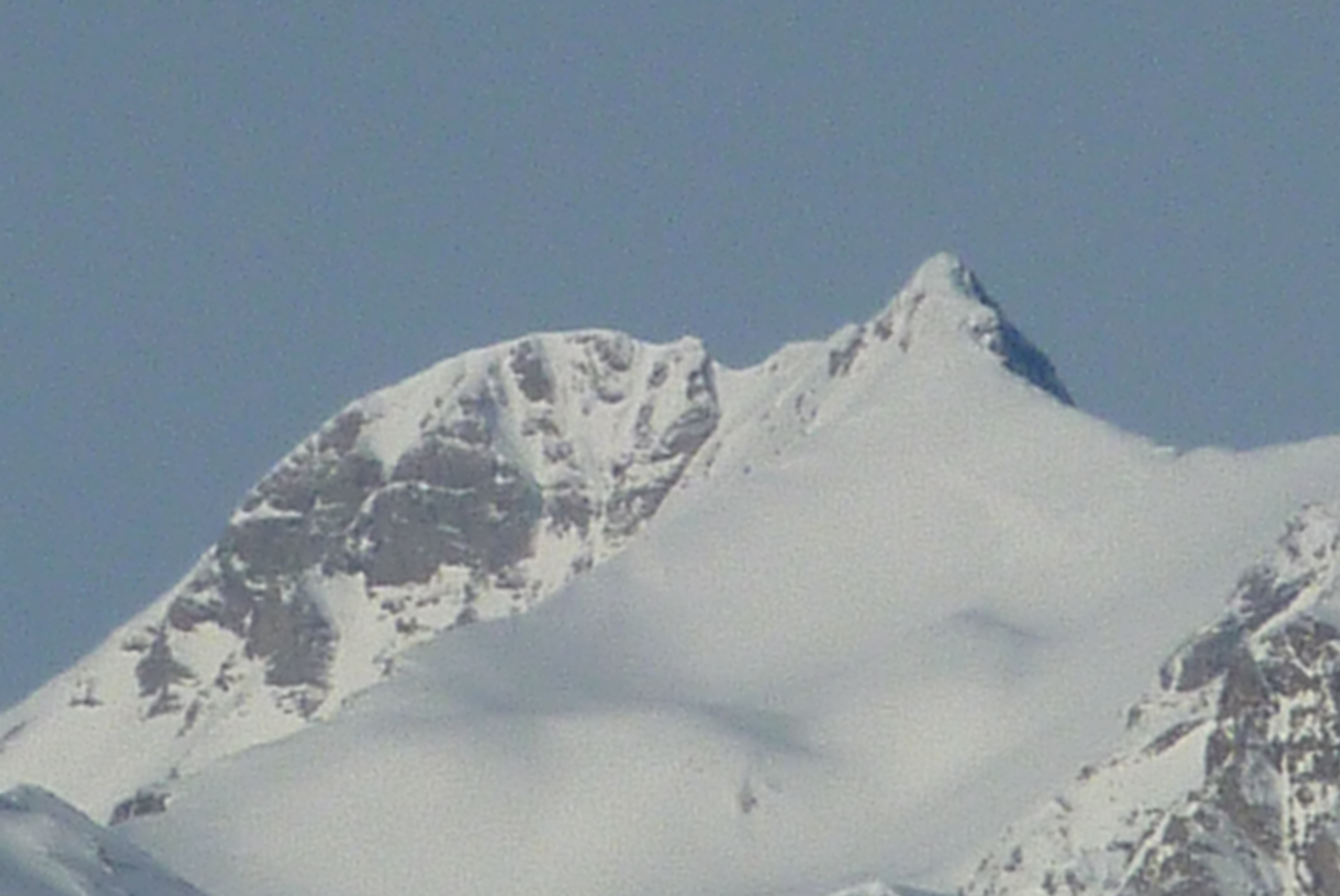
Mont-Pelat 3 050 m vu du sud-est.

Espaces verts
- À l'est du village d'Entraunes, la route carrossable du Serre recoupe le GR 52A qui conduit ensuite, à travers la forêt communale du Bois de la Moulière, au col des Trente-Souches (2 018 m) et, de là, soit au sud à la cime de l'Aspre (2 471 m), soit au nord à la cime de Pal (2 817 m), soit vers l'est au pittoresque hameau des Tourres sur la commune de Châteauneuf-d'Entraunes.
- La clue du Chaudan (classée) au Sud-Ouest du village par le GR 52A qui conduit au col des Champs et à Colmars (Alpes-de-Haute-Provence).
- La cascade d'Aiglière, une des plus grandes d'Europe avec près de 100 m de dénivelé par le sentier rive droite du Var entre le village d'Entraunes et le pont du « Saut du Var » au hameau de Saint-Sauveur. Cascade provoquée par la barre de calcaire tithonique (Jurassique J7-8) dont la forme souligne la structure synclinale du vallonnement perché N.O-S.E qui s'étage de 1 600 à 2 745 m d'altitude jusqu'à la plus haute des Tours-du-Lac (Grande-Tour) dominant le Lac-d'Allos. Cascade et vallonnement visibles de la route D 2202 à hauteur du lieu-dit l'Escaïoun sur la carte IGN 3540 est au 1/25000.
- La source officielle du fleuve Var à Estenc avec son affluent de rive gauche, le torrent de Sanguinière aux sources multiples.
- Le plan d'eau d'Estenc remplaçant en quelque sorte le lac glaciaire qui existait en amont du verrou d'Estenc avant que les eaux des sources du Var n'y creusent leur défilé visible à partir du pont conduisant vers l'est aux deux pittoresques routes des chalets.
- Le « jardin alpin[90] » autour de la cuvette d'un ancien lac glaciaire sur la moraine latérale au nord-est d'Estenc.
- Les cabanes de Sanguinière, à 2 049 m, dans la cuvette formée par un ancien lac glaciaire et traversée par les affluents de la Sanguinière. Cuvette située dans un cirque glaciaire aux éboulis boisés en mélèzes qui forment le mélézin de la forêt domaniale de Sanguinière.
- Le col de la Cayolle, à 2 326 m d'altitude, est un des plus hauts cols de la route des Grandes Alpes classée RN 202 en 1920 entre Nice et Thonon-les-Bains sur le lac Léman. Route construite entre 1907 et 1914 entre le village d'Entraunes et le col et aujourd'hui classée D 2202.
- Le circuit piétonnier des 5 lacs, avec un dénivelé de 439 m, offre une magnifique découverte de la haute montagne à partir du col de la Cayolle où on laissera sa voiture au parking paysager. De préférence, descendre vers le sud par le lac intermittent du col et gagner le lac du Lausson puis le Pas-de-Lausson avec vue sur le lac d'Allos et le Mont Pelat (3 052 m) et continuer par les lacs des Garrets et de la Petite-Cayolle pour monter au col de la Petite-Cayolle (2 642 m) et redescendre vers le nord en passant par le petit lac « de l'ubac » pour regagner le col de la Cayolle. Le circuit peut se faire en sens inverse et se limiter alors - en très peu de temps - à la découverte des paysages glaciaires du petit lac « de l'ubac » entouré de sa prestigieuse « corolle » de fleurs blanches : les linaigrettes de Scheuchzer ou joncs à coton de Scheuchzer (« Eriophorum scheucheri » du grec erion - laine - et pherô - je porte), une « espèce circum-arctique et alpine à fleurs formées chacune d'un pistil à 3 ovaires soudés par de nombreuses soies blanches groupées en un pompon unique[91] ». Itinéraire inverse pouvant se prolonger, par une courte mais raide ascension, jusqu'au col de la Petite-Cayolle à 2 639 m avec vue sur le lac éponyme sur son versant sud.

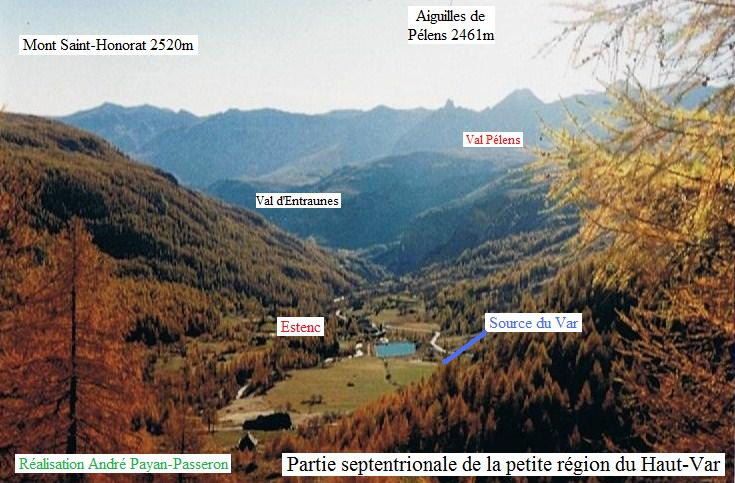
De la route du col, le val d'Entraunes avec Estenc, son petit lac et la source du Var.
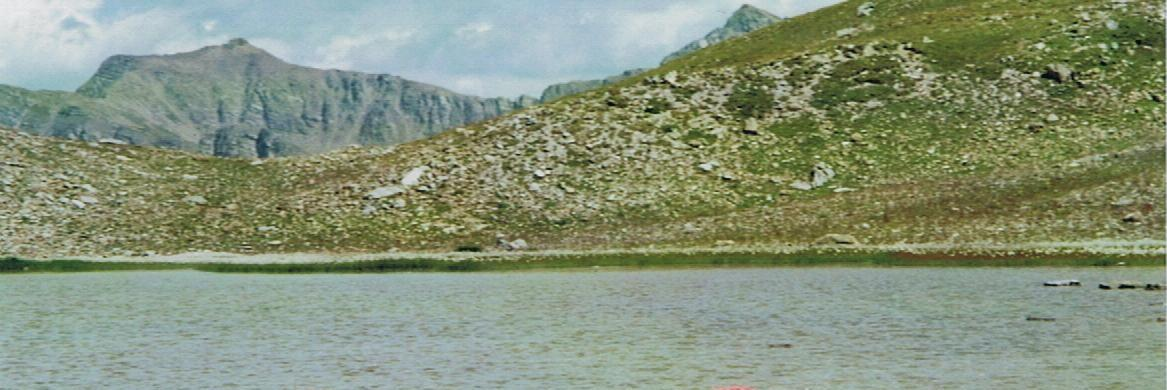
Sur les bords ouest du « lac de l'ubac » (2 327 m) fleuris de linaigrettes de Scheuchzer.
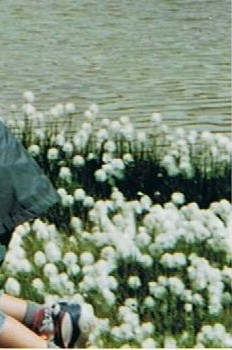
Les linaigrettes de Scheuchzer à 2 327 m à l'ubac du col de la Petite Cayolle.
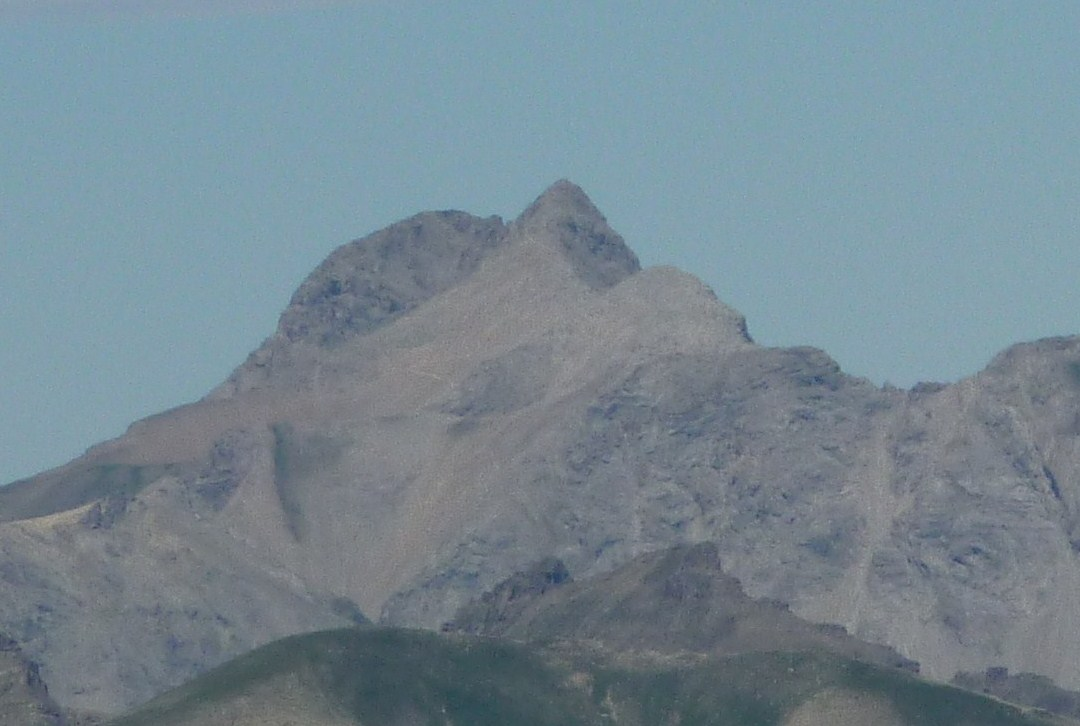
Mont-Pelat 3 050 m vu du sud-est.

### Patrimoine culturel

#### Le parler entraunois

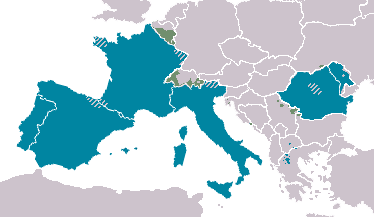
Entraunes dans l'aire d'extension des langues romanes à partir du VIe siècle.
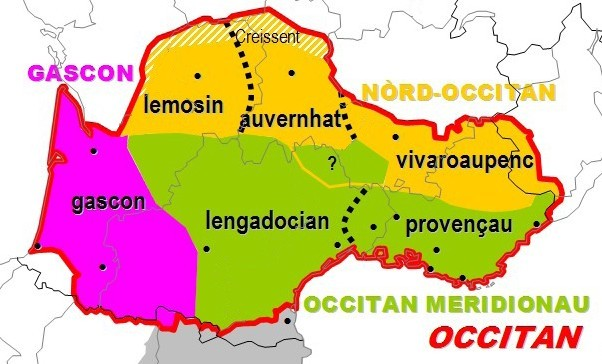
Entraunes dans l'aire d'extension des dialectes de l'occitan succédant au roman.
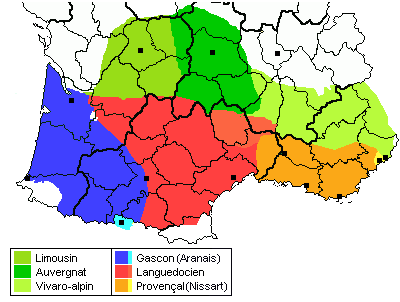
Entraunes et le dépt. des A.-Mmes dans l'aire d'extension des dialectes de l'occitan.

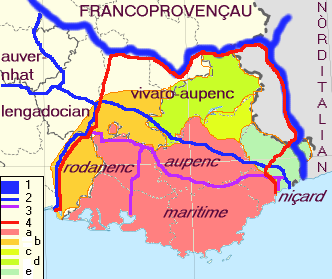
Entraunes dans l'aire du parler gavot (en vert pâle) faisant partie du vivaro-alpin (vivaro-aupenc) relevant du provençal.

Le parler d'Entraunes a été étudié en 1938 par le linguiste danois Andreas Blinkenberg. En 1938, les Entraunois et les Entraunoises parlaient encore entre eux « l'entrounenc » (l'entraunois), un dialecte occitan du type provençal alpin appelé aussi « vivaro-alpin » et plus précisément « gavot ». Parmi les principaux traits linguistiques, on peut citer : la chute de -T- et -D- intervocaliques du latin "las fremas soun passaus" (les femmes sont passées), la désinence -ou de première personne du pluriel "chantou" (je chante), l'usage des articles définis pluriels "lous, las" (les aux deux genres en français) comme dans le Cians, la Tinée, l'Ubaye, une partie de la Vésubie et des Paillons, la conservation des -s de pluriels "lous passes" (les pas), une conservation des finales -rn en -rt "lou jourt" (le jour) et une relative conservation de -L, -LL finaux du latin "lou chastel" ou "lou chasté" (le château). Compte tenu de sa situation géographique reculée favorisant la moindre altération du parler ancestral de ses habitants, la commune d'Entraunes fut choisie par le linguiste danois Andréas Blinkenberg. En 1938, celui-ci mena à bien ses recherches grâce au concours et à l'amabilité de quinze de ses habitants : César Ginésy et leur fils Arthur, Zénobie Emeric, Charles Gauthier ancien maire, Jean-Baptiste Baudoin avec leur fille Thérèsa et son époux Clément Gilloux maréchal-ferrant, Étienne Liautaud maire, Clément Lions ancien maire, M. Vidal Gilloux, Veuve Varron et Joseph Gilloux meunier et secrétaire de mairie. L'université d'Aarhus de Copenhague a imprimé en français ses travaux sous le titre Le Patois d'Entraunes en deux plaquettes. La première sous titrée « Matériaux phonétiques, morphologiques et syntactiques » et la seconde sous-titrée « Matériaux lexicologiques » dans laquelle il a retranscrit par catégories la quasi-totalité des mots et expressions du dialecte entraunois avec leur(s) prononciation(s) phonétique(s). En 1938, les adultes entraunois - parfaitement bilingues - parlaient tous entre eux ce dialecte transmis oralement de génération en génération mais s'adressaient alors en français tant aux « étrangers » qu'à leurs enfants en bas âge qui avaient ensuite le temps de maîtriser, en seconde langue, le dialecte de leurs parents. Dialecte ayant évolué dans le temps en incorporant notamment un grand nombre de termes généraux et abstraits du parler provençal proprement dit, les Entraunois étant depuis fort longtemps en relation privilégiée avec la Provence par le col des Champs et la vallée du Verdon. Entraunes a d'ailleurs fait partie du royaume de Provence de 879 à 947 puis du royaume de Bourgogne-Provence de 947 à 1032, de la Provence féodale terre du Saint-Empire romain germanique de 1032 à 1125 et enfin du comté de Provence de 1125 à la dédition de 1388 qui fait passer Entraunes sous l'autorité de la maison de Savoie jusqu'à son rattachement définitif à la France en 1860 après celui, provisoire, de 1792 à 1814.

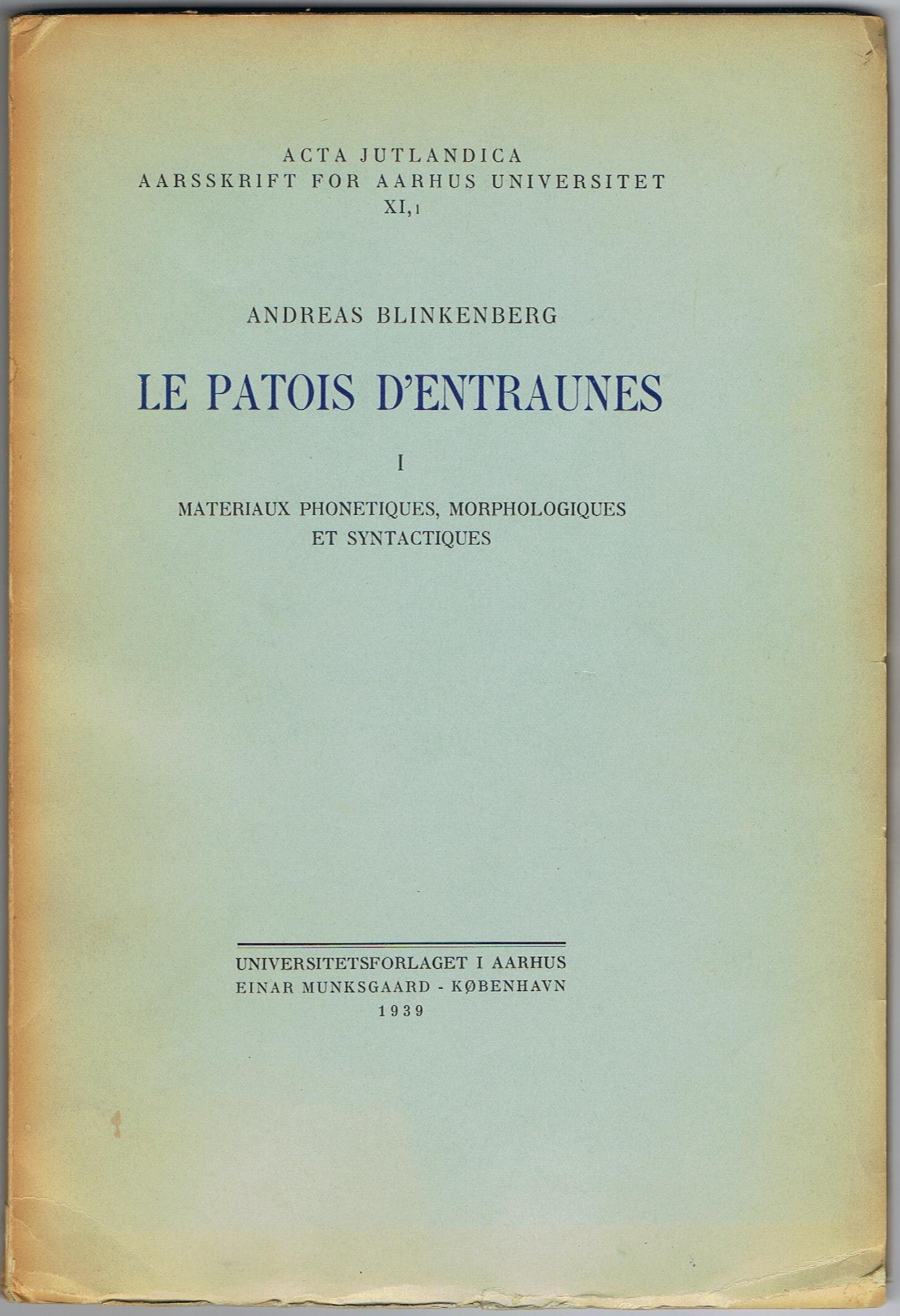
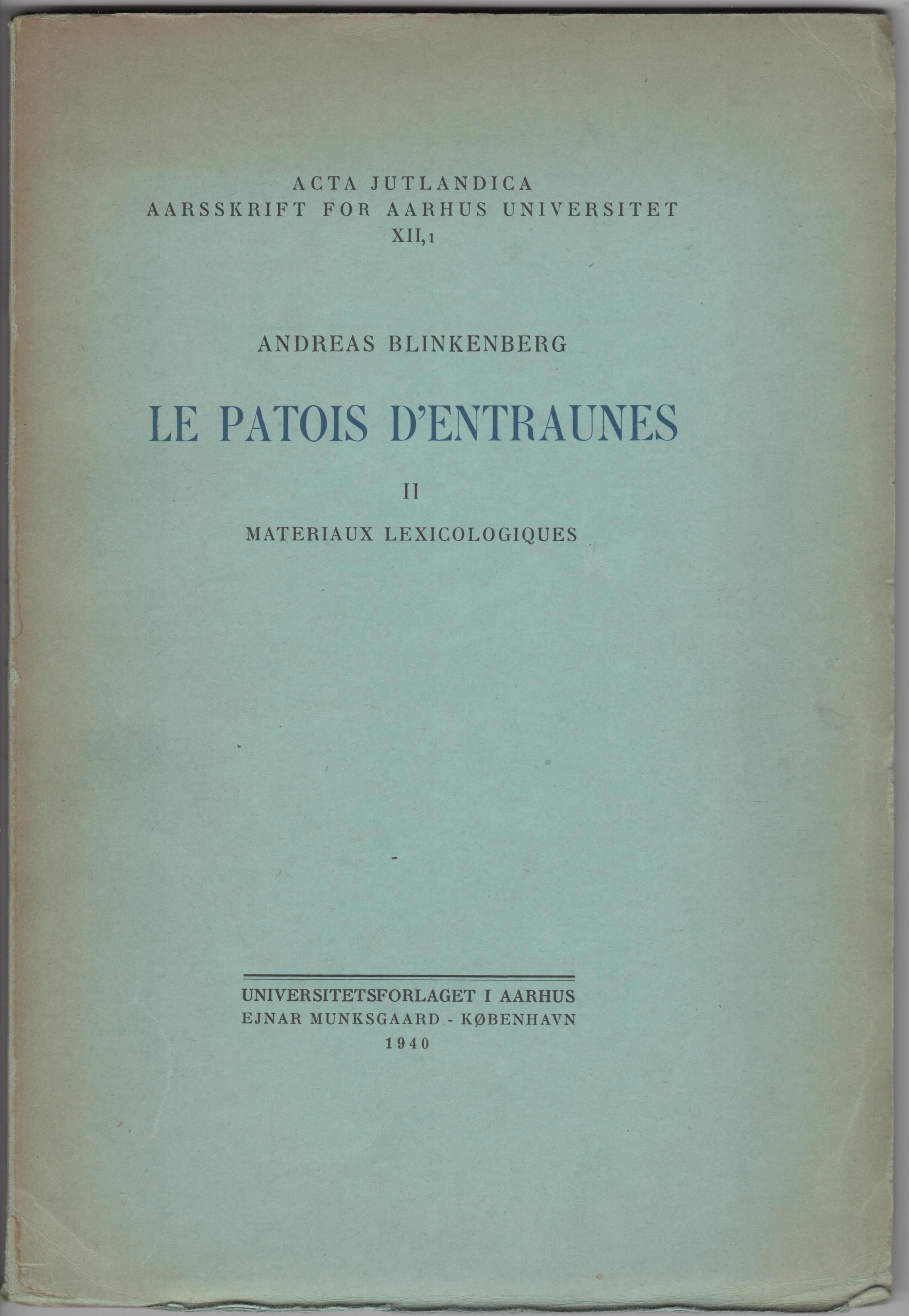

Du parler entraunois au français par l'écrivain et historien René Liautaud. Début d'une légende entraunoise dans Lou Lanternin (pages 9 et 12 du no 10 de juillet 1981), revue dirigée par Jean Toche et publiée de 1978 à 1983 par l'Académie du Val d'Entraunes (fondateur Albert Tardieu).
| L'entrounenc | La traduction française |
| --- | --- |
| « Lou saut dou diau. Era lou vint d'oust, de 1514, qu'arrivèri, esquintat, davant lou presbitèri. Venènt d'Arles, aviéu marchat, quasi sènsa discountinuà, pressàt de vèire moun ouncle Toumas, lou prèire d' Entraunos. Aquéu brav'ome avio tout fach pèr me faire estudià de curà. Coumo, dins un cou de testo, veniéu de tout abandounà, crégniou de gros reprochis. Me sucitavou tant qu'avançavou sènsa rèn vèire ni remarquà [...] » | « Le saut du diable. C'est le vingt août, de 1514, que j'arrivai, épuisé, devant le presbytère. Venant d'Arles, j'avais marché, presque sans discontinuer, pressé de voir mon oncle Thomas, le prêtre d'Entraunes. Ce brave homme avait tout fait pour me faire préparer la prêtrise. Comme, dans un coup de tête, je venais de tout abandonner, je craignais de gros reproches. J'étais si soucieux que j'avançais sans rien voir ni remarquer [...] » |

#### Us et coutumes d'antan
À Entraunes, si la fille arrivait à faire faire treize plis avec son pouce à un crouis, sa mère lui disait : « Ma fille, tu es bonne à marier. » Un crouis ? Une pâte fraîche en forme d'oreille plissée dont voici la recette entraunoise. Malaxer à la fourchette 2 œufs, 3 cuillerées d'huile (de noix ou autre) et du sel avec 1 kg de farine (pour dix personnes) tout en y versant petit à petit 2 verres d'eau tiède. La pâte souple ainsi obtenue doit alors reposer. Elle est ensuite coupée en morceaux eux-mêmes étirés en tortillons (1) - de l'épaisseur du pouce - coupés en cylindres de la taille d'une noix puis aplatis (2). Avec le pouce droit (3) plisser la pâte (4) jusqu'à obtenir un crouis bien plissé (5). Faire cuire les crouis 15 à 20 minutes dans une eau bouillante salée et additionnée d'une cuillerée d'huile (de noix ou autre). Les retirer avec une passoire (en bois ou autre) et les servir avec une sauce de noix accompagnée ou non de fromage râpé. Sauce de noix obtenue en pilant dans un mortier 500 g de cerneaux de noix (pelés) avec une gousse d'ail pour obtenir une fine pâte homogène qu'on malaxe avec de la mie de pain (trempée dans du lait), du sel, du poivre et un peu d'eau de cuisson (tiède) des crouis pour la fluidifier.

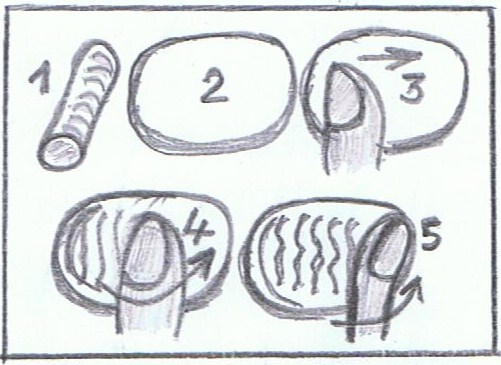
Les étapes de la confection manuelle d'un crouis.
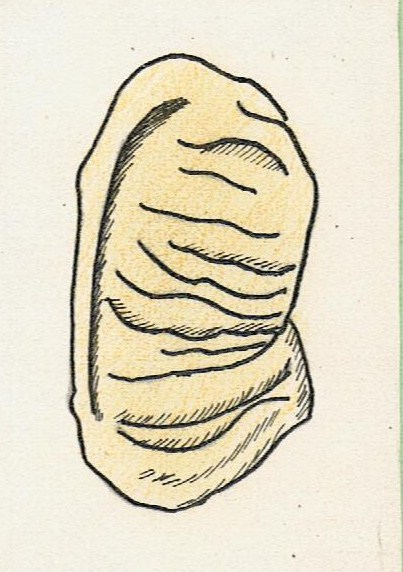
Pâte fraîche en forme d'oreille plissée dite crouis.
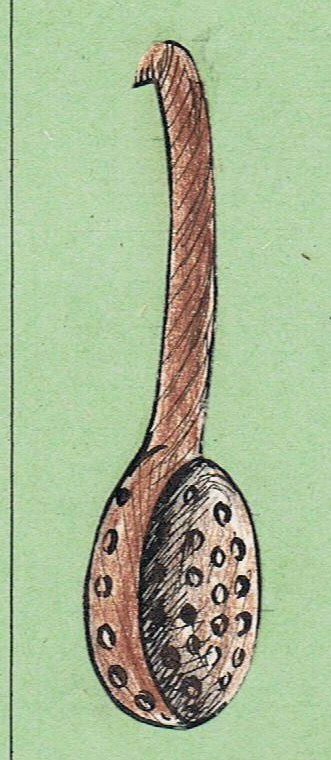
Passoire en bois pour retirer les crouis de l'eau bouillante.
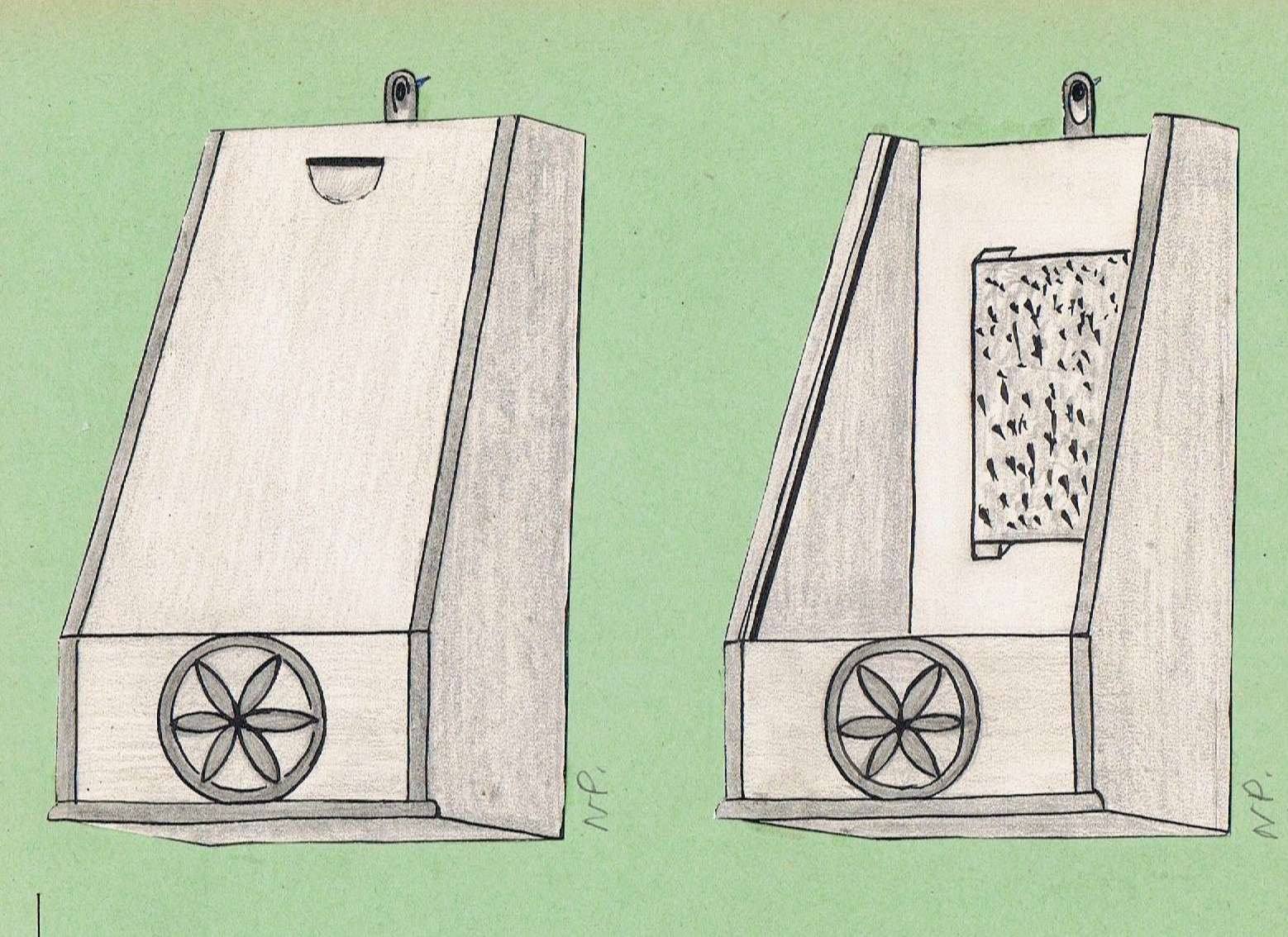
Râpe à fromage à couvercle à glissière, fermé et ouvert.

### Héraldique, logotype et devise
| Blason de Entraunes | Blason  | De gueules au sautoir ondé d'argent chargé en cœur d'une étoile de huit raies du champ. |
| Blason de Entraunes | Détails | Le statut officiel du blason reste à déterminer.                                        |

## Personnalités liées à la commune

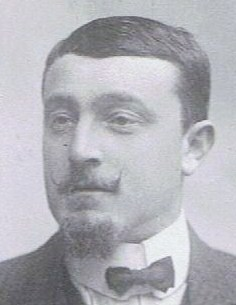
César Ernest Payan (1879-1918).
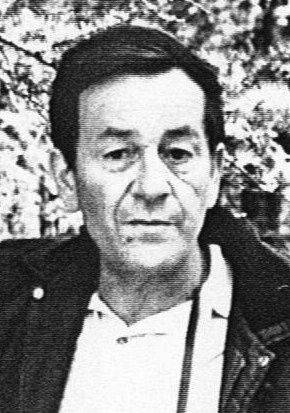
André Payan (1913-1984).
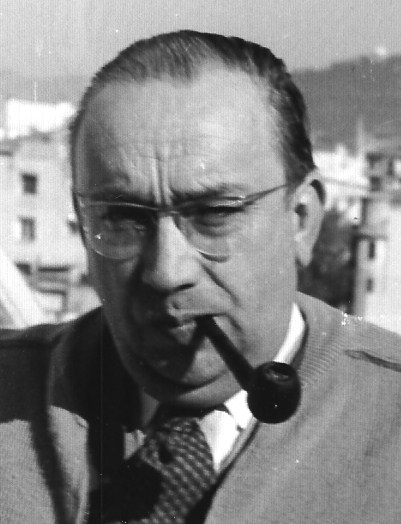
René Liautaud (1913-1990).
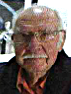
Jean Toche (1930-2021).

- César Ernest Payan est le seul maire du département des Alpes-Maritimes à être mort pour la France en 1918.
- André Payan (né le 6 juillet 1913 à Entraunes, mort le 7 avril 1984 à Nice), sorti sous-lieutenant de l'école des officiers de réserve de Saint-Maixent.
- René Liautaud (né le 11 mars 1913 à Entraunes, mort en 1990), est le fils de Jean-Baptiste Liautaud et de Marie Blanc appartenant tous les deux à de vieilles familles entraunoises.
- Jean Toche[93] (1930-2021) artiste protéiforme, illustrateur graphiste, fondateur et responsable de la revue patrimoniale Lou Lanternin (1978-1983). Une partie de son œuvre est visible à l'exposition permanente qui lui est consacrée à Entraunes.